# Église Saint-Louis de La Roche-sur-Yon
Pour les articles homonymes, voir Saint-Louis et Église Saint-Louis.
L'église Saint-Louis de La Roche-sur-Yon  est un édifice religieux catholique de La Roche-sur-Yon, en Vendée. Située face à la place Napoléon, au cœur du Pentagone, c'est le monument de style néoclassique le plus important de la ville et l’église ayant la plus grande surface au sol du département (églises et cathédrale confondues de Vendée). Il fait l’objet d’un classement au titre des monuments historiques depuis le 12 juillet 1982.

## Histoire
Lorsque Napoléon Ier décide la fondation de la ville actuelle de La Roche-sur-Yon par le décret du 5 prairial de l'an XII (25 mai 1804), le financement d'une nouvelle église n'est pas arrêté. La construction de l'église Saint-Louis est finalement officialisée et financée par les décrets du 1er et du 8 août 1808.
La construction commence en 1809 sur les plans de l'architecte Simon Vallot. Des crédits supplémentaires sont alloués en 1812, et les plans revus et mis en oeuvre par l'ingénieur civil des Ponts et Chaussées Duvivier à partir de 1813. Dans son projet, Simon Vallot a dû s'inspirer de l'église Saint-Philippe-du-Roule et plus largement du modèle classique de la basilique civile romaine et des premières églises chrétiennes,.
Le changement de régime réduit les financements, mais Duvivier parvient à conserver les éléments principaux, et à proposer une façade monumentale en 1822. C'est l'ingénieur Viollet qui achève la construction, et fit réaliser le couvrement de la nef par un berceau très soigné de menuiserie agencée en caissons.
L'église est consacrée sous le nom de Saint-Louis le 3 novembre 1830 alors que la ville s'appelle « Bourbon-Vendée ». Pas totalement achevés faute de crédits, les travaux ne reprirent qu'en 1850 pour se terminer en 1859 sous la direction de l'ingénieur civil des Ponts et Chaussées Edmond Humblot.
L'église Saint-Louis est le monument majeur de la place Napoléon et constitue un élément significatif de l'architecture néoclassique. Henri Vion, futur évêque de Poitiers, y fut jeune vicaire puis archiprêtre après la Libération.
L'église fut restaurée extérieurement de 1999 à 2004.
À la suite d'un diagnostic réalisé en 2017, la Ville a décidé de lancer des travaux qui étaient devenus nécessaires. Les travaux de rénovation s' étaleront sur dix ans.

## Architecture
L'architecture extérieure de l'église est néoclassique avec en façade un portique de six colonnes et deux pilastres aux chapiteaux d'ordre toscan ouvrant sur un « pronaos in antis ». Ces éléments, construits avec de la pierre calcaire de Charente acheminée depuis Taillebourg (comme le reste de l'édifice), sont surmontés par un entablement et un fronton triangulaire.
Plus à l'arrière, deux clochers carrés aux pilastres ioniques s'élèvent à une trentaine de mètres au-dessus du sol.
De plan basilical, son élévation fut l'objet de débât, avant de se fixer sur un ordre romain plutôt que grec. En 1824, le poids de la charpente en chêne de la fôret de Grasla menaçait d'éventrer l'église. Les ingénieurs durent construire en urgence vingt-quatre contreforts et deux chapelles latérales, donnant à l'église un plan extérieur en forme de croix latine.
À l'intérieur, l'église présente un vaste péristyle néo-classique de colonnes rudentées et cannelées aux chapiteaux d'ordre corinthien romain.
Ce péristyle est surmonté d'un entablement et d'une imposante voûte lambrissée en berceau, ayant nécessité les deux tiers des chênes de la fôret de Grasla aux Brouzils. Cette voûte est composée de caissons en bois rehaussés de rosaces peintes en trompe-l'œil.
La voûte en cul-de-four de l’abside est, quant à elle, entièrement peinte en trompe-l'œil. Elle est agrémentée d'une gloire percée dans laquelle figurent les lettres du tétragramme.

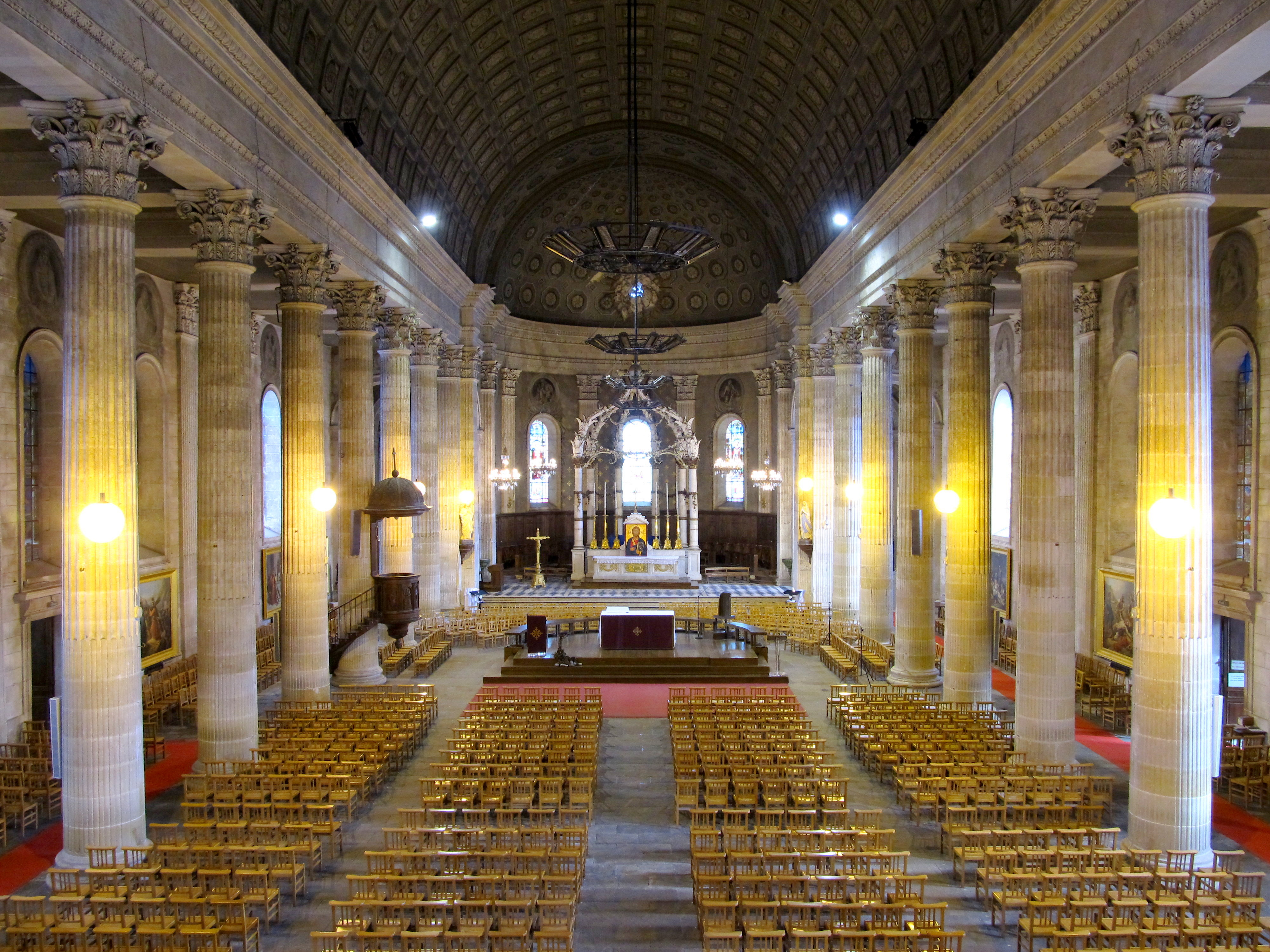
Intérieur de l'église Saint-Louis depuis l’orgue
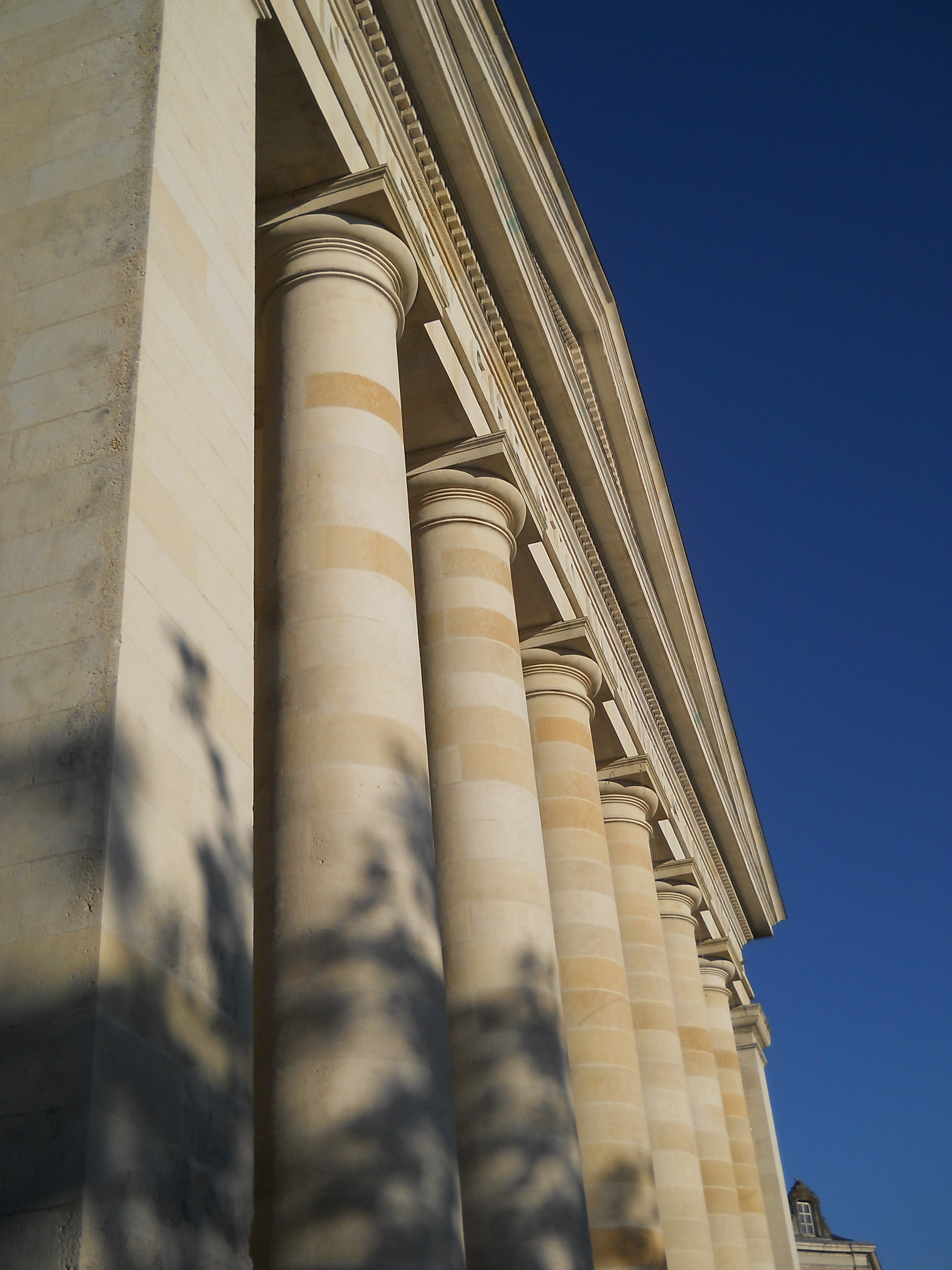
Portique toscan.
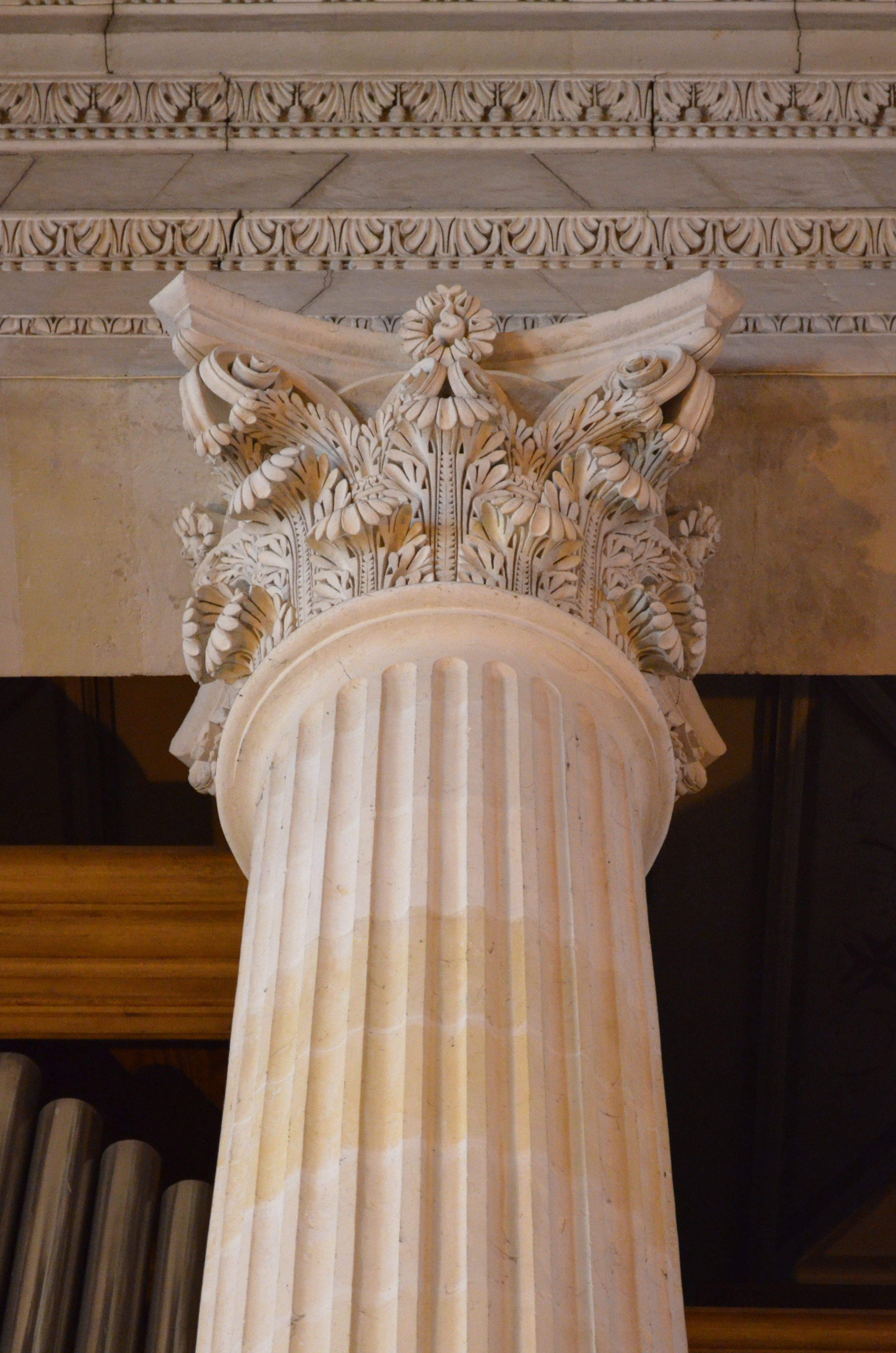
Chapiteau corinthien
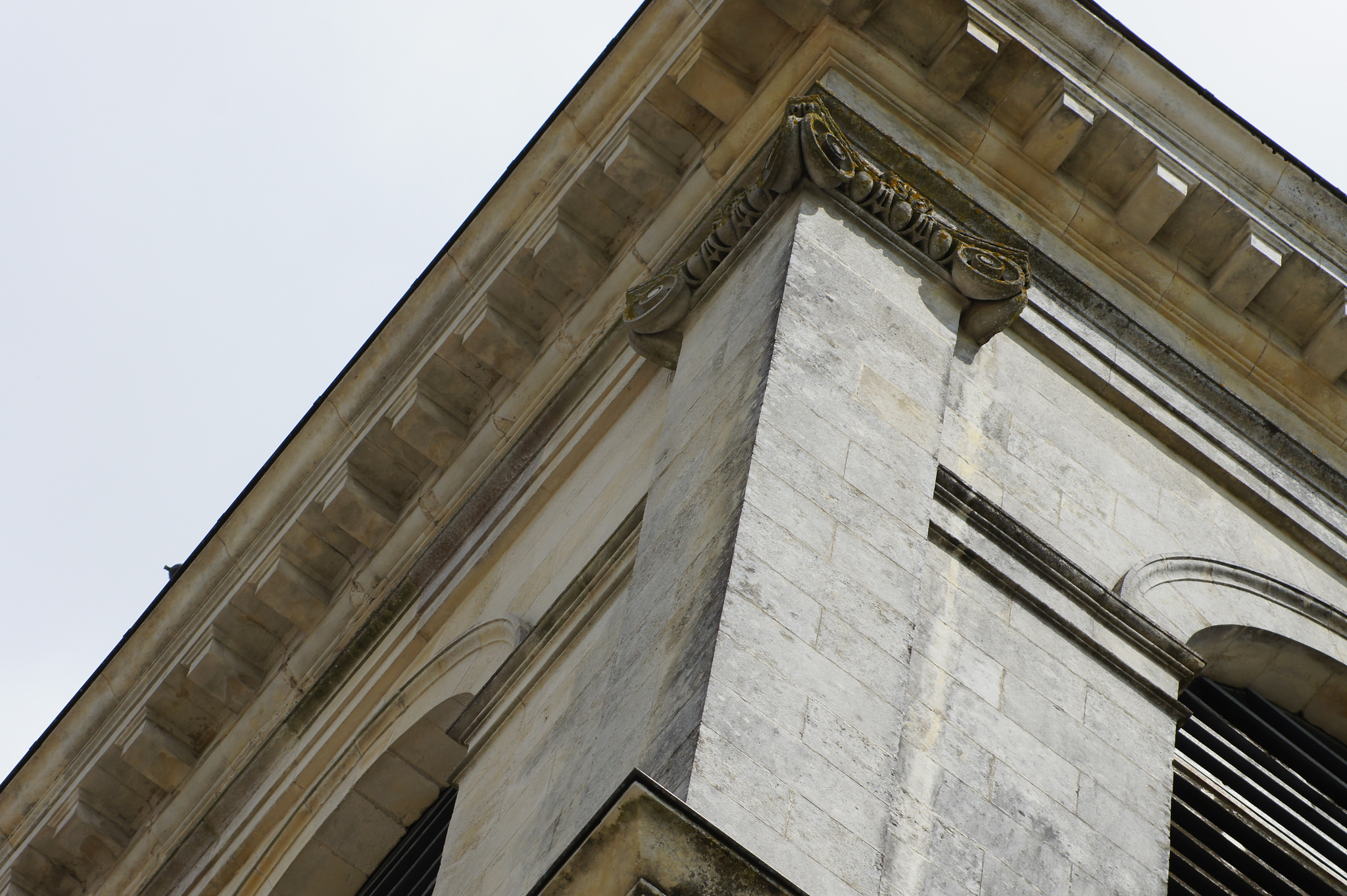
Pilastre ionique engagé sur l'une des tours
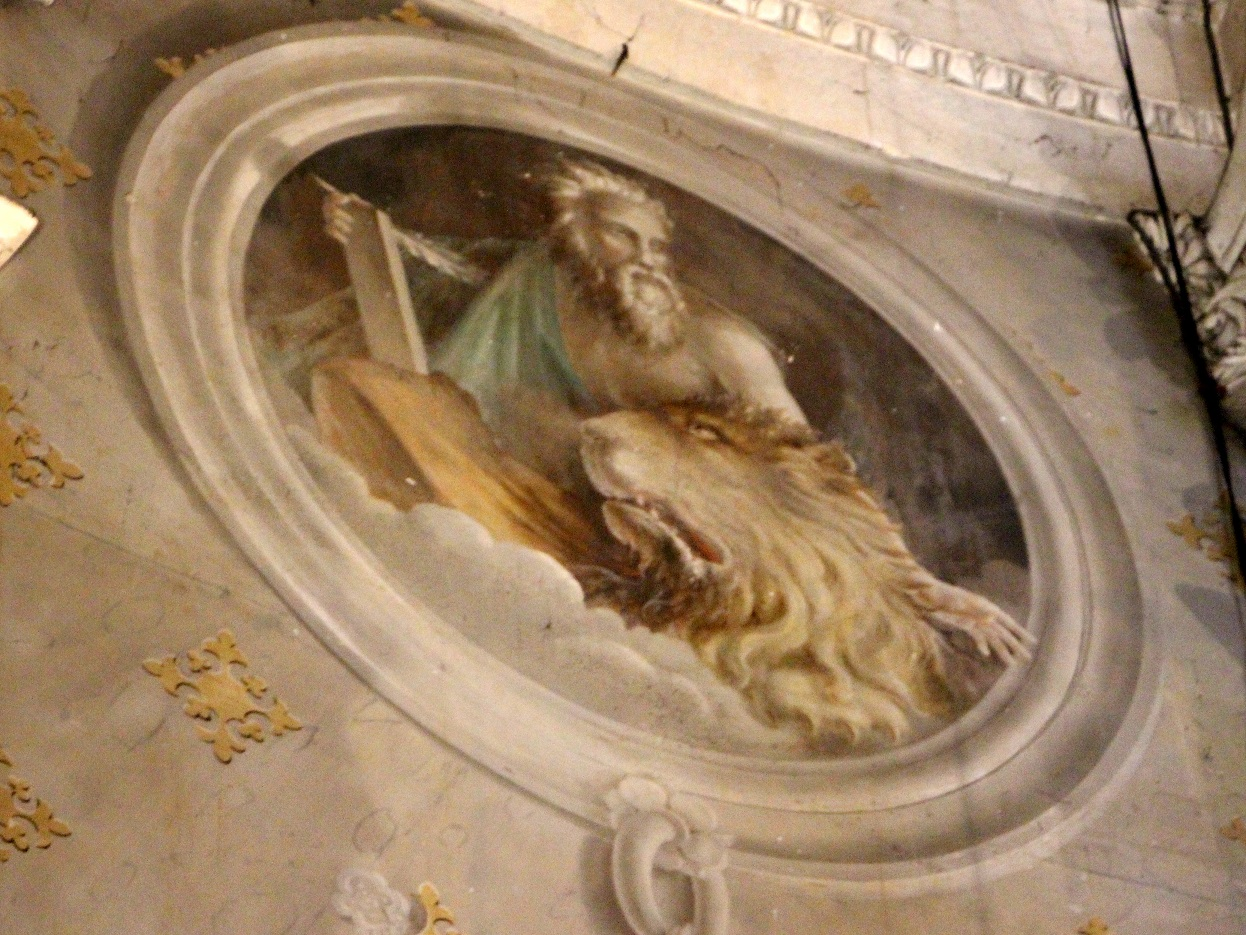
Médaillon
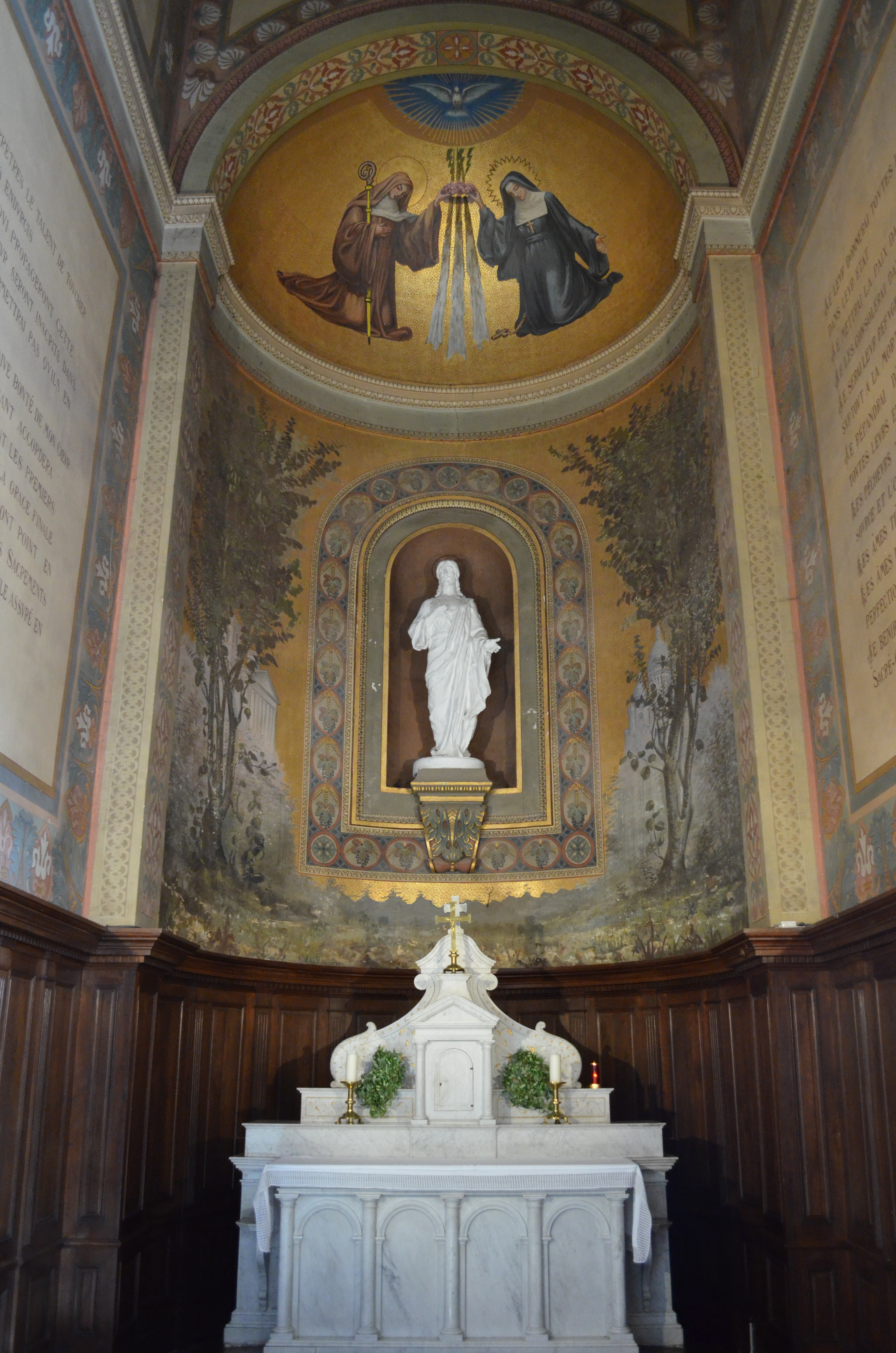
Transept droit
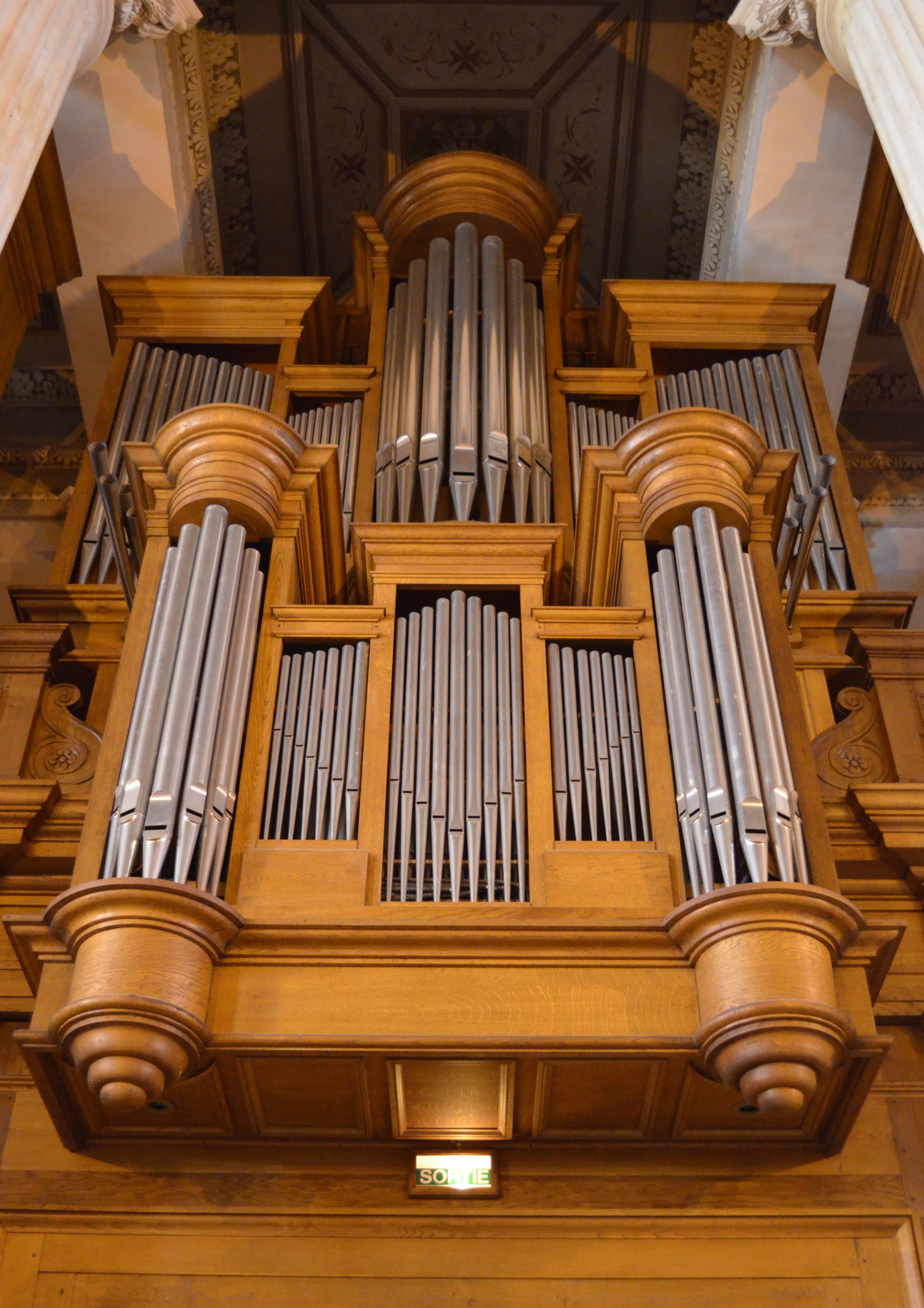
L'orgue
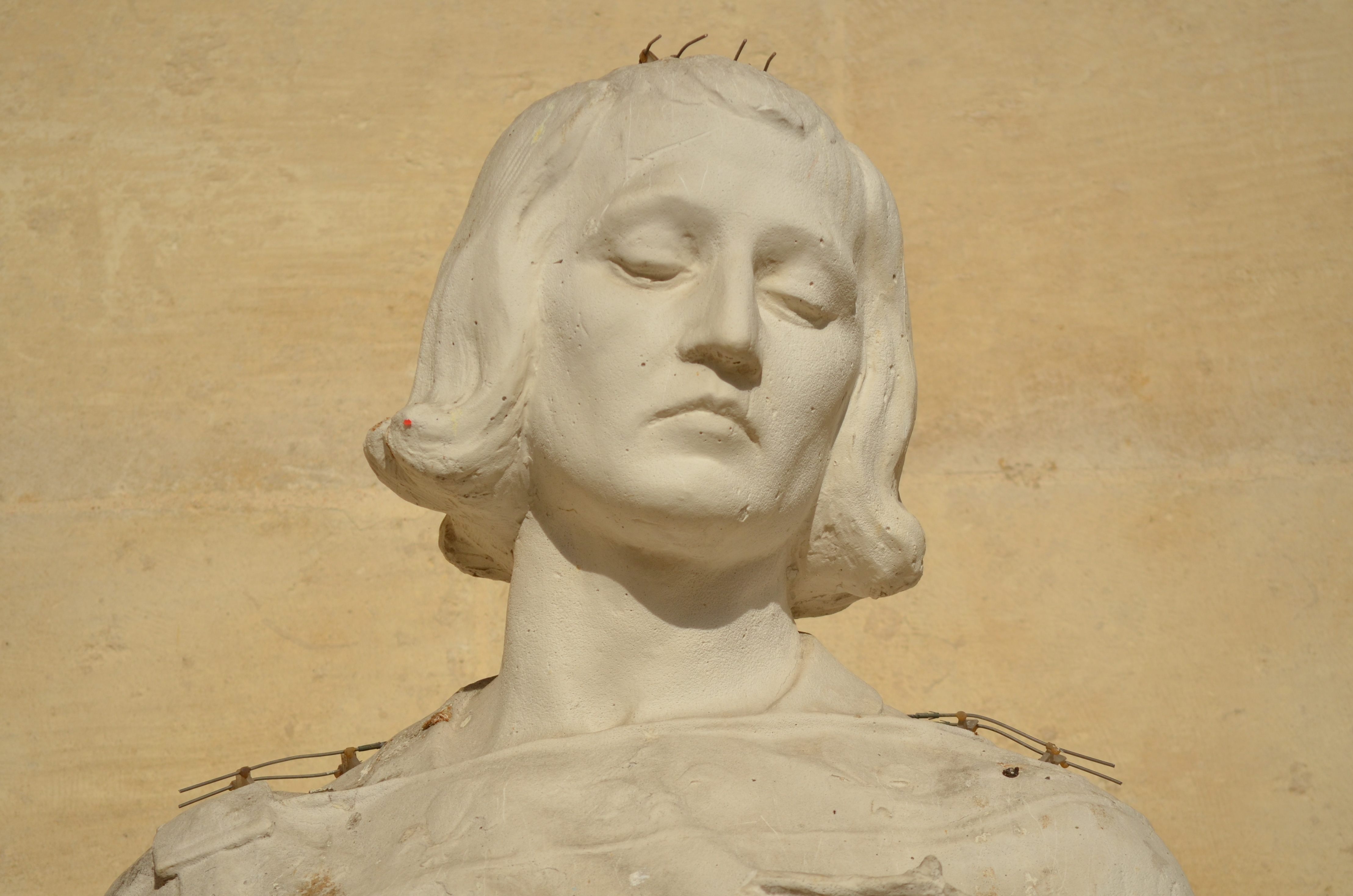
Détail St Louis

## Dimensions
Les dimensions sont les suivantes :
- Longueur totale : 72 m
- Longueur intérieure : 60,3 m
- Largeur (sans les chapelles) : 26,8 m
- Largeur extérieure (avec les chapelles) : 51 m
- Largeur du vaisseau central (entraxe des colonnes) : 15,6 m
- Hauteur de la nef : 18,5 m
- Hauteur du péristyle : 14 m
- Hauteur des clochers : 33,5 m

## Fronton et pronaos

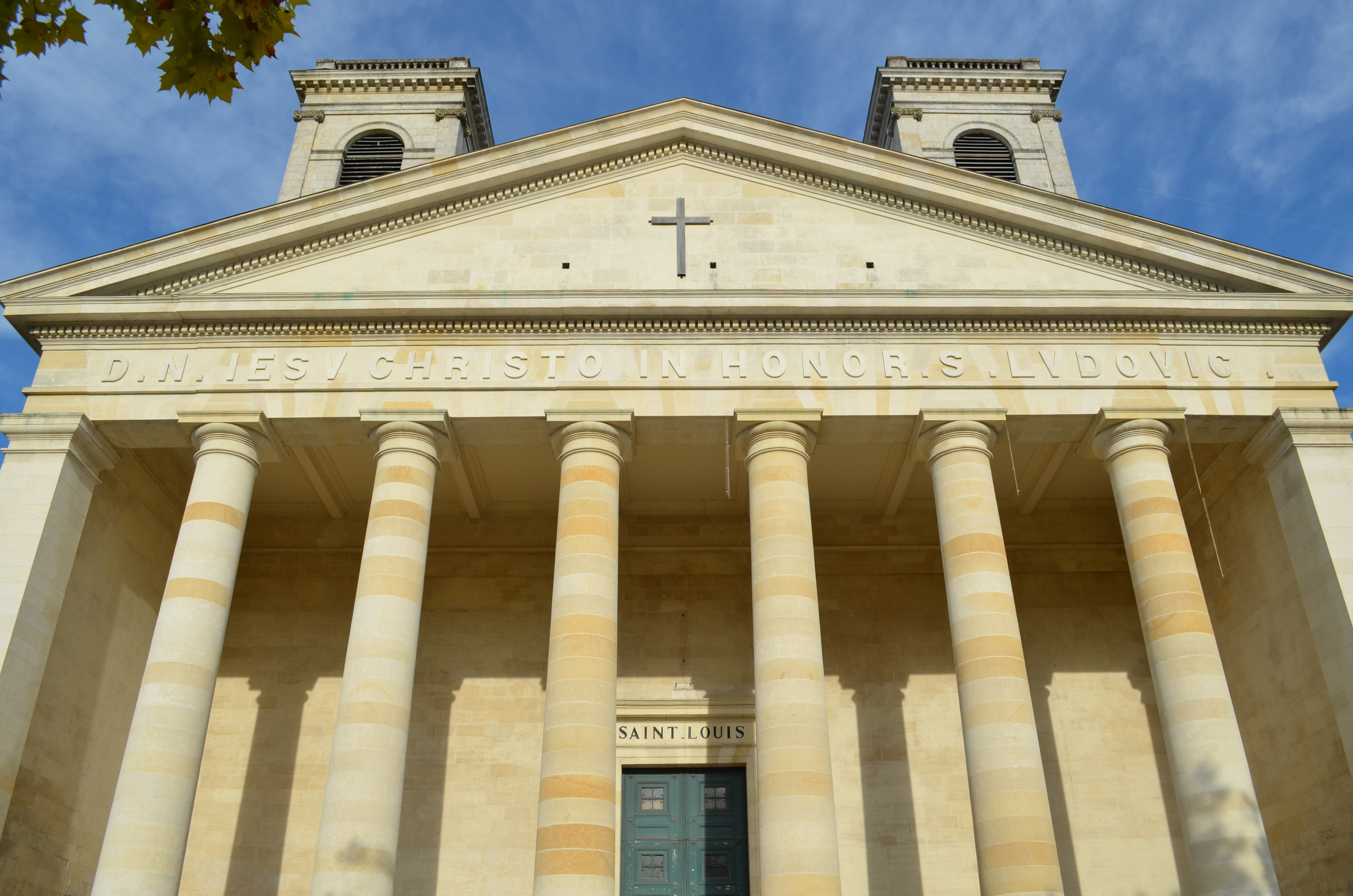
Fronton de l'église.

Le fronton de l'église Saint-Louis est de type toscan, son entablement comportait, à l'origine, une inscription en lettres de bois dorées. Cette dernière, détruite par le temps, a été restituée. L'inscription est la suivante :
D. N. IESV CHRISTO IN HONOR. S. LVDOVIC. « A notre Seigneur Jésus-Christ, en l'honneur de Saint Louis  »
Sous le pronaos, deux statues sont présentes. À gauche de la porte, saint Louis par Arthur Guéniot (1934) ; à droite, saint Lienne par Victor Fulconis (1898).

## Le programme décoratif de l’église

### Les trompe-l’œil
Pour pallier les carences financières de la construction, de nombreux trompe-l’œil ont été peints dès l’origine, puis lors du réaménagement du chœur dans les années 1870. Aussi, 25 médaillons en grisaille et grisaille rehaussée sont répartis sous les entablements. Dans l’abside, les évangélistes et le Christ sont représentés. Dans les bas-côtés, les fondateurs de l’Alliance, les prophètes, les apôtres ainsi que Marie et Elisabeth sont peints.
La voûte de l’église, quant à elle, reprend le modèle classique de la rosace (dans des cadres de bois cloués sur le lambris dont les décors sont peints). Il convient d’ajouter les caissons peints de la tribune de l’orgue et des bas-côtés, les caissons octogonaux entièrement en trompe-l’œil de l’abside et la tribune de la Cène qui reprend en grisaille la célèbre peinture éponyme de Léonard de Vinci. D’autres décors à motifs classiques et baroques s’ajoutent au niveau des murs et piliers du chœur et des chapelles absidiales.
Le chœur

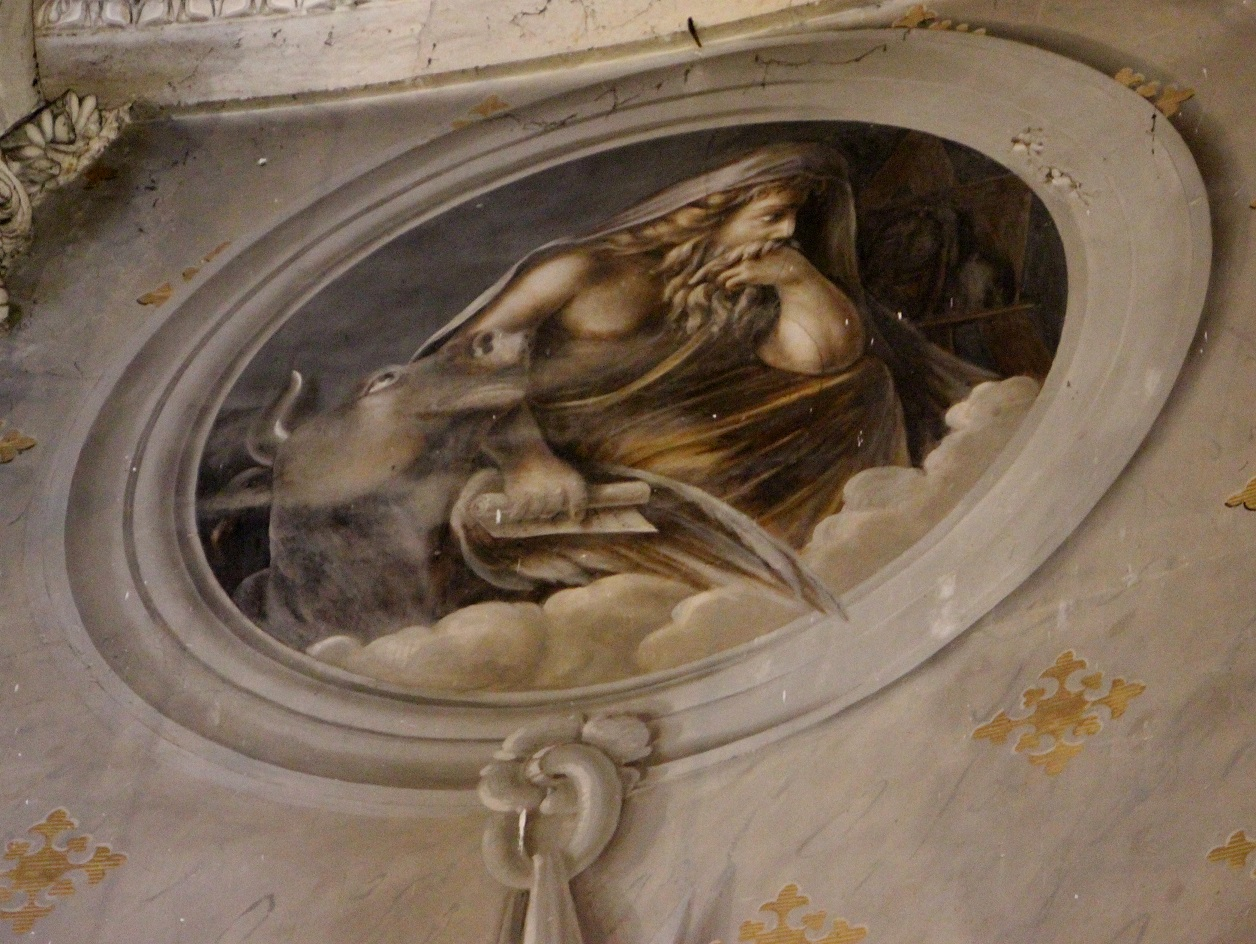
Saint Luc
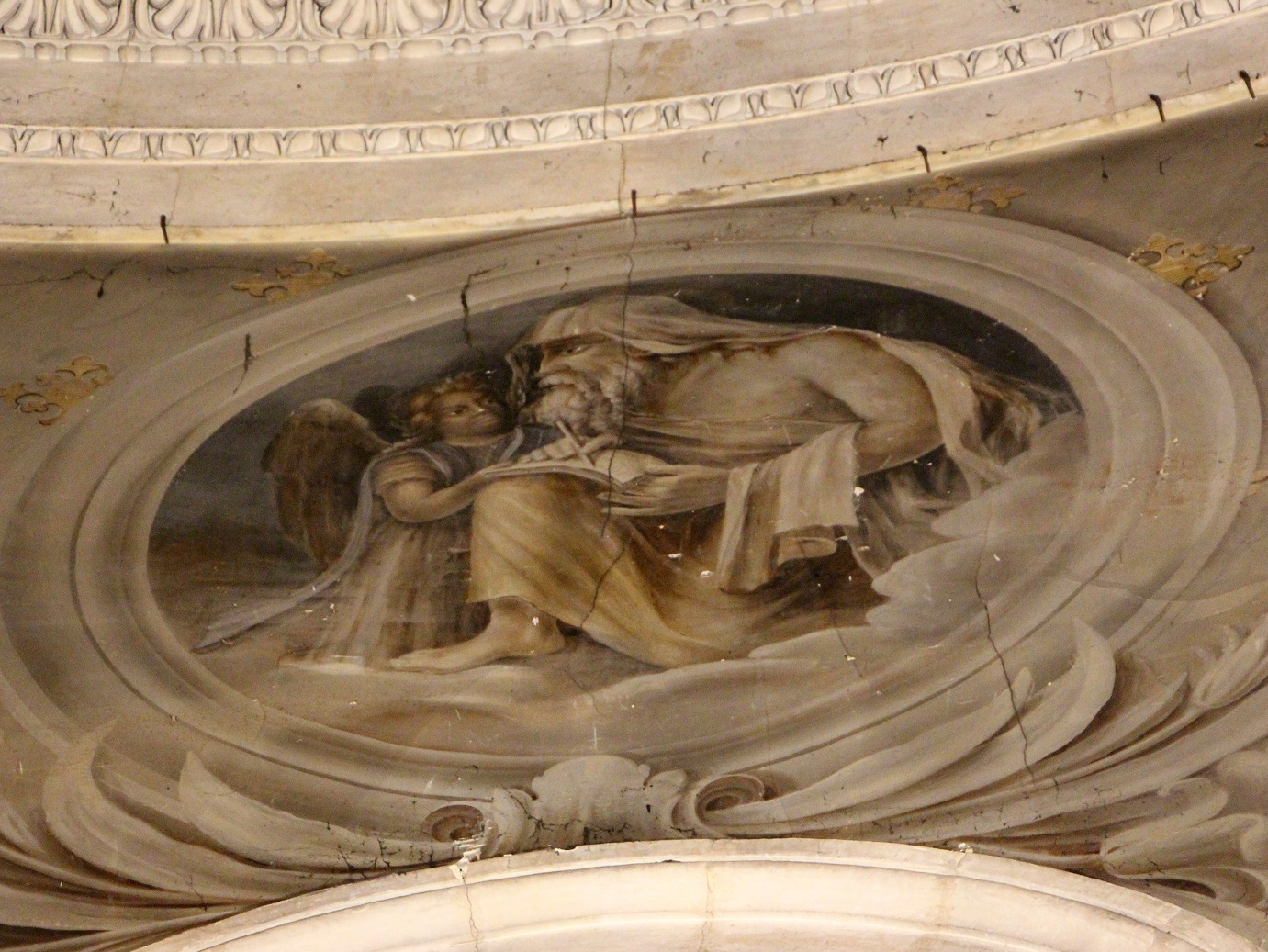
Saint Matthieu
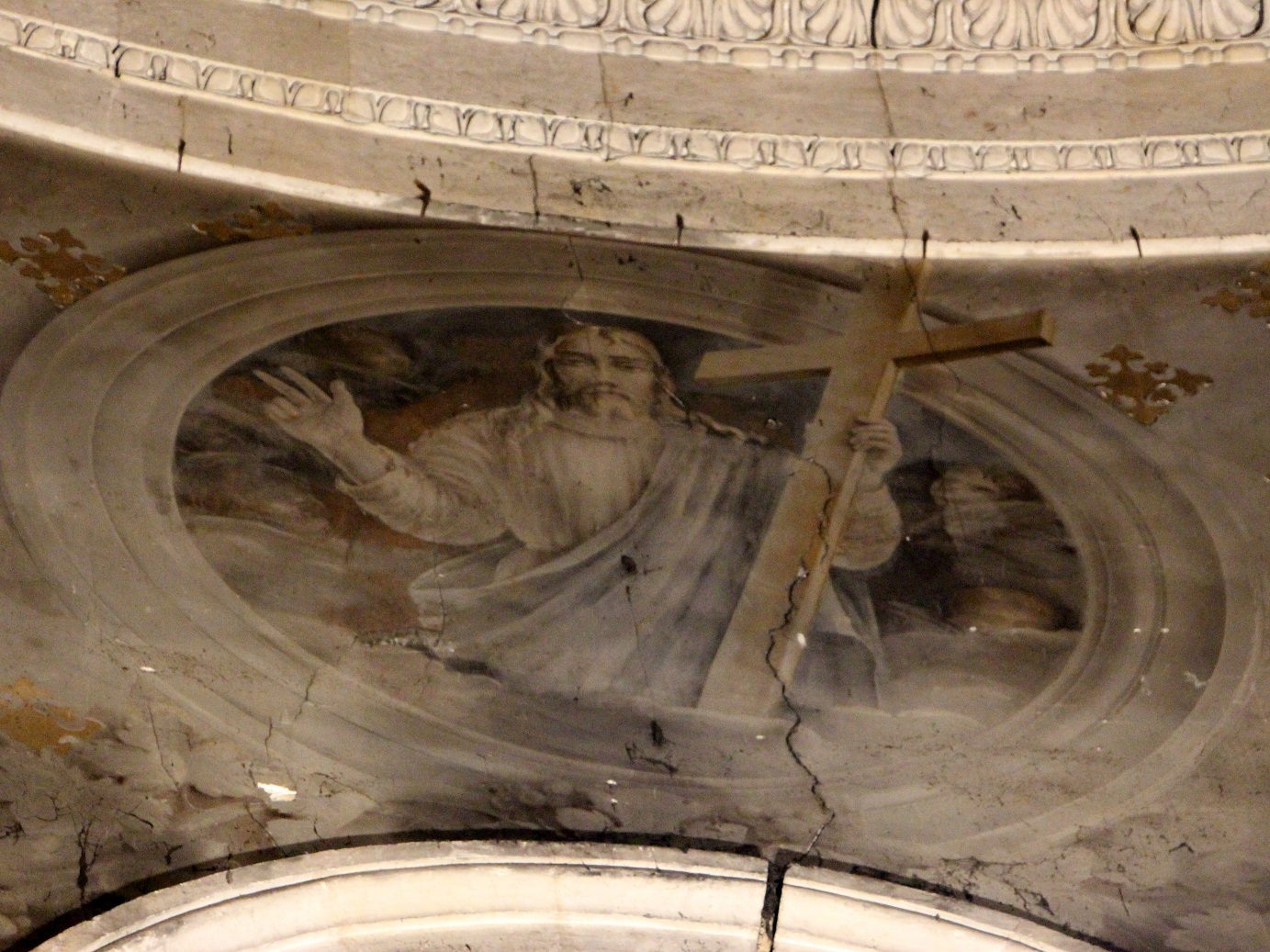
Jésus Christ
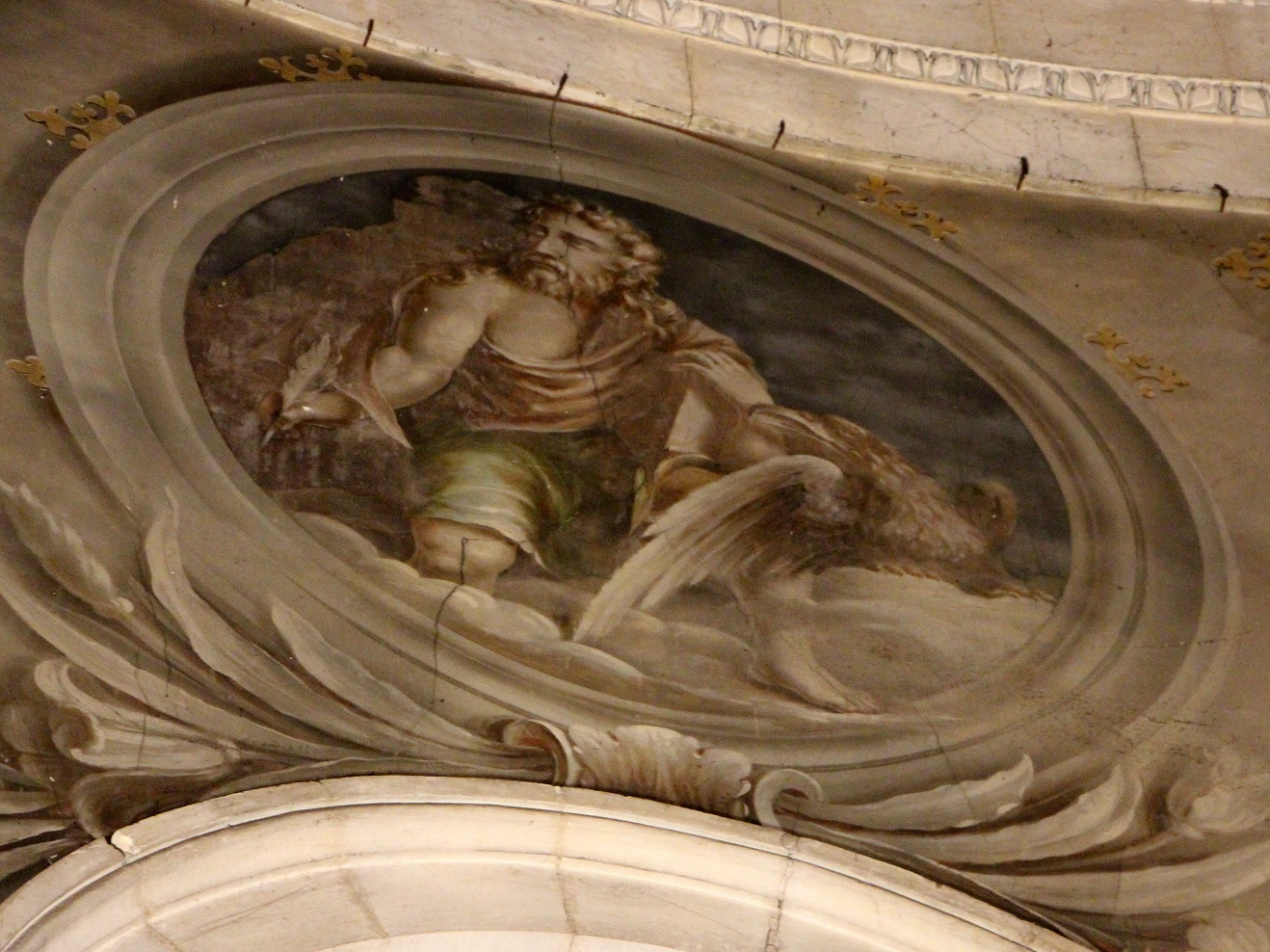
Saint Jean
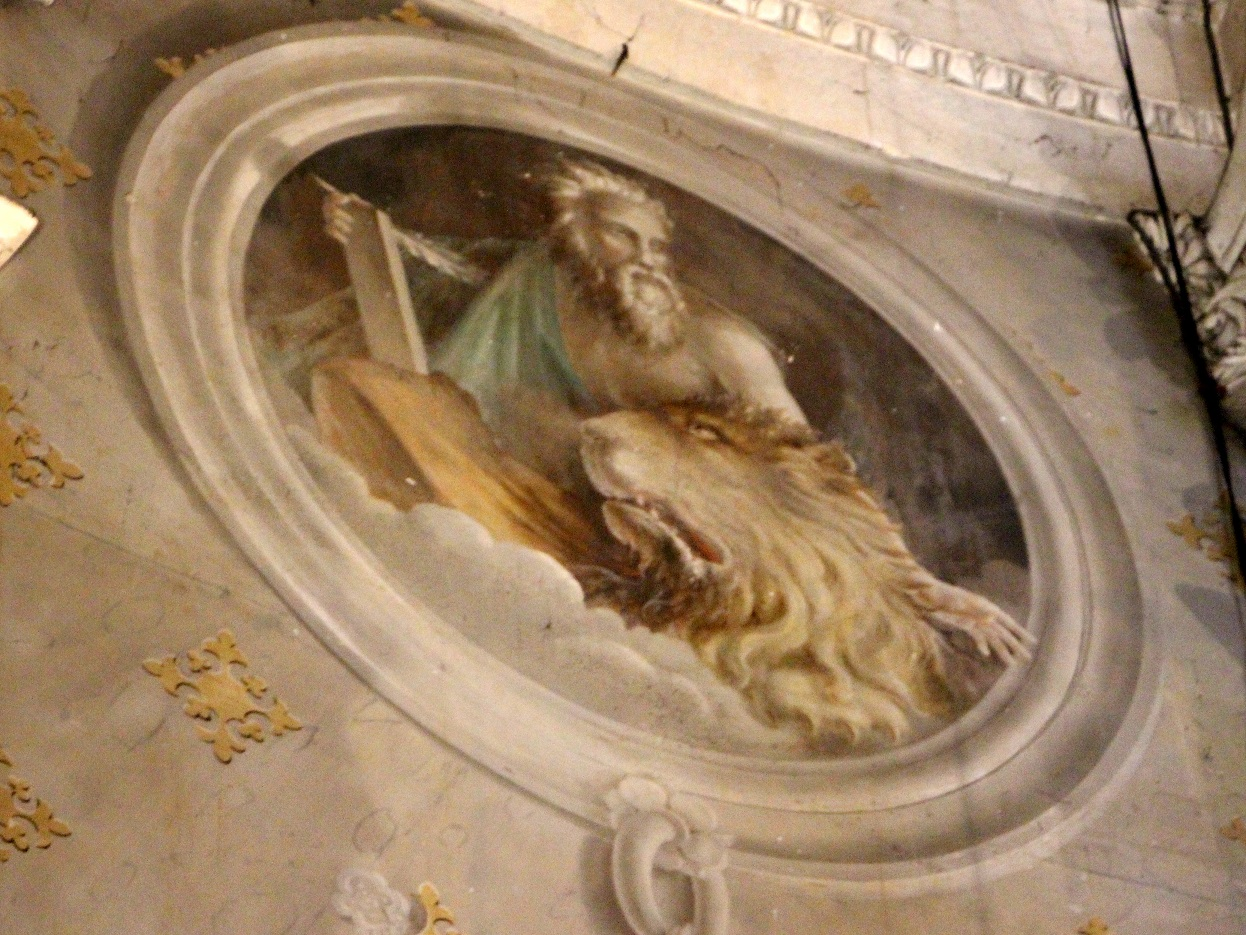
Saint Marc

Le bas-côté gauche (de l’entrée vers l’abside)

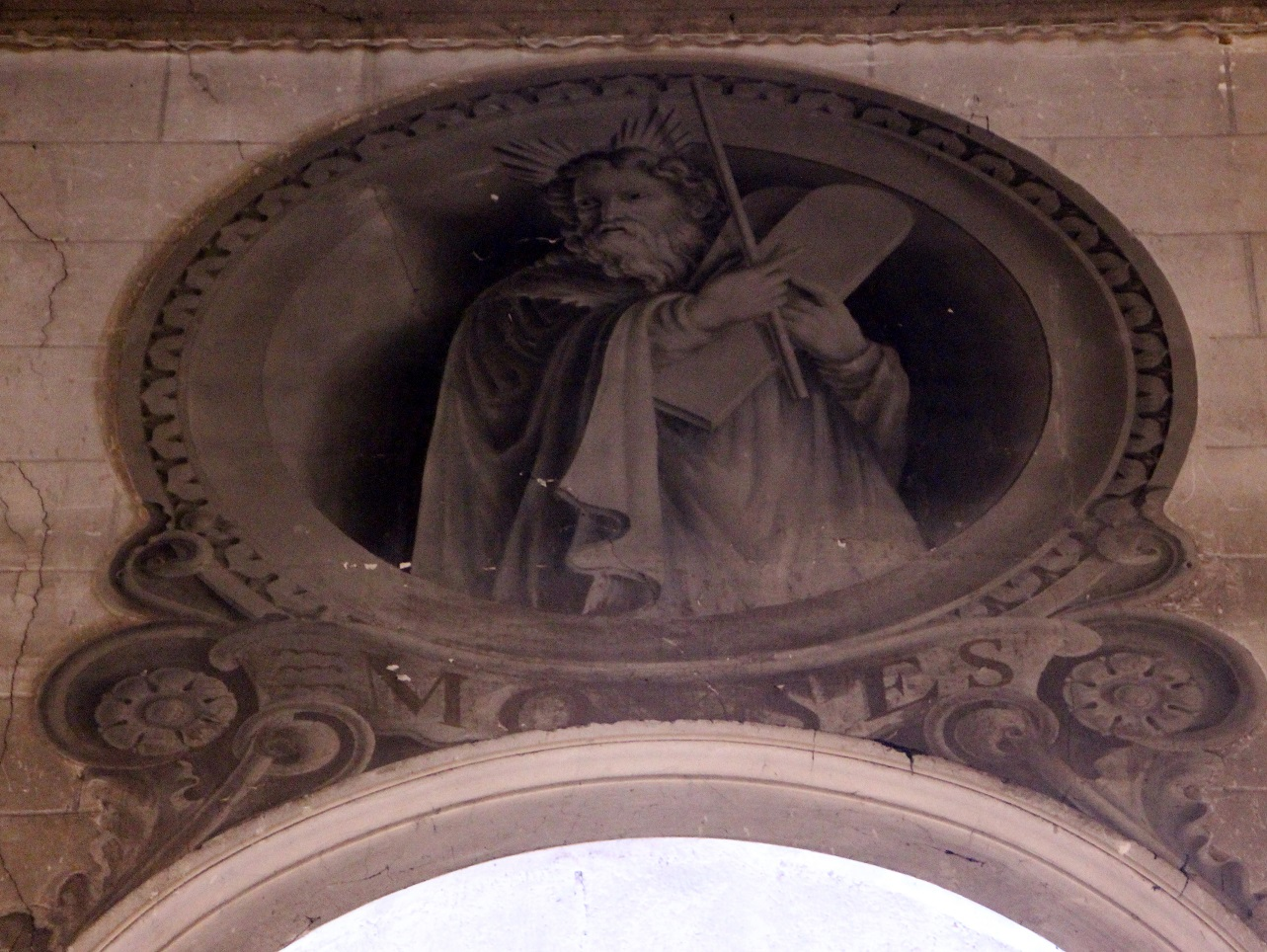
Moïse
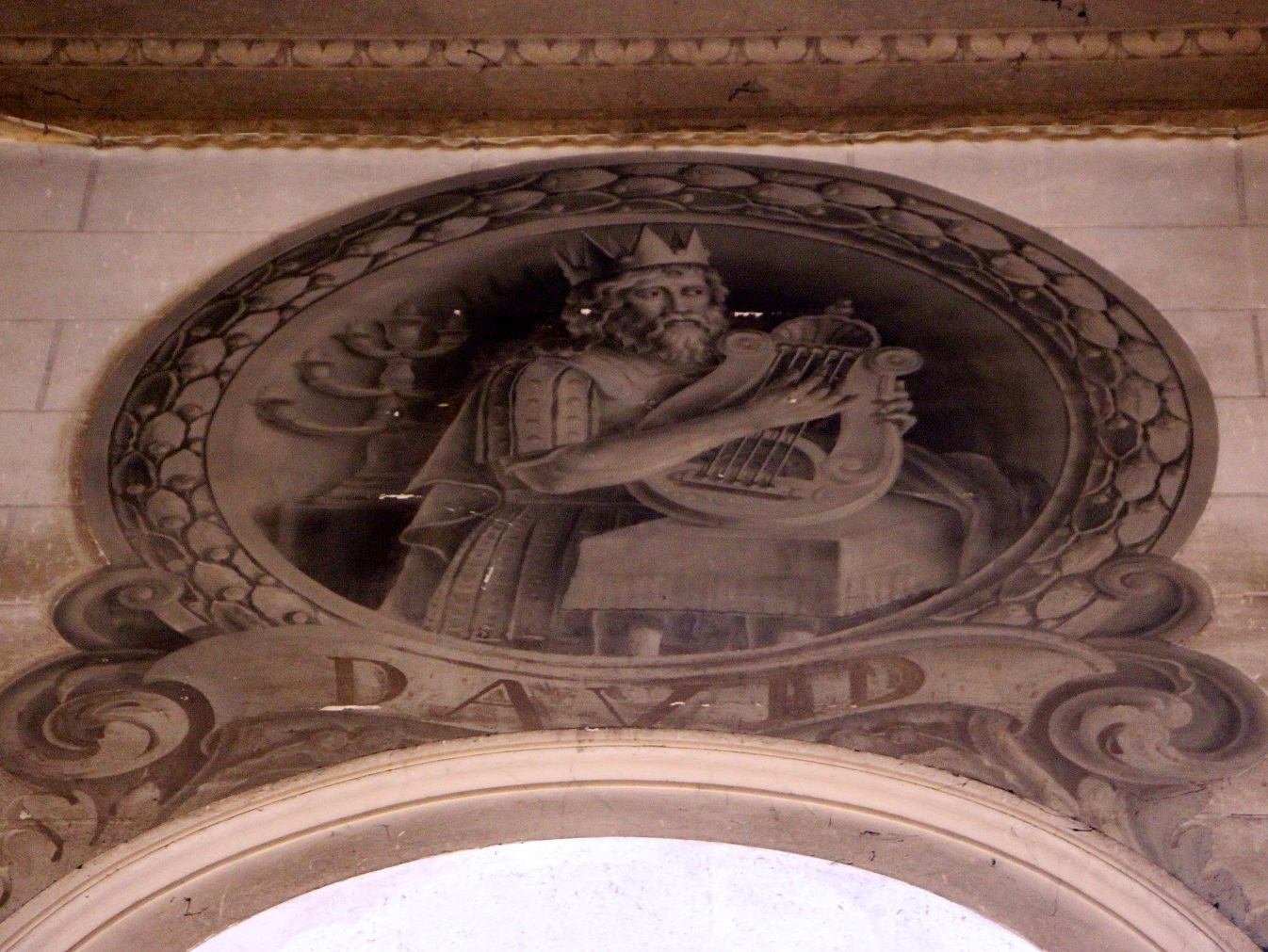
David
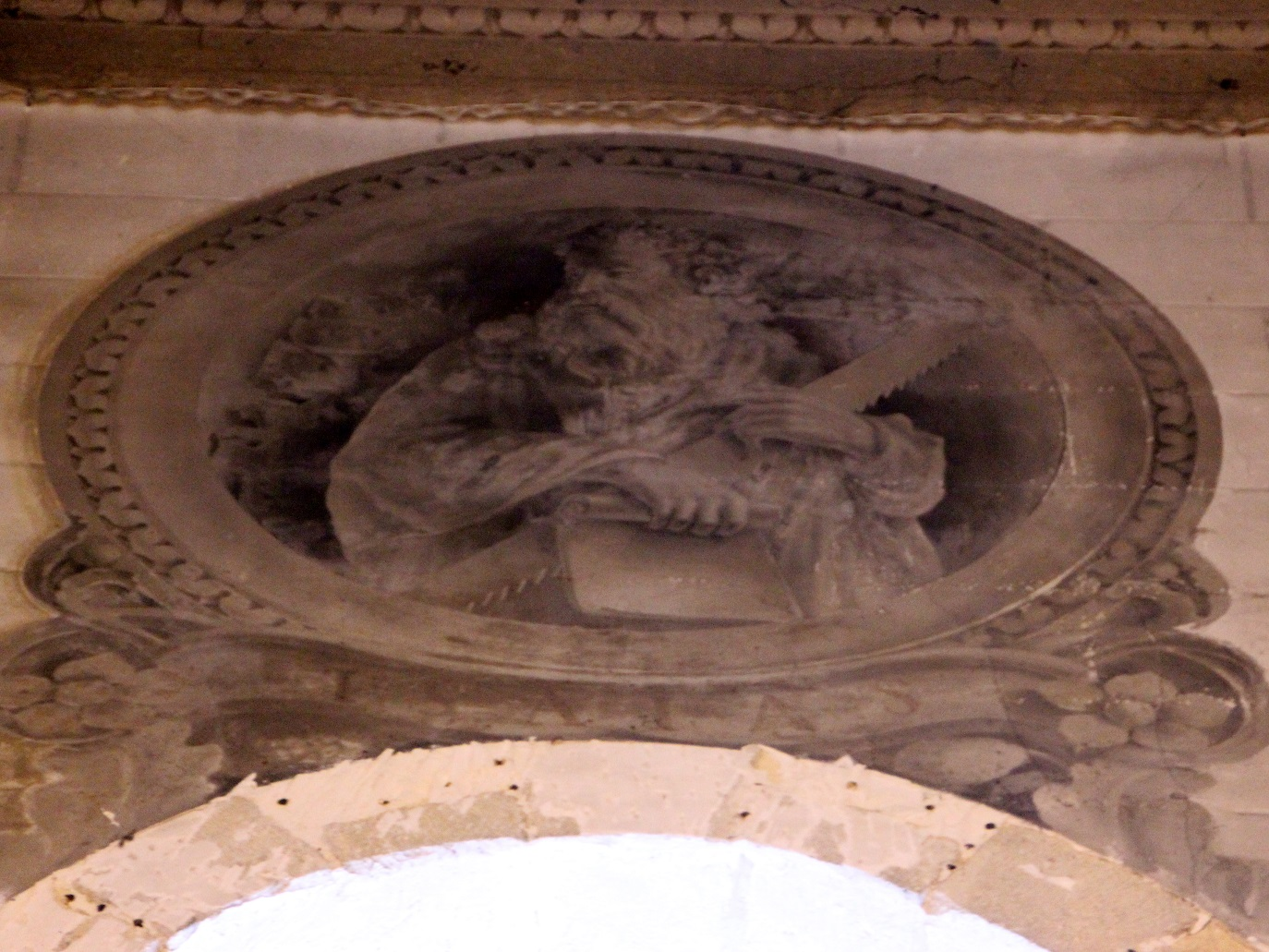
Isaïe
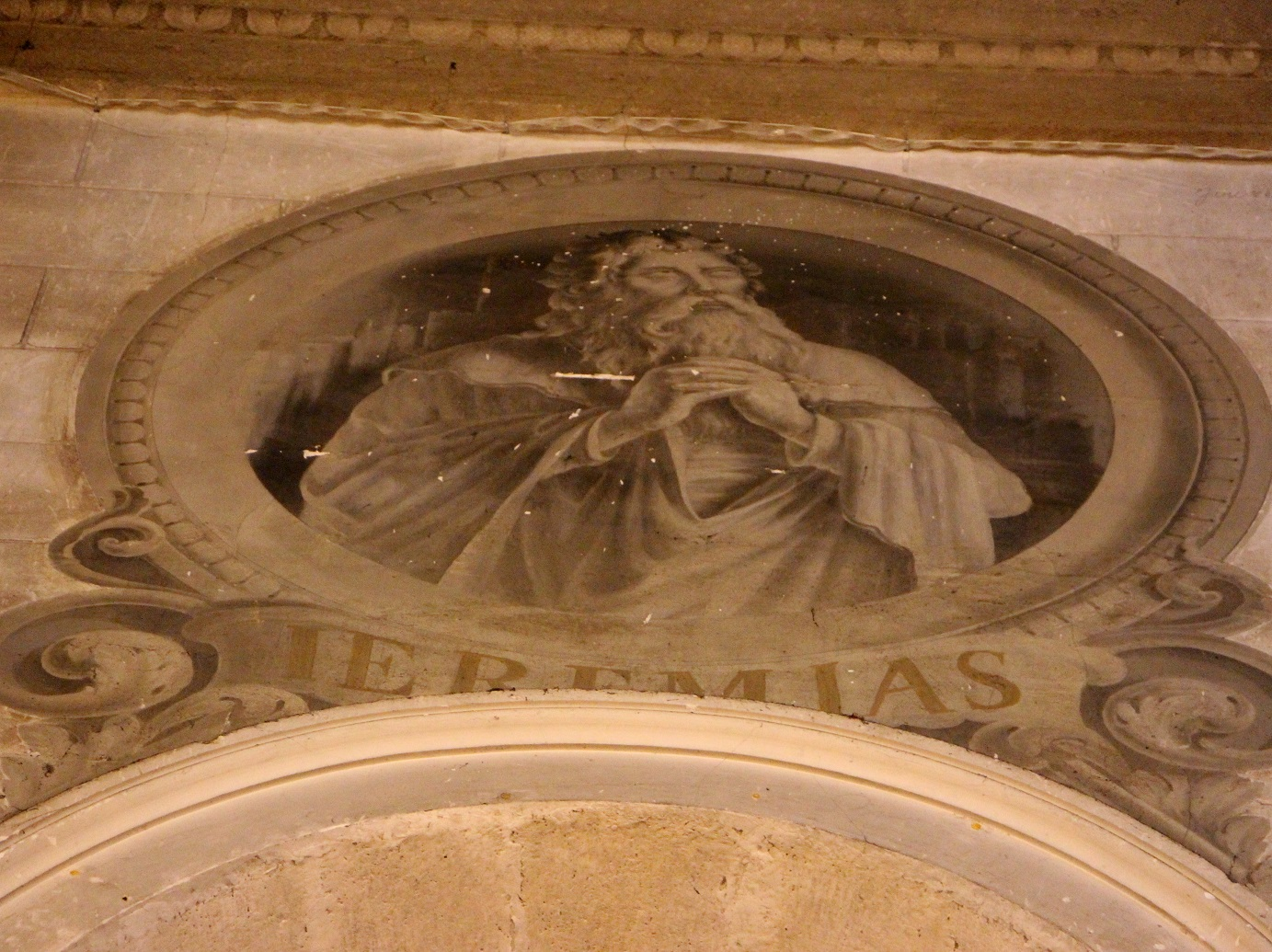
Jérémie
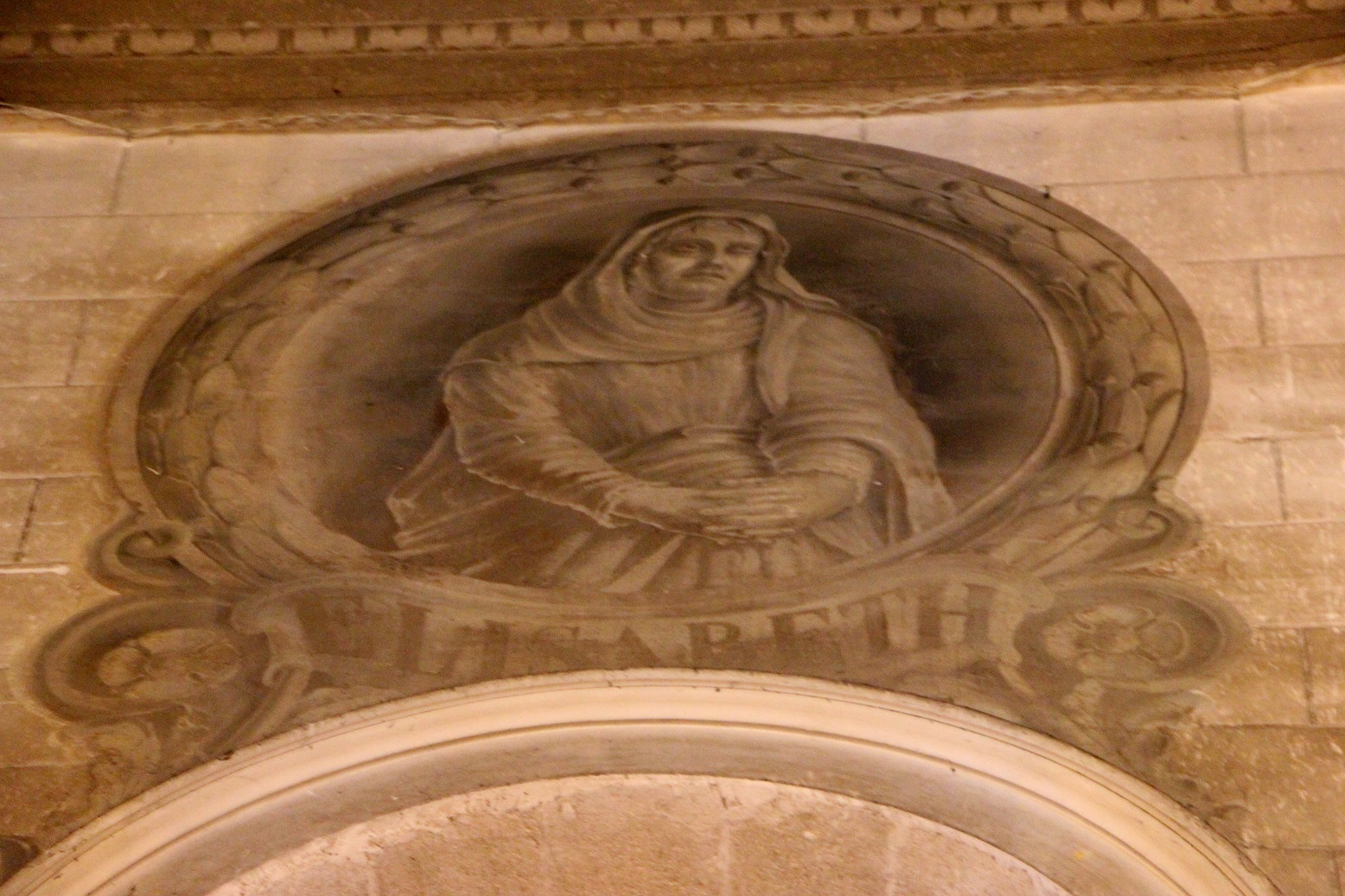
Sainte Élisabeth
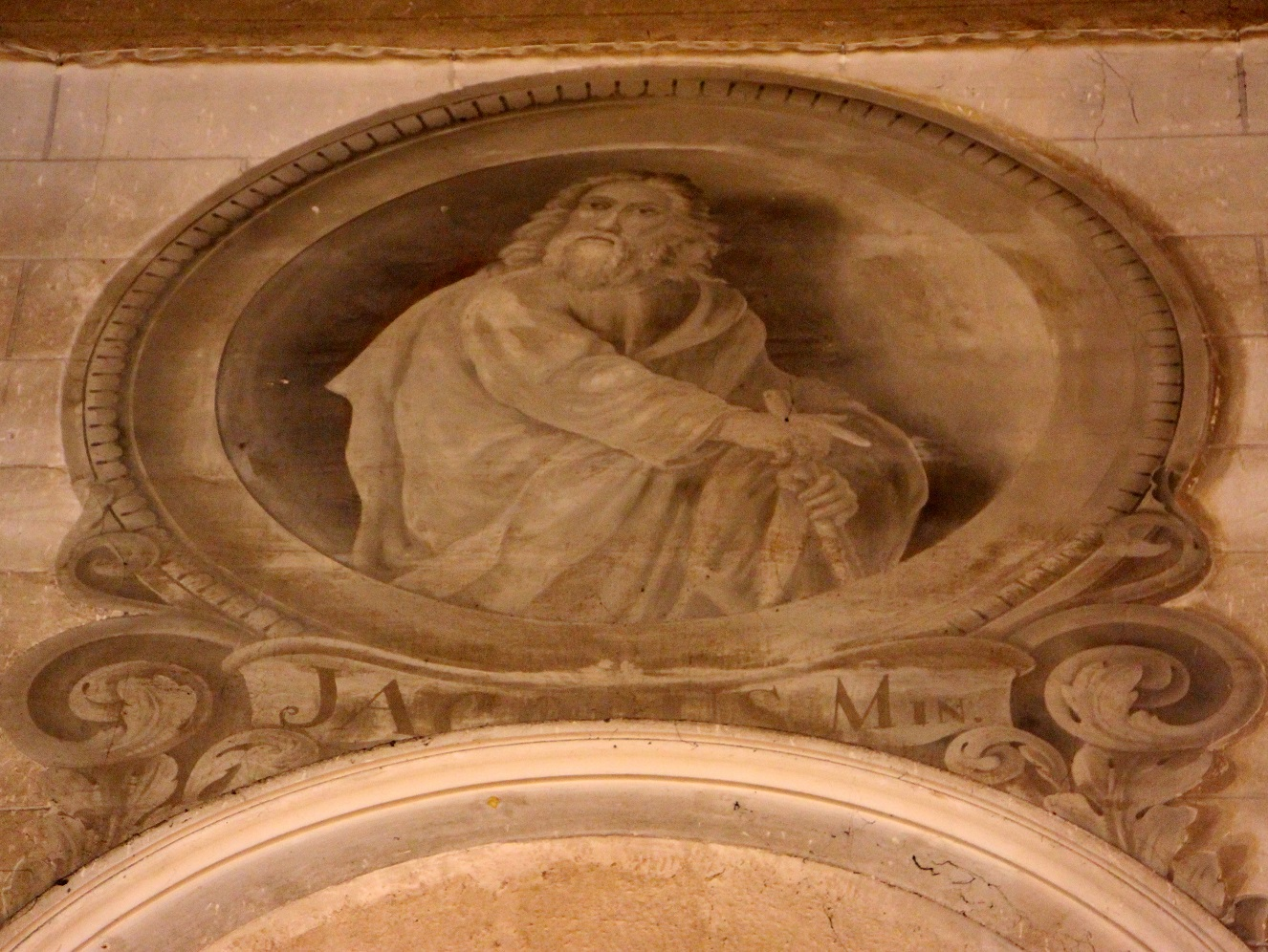
Saint Jacques le Mineur
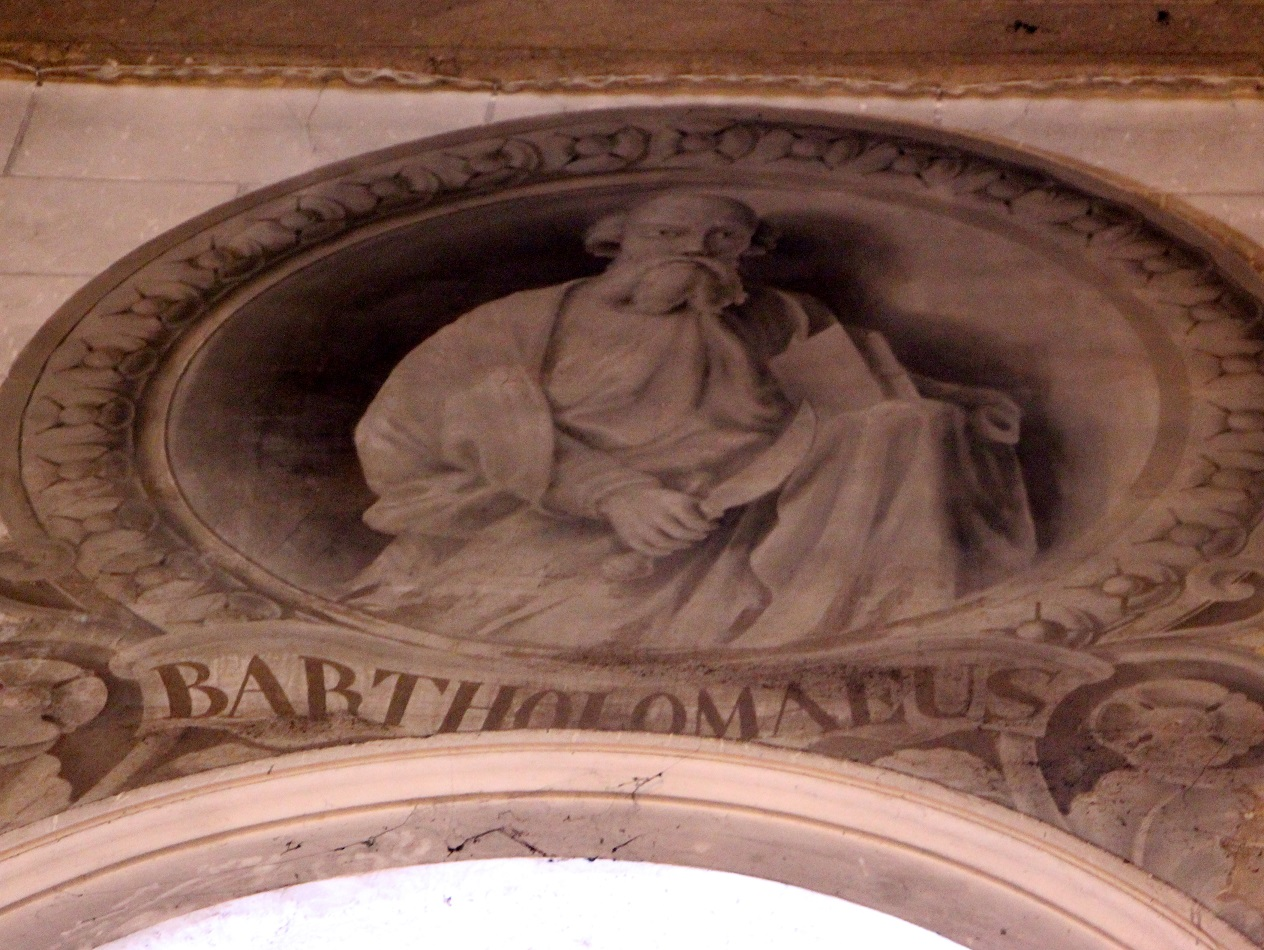
Saint Barthélémy
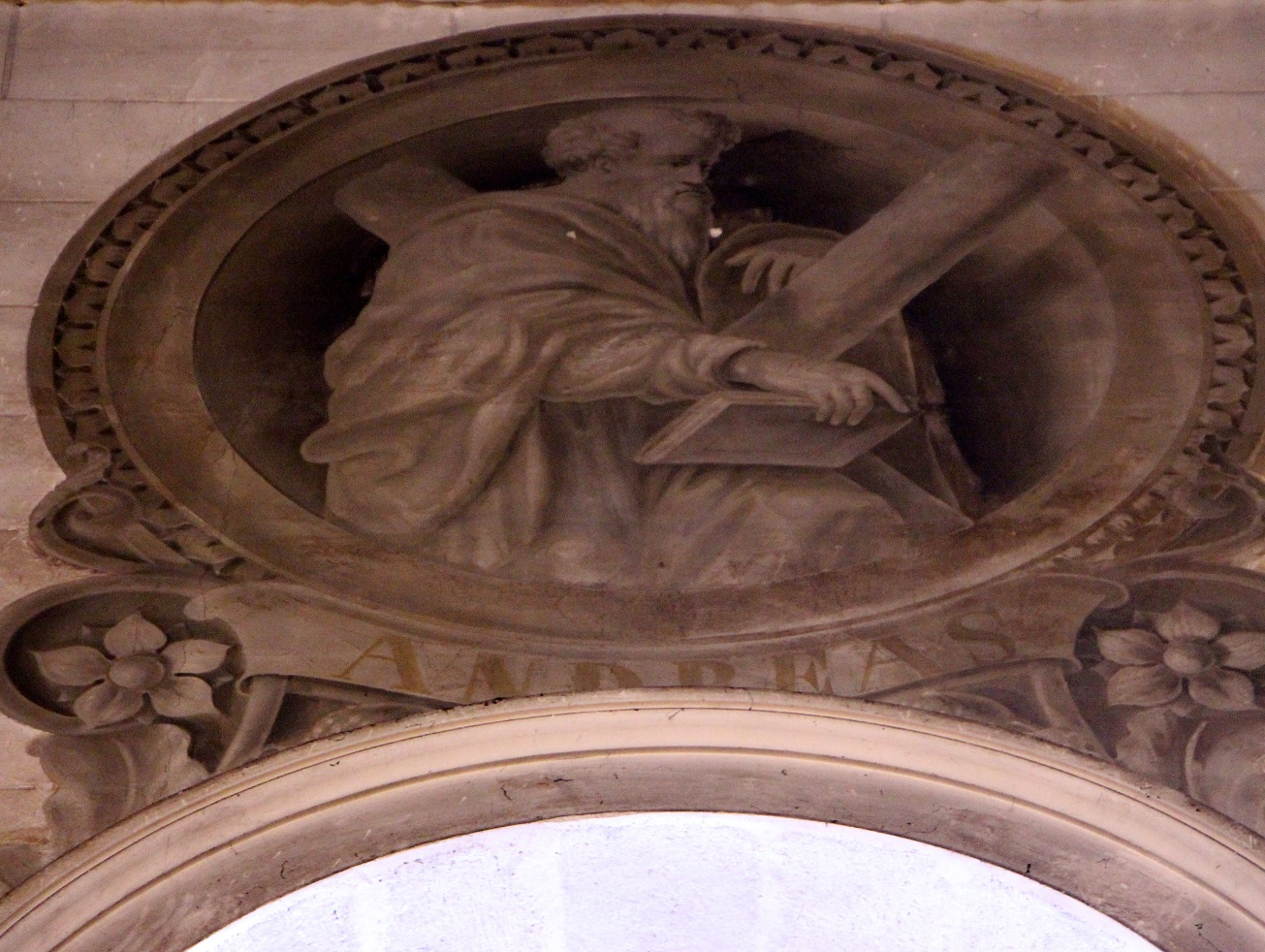
Saint André
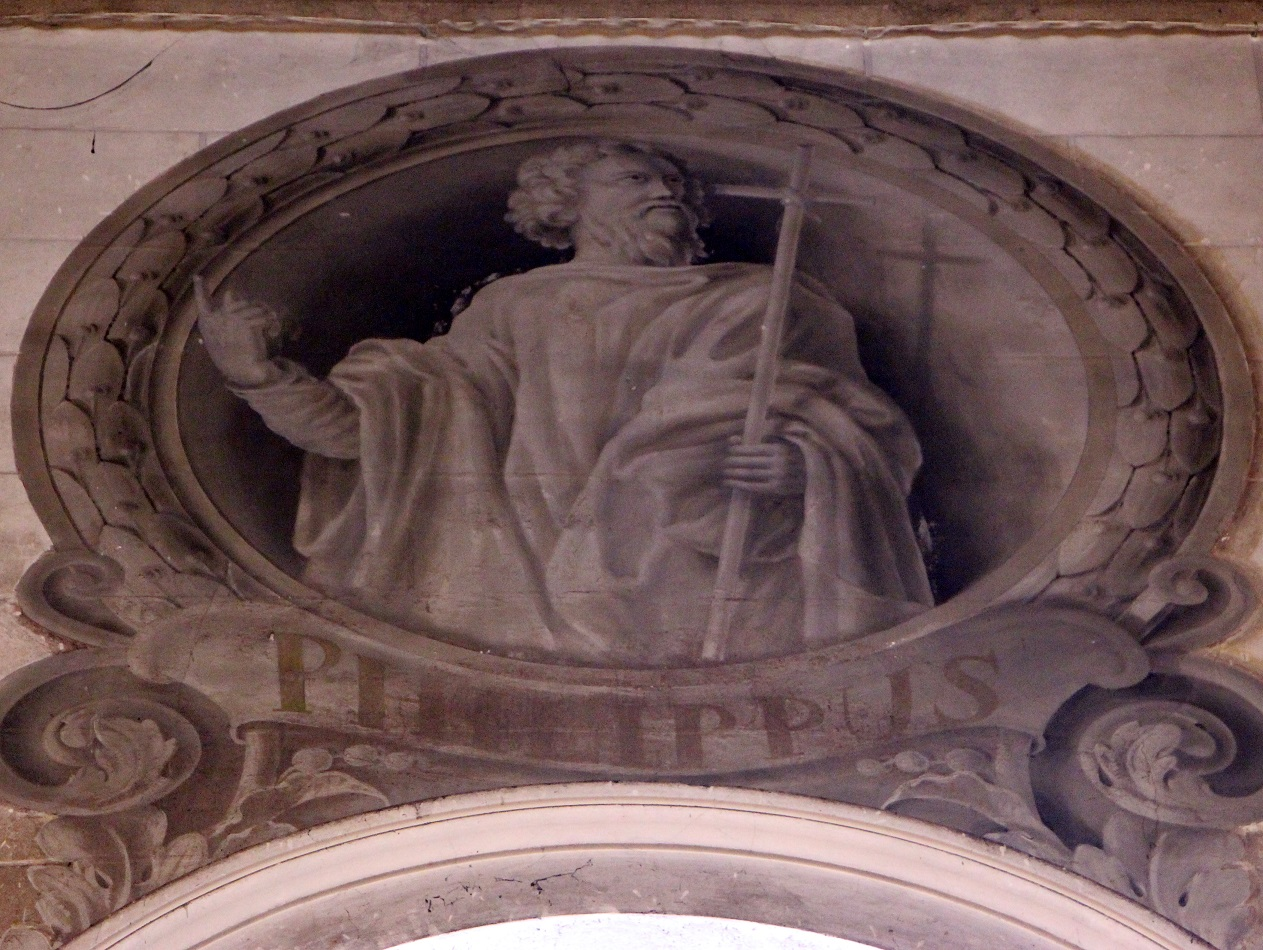
Saint Philippe
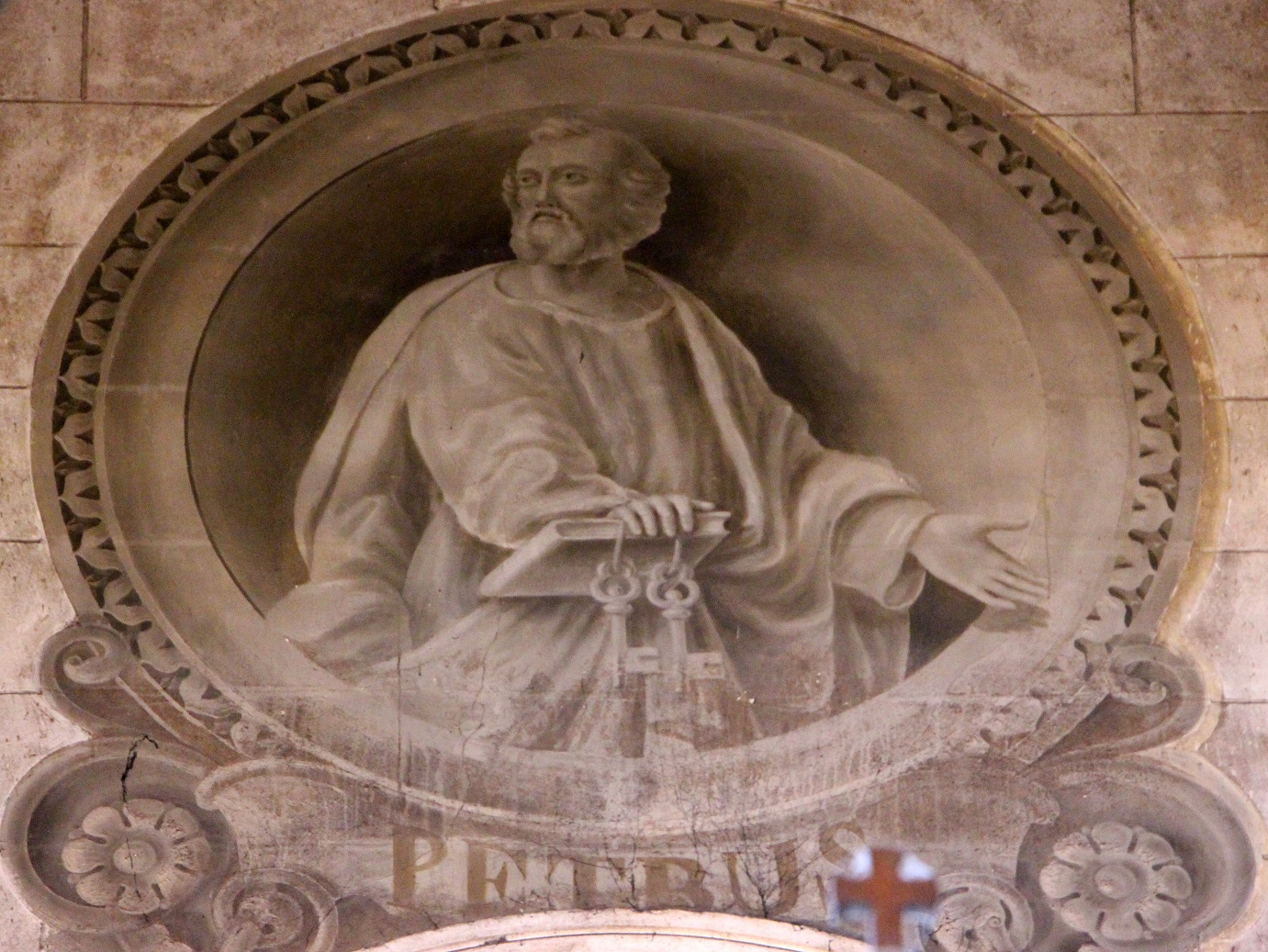
Saint Pierre

Le bas-côté droit (de l’entrée vers l’abside)

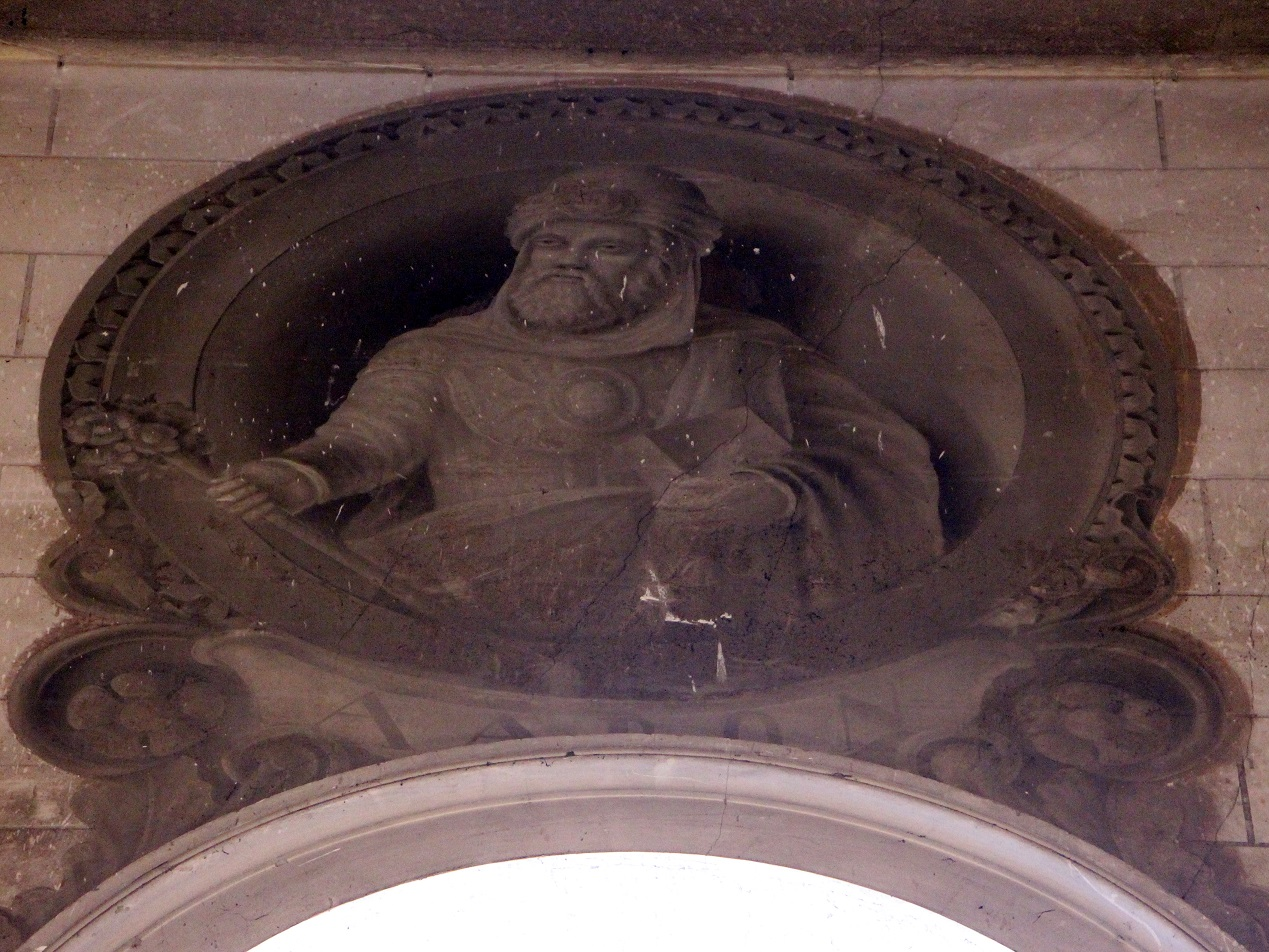
Aaron
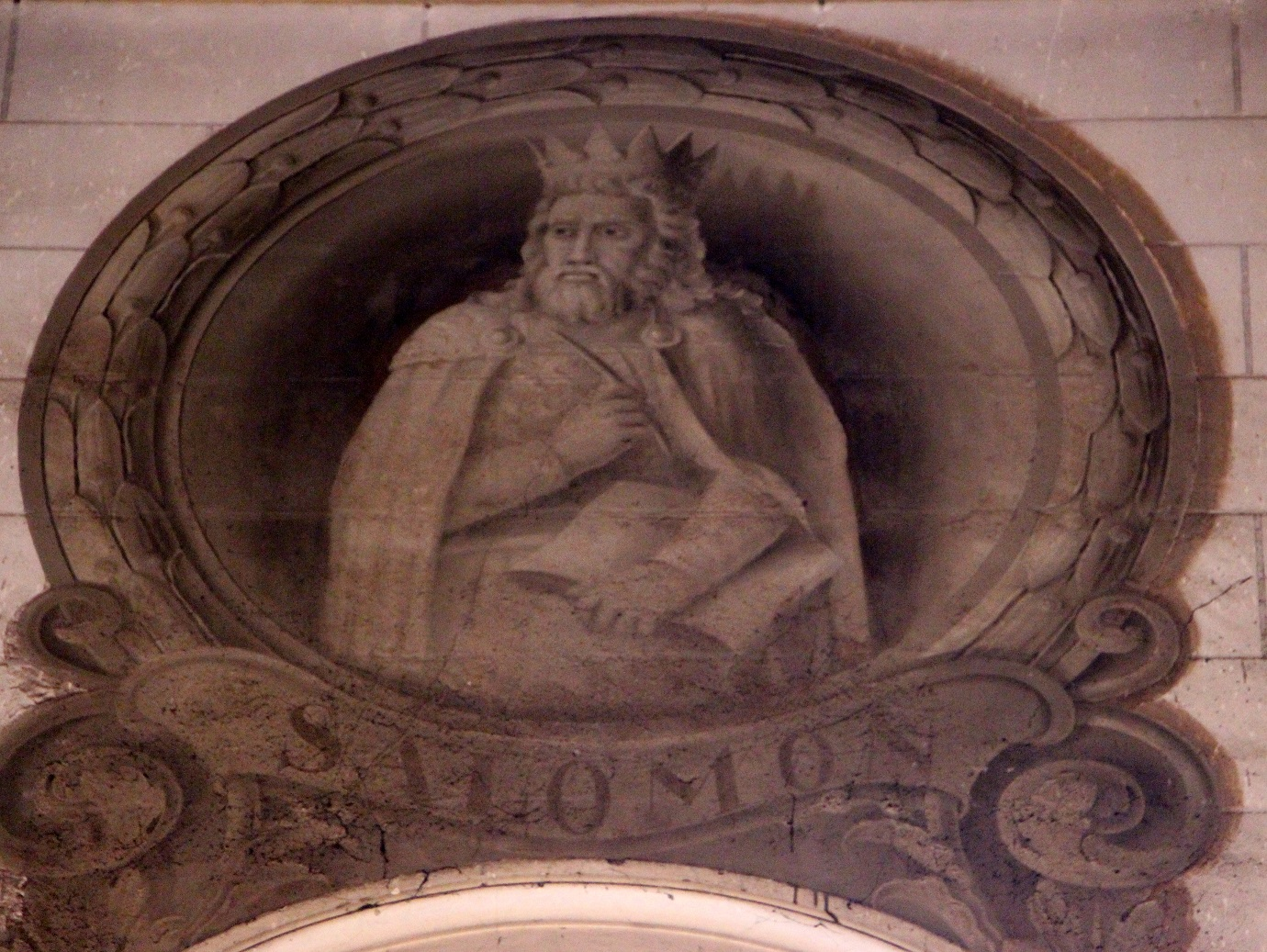
Salomon
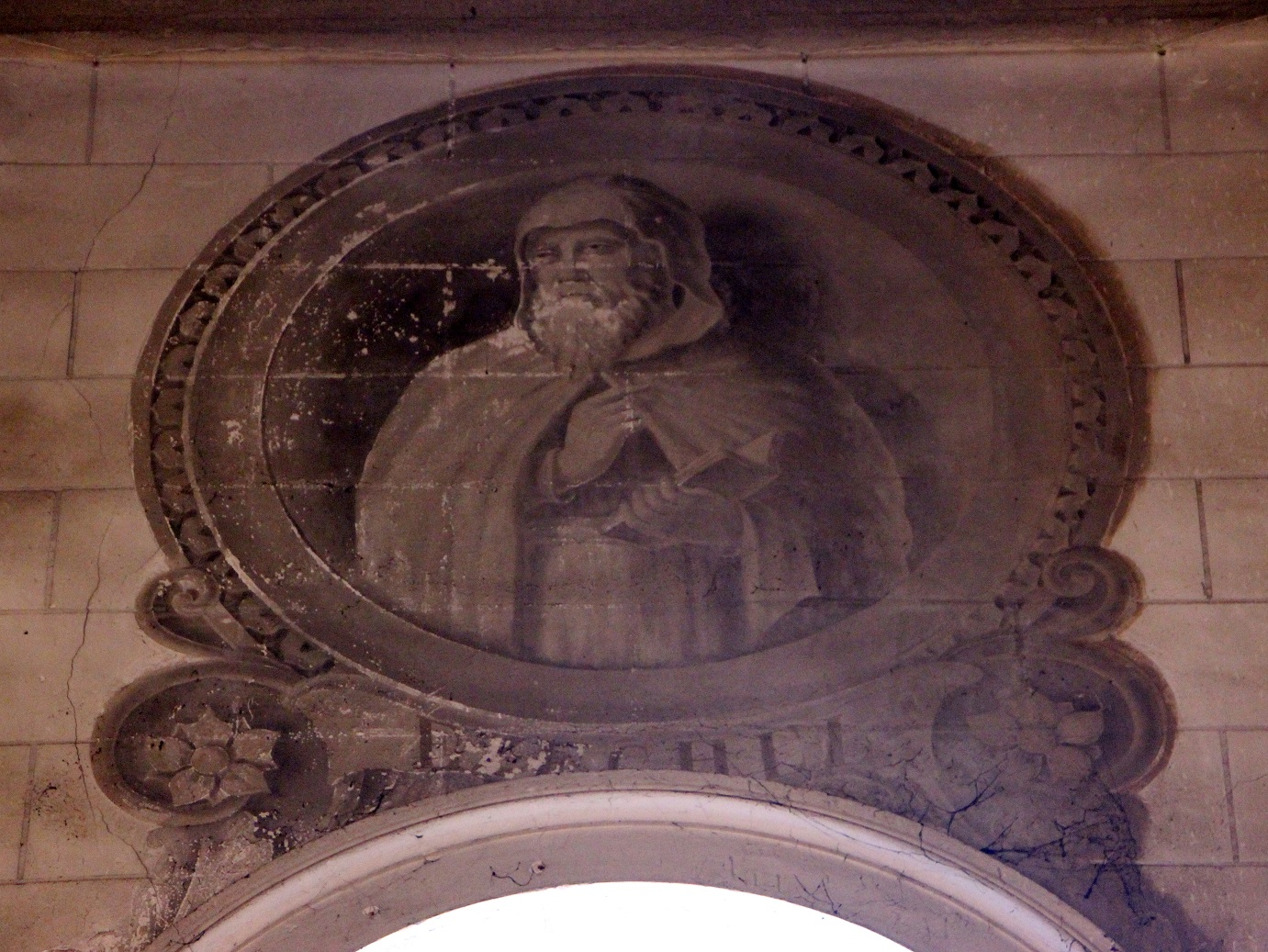
Ezéchiel
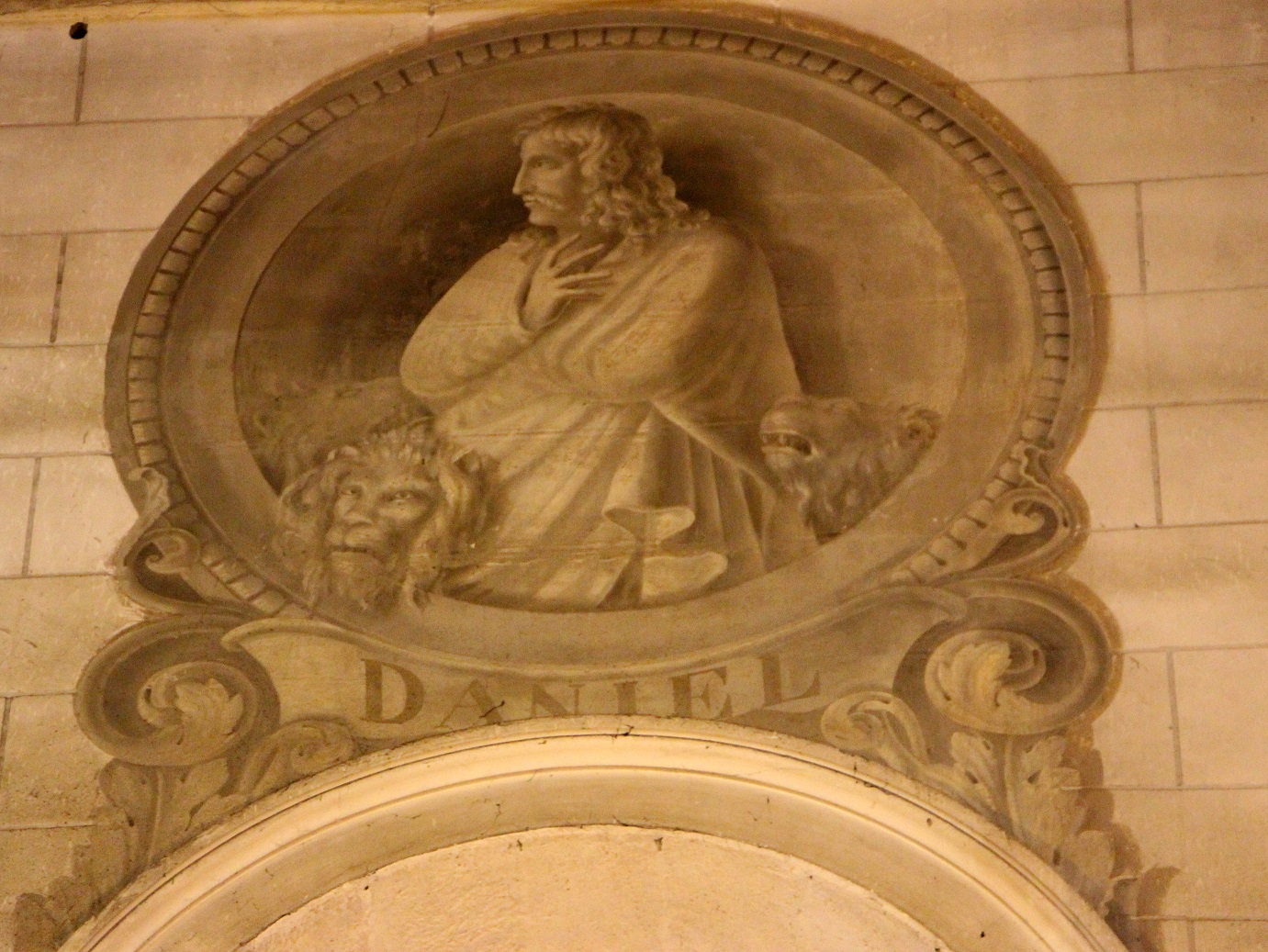
Daniel
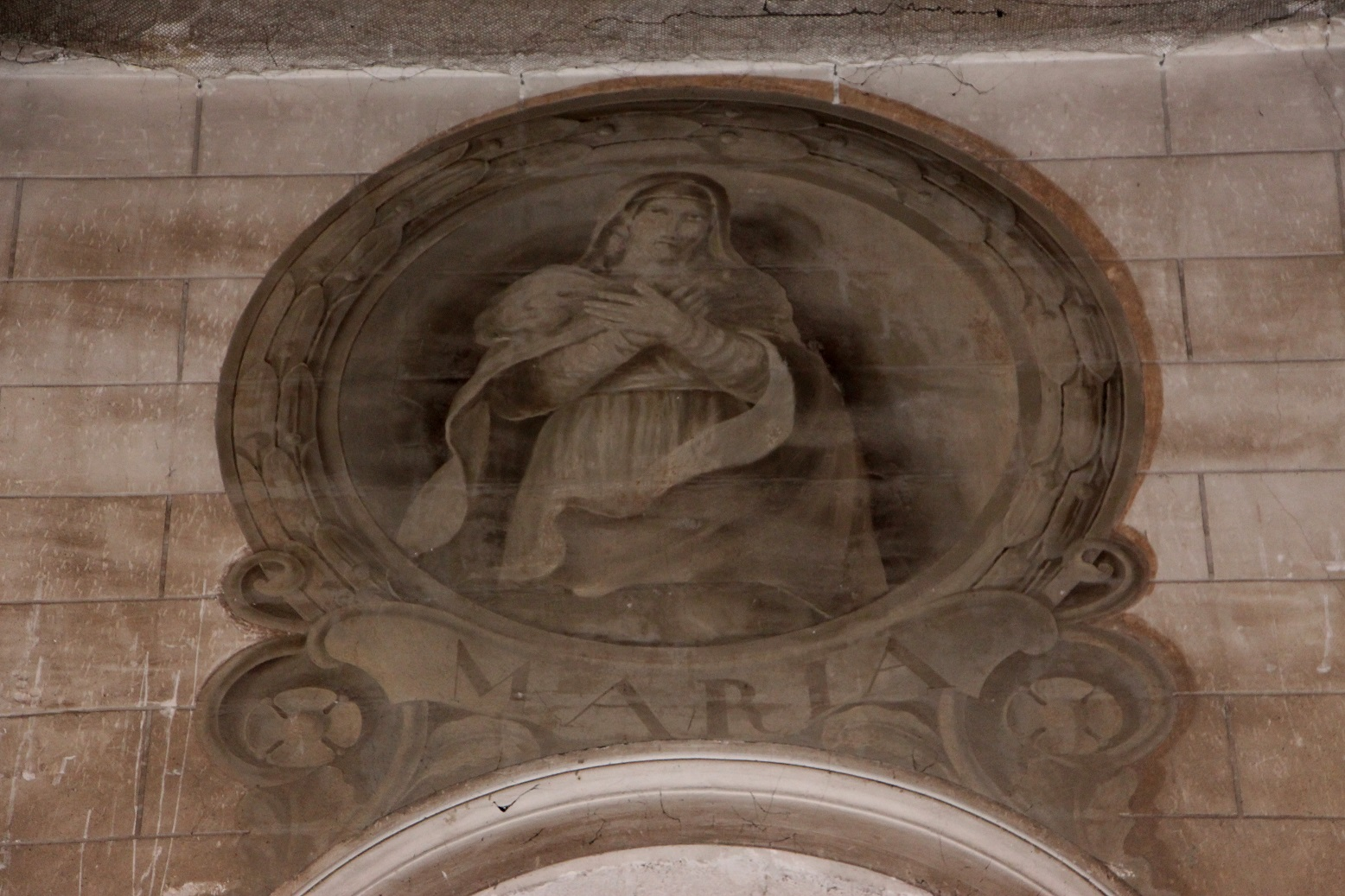
La Vierge Marie
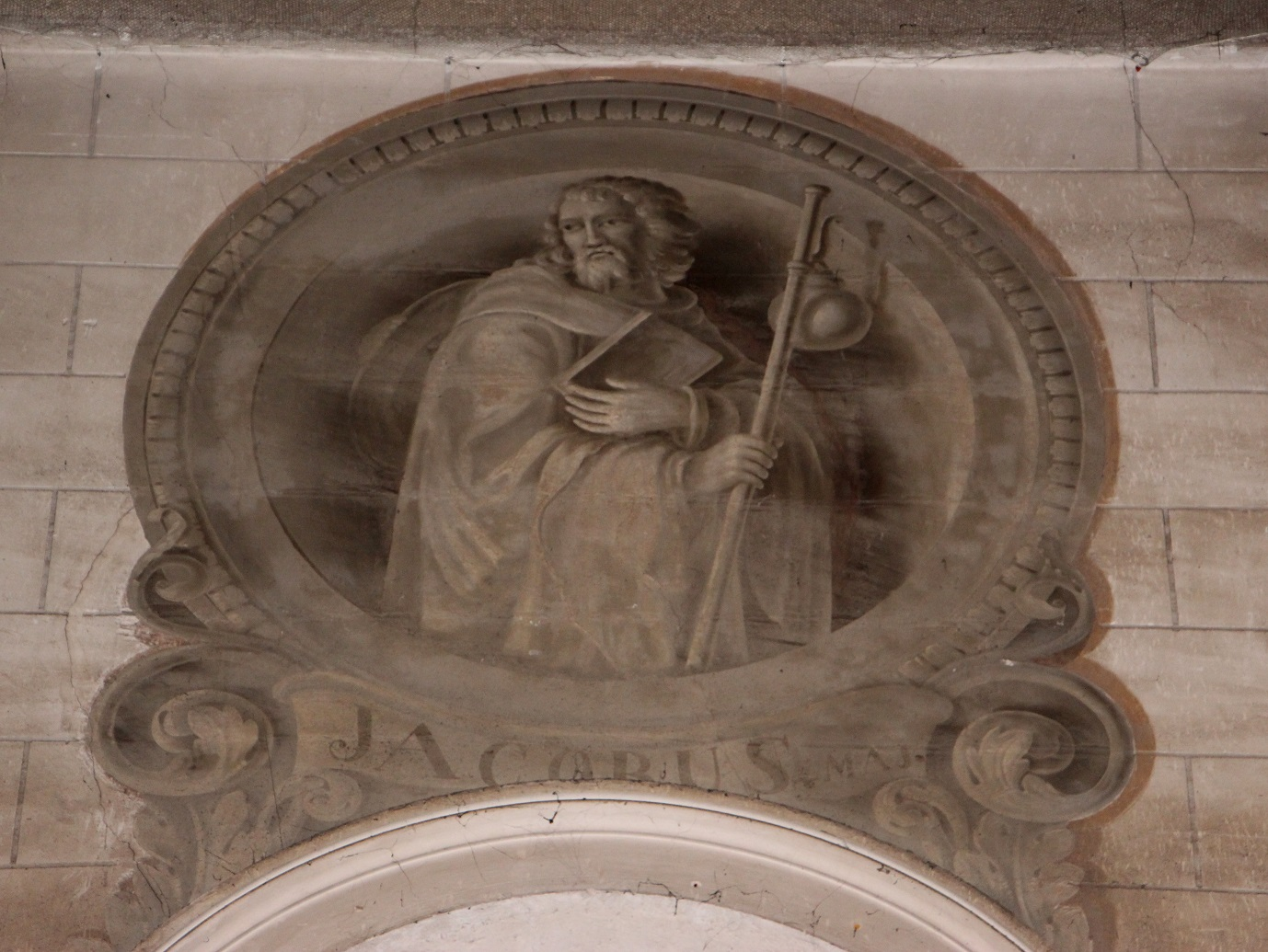
Saint Jacques le Majeur
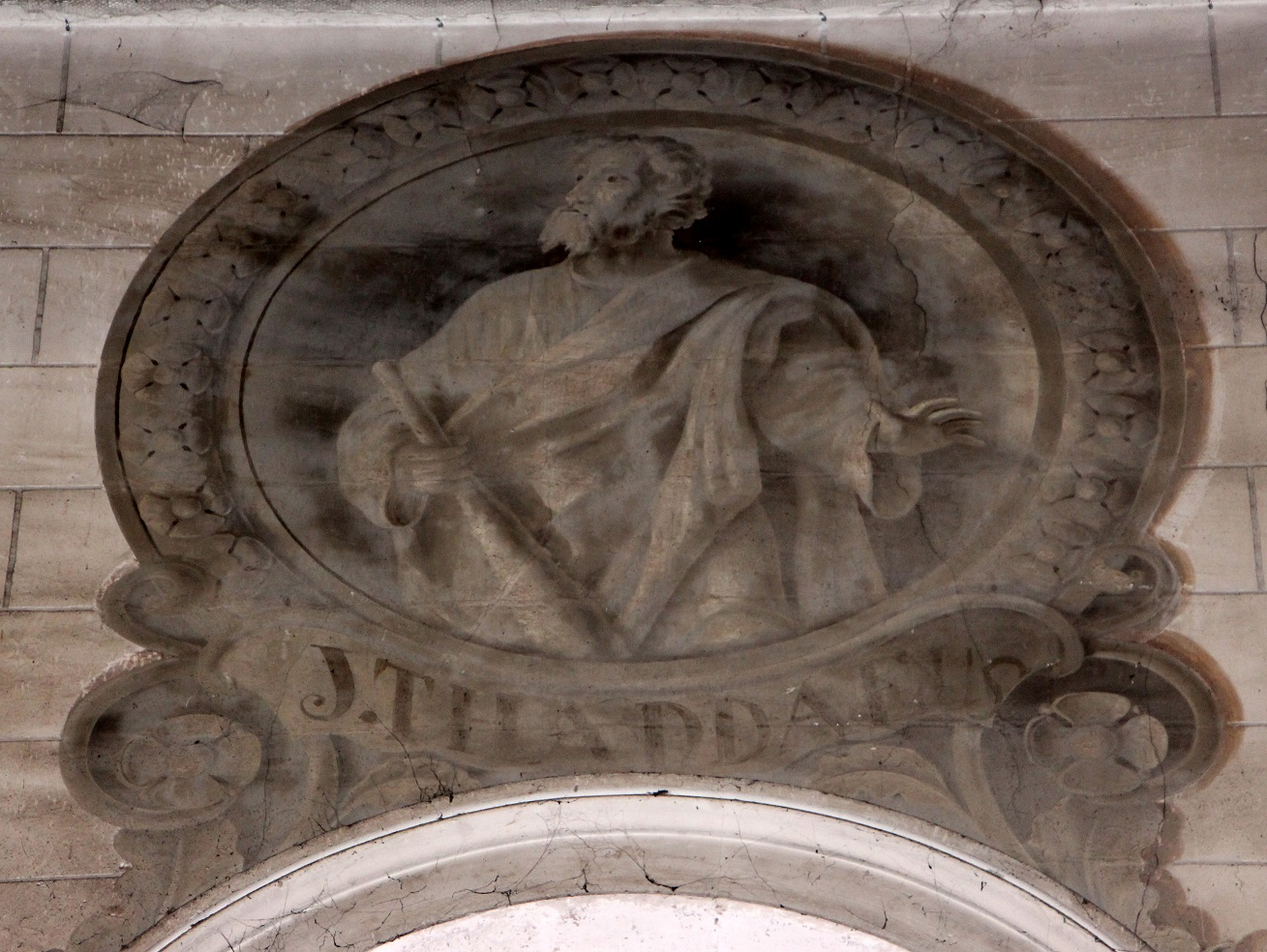
Saint Thaddée
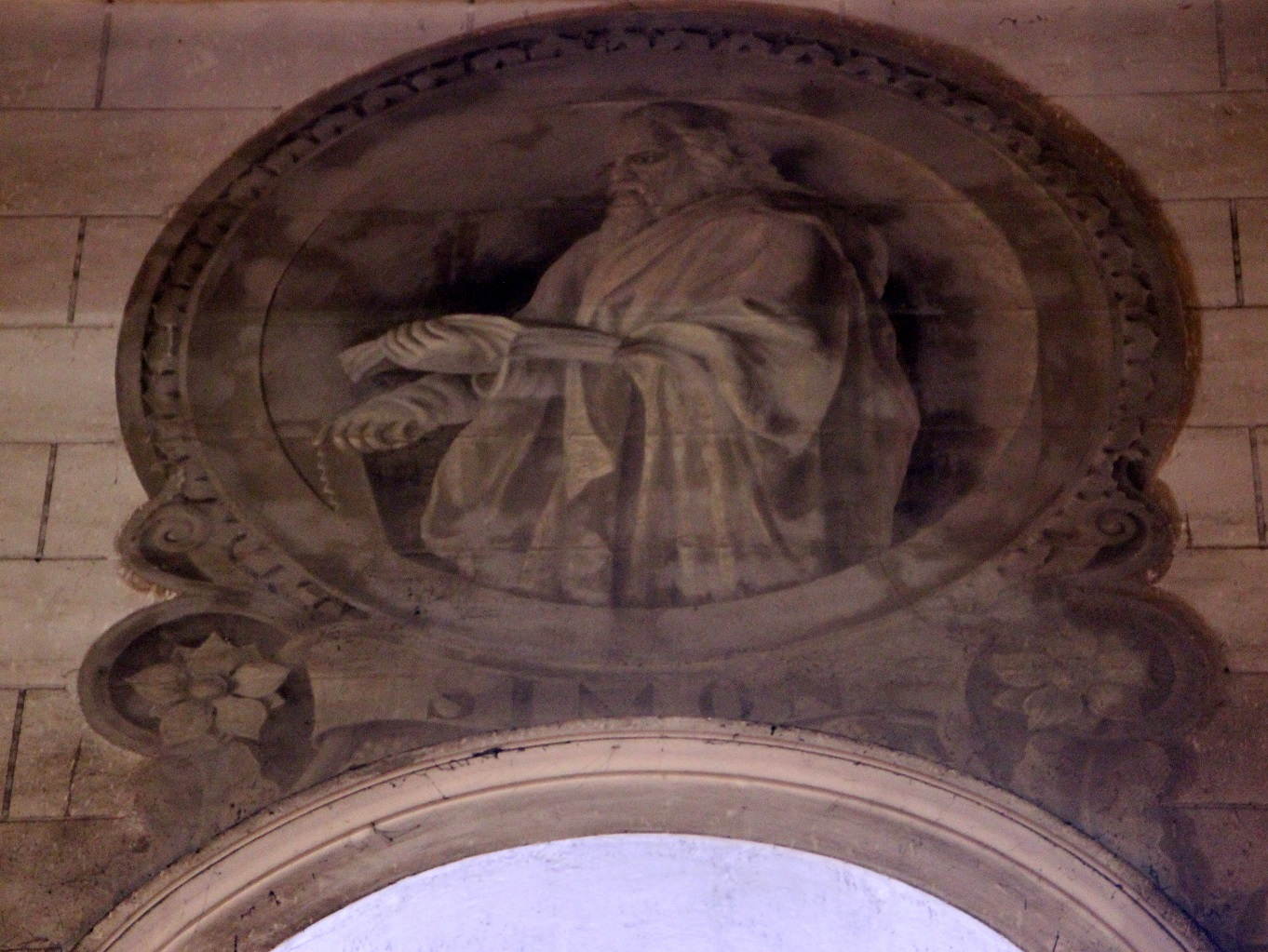
Saint Simon
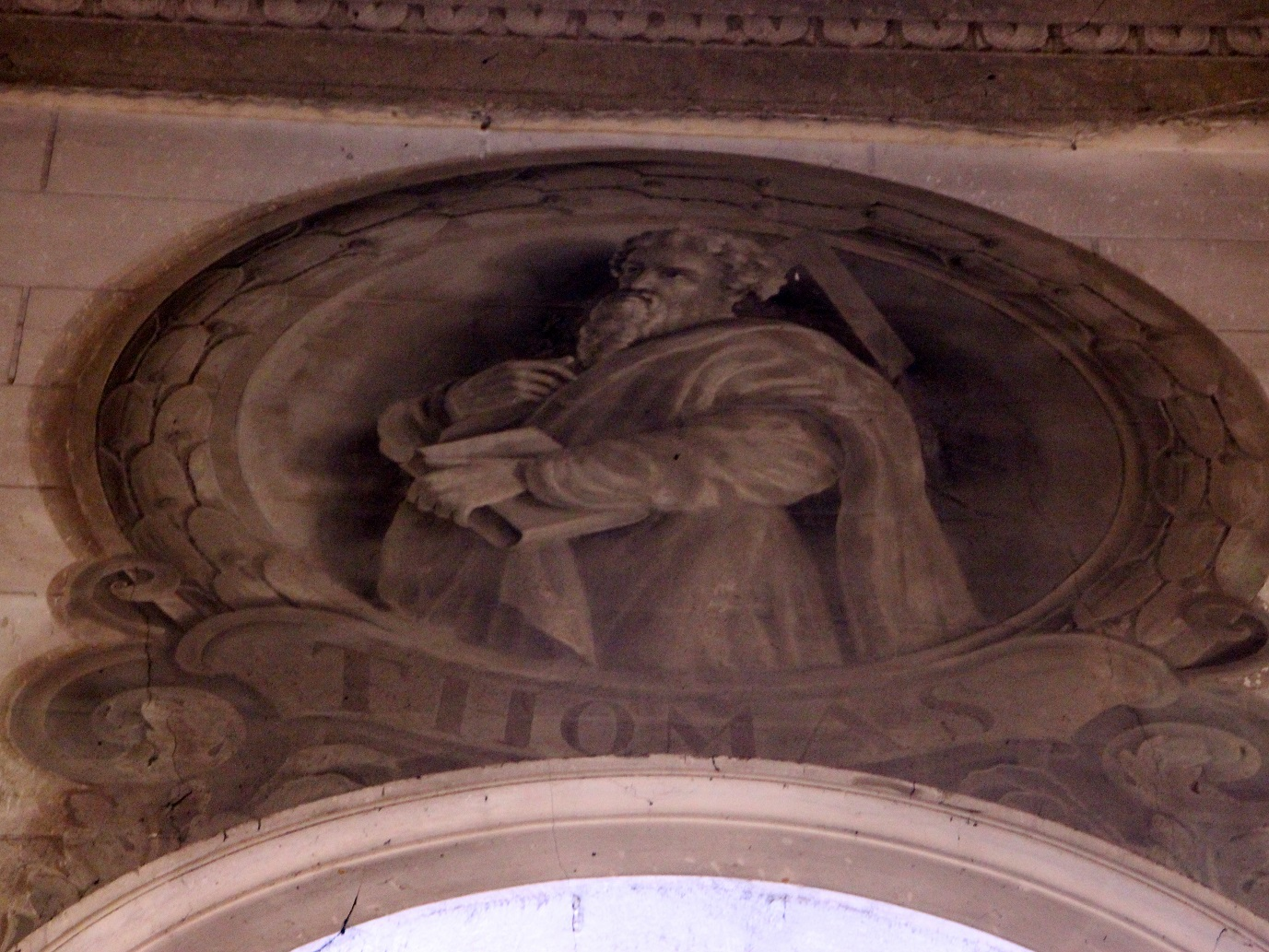
Saint Thomas
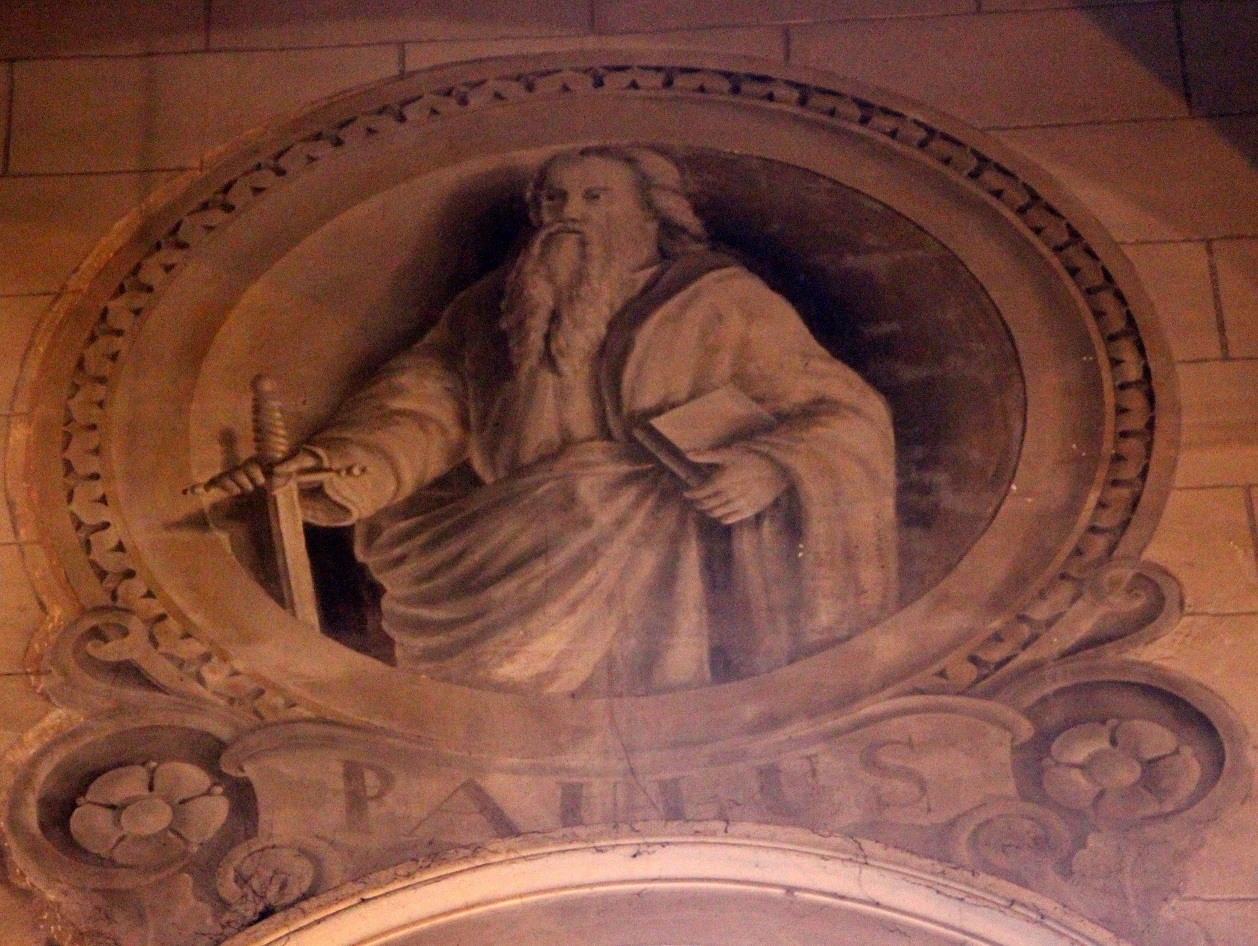
Saint Paul

Autres trompe-l’œil

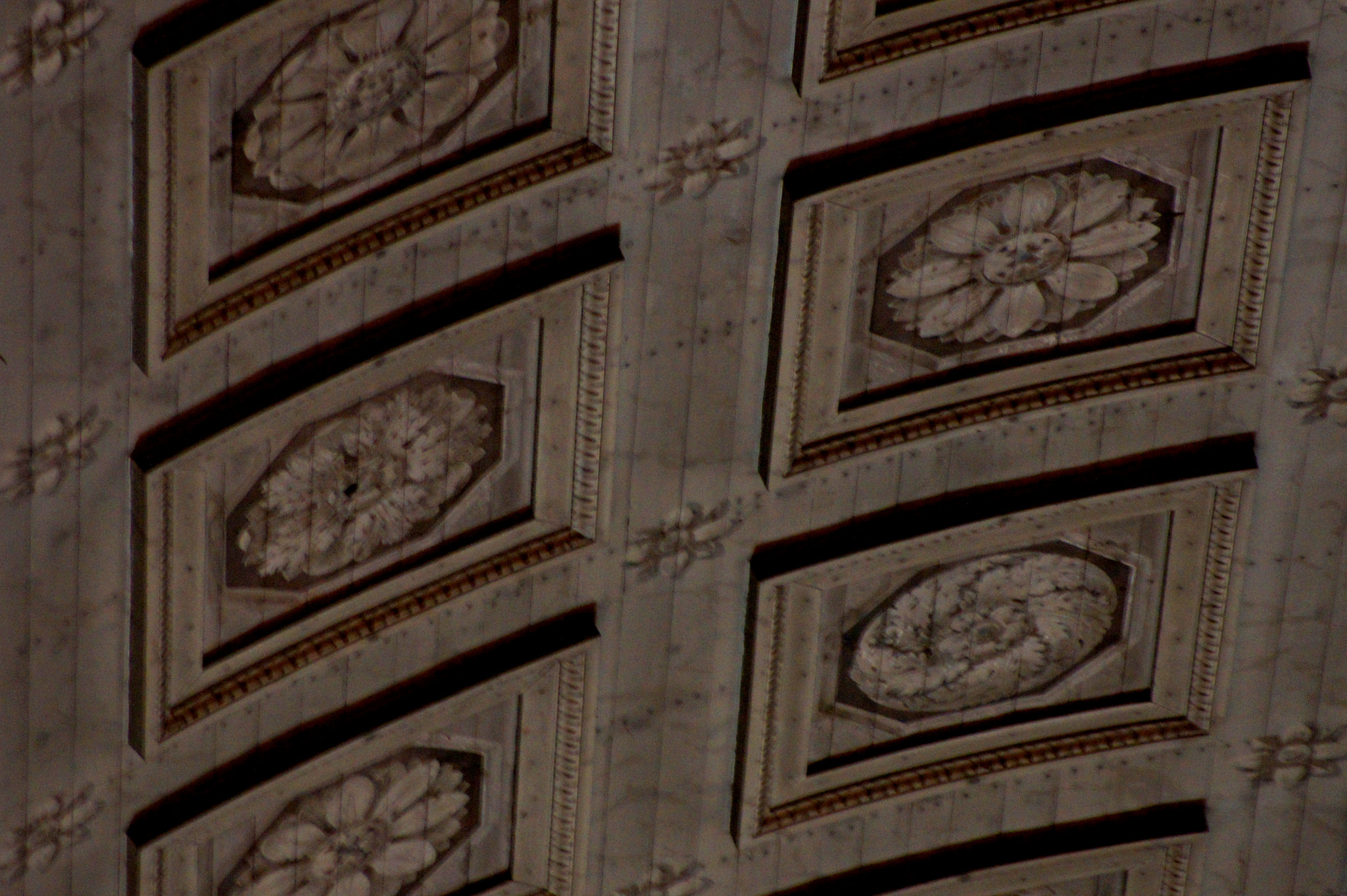
Caissons de la nef
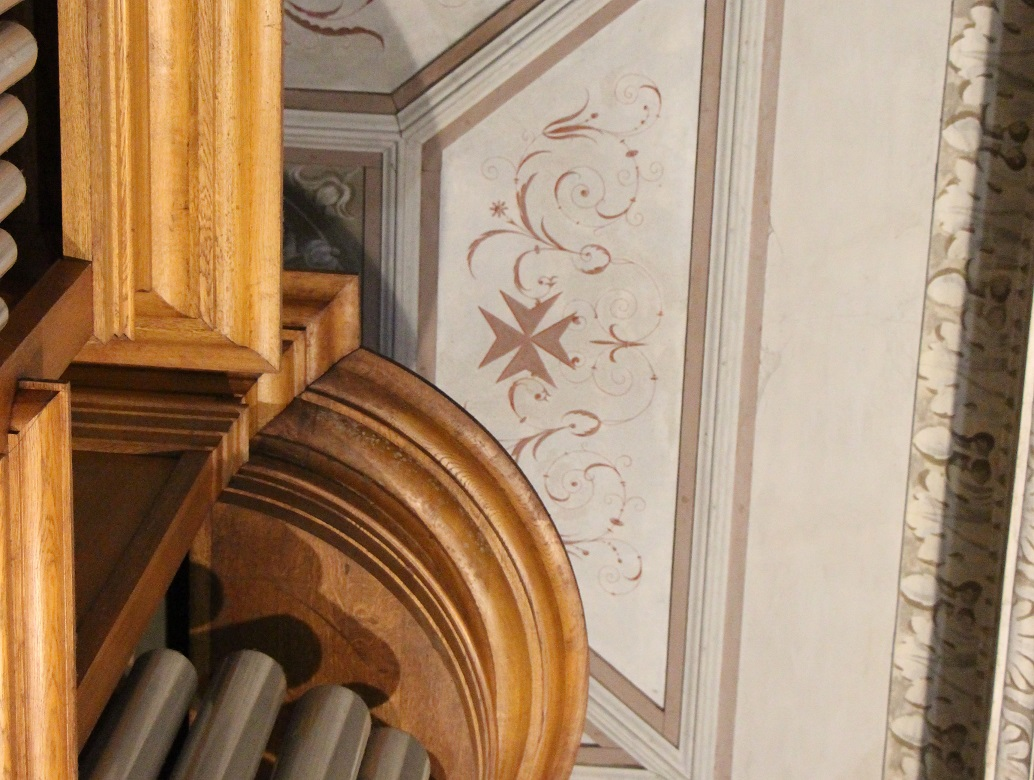
Caisson restauré en 1989, tribune de l'orgue
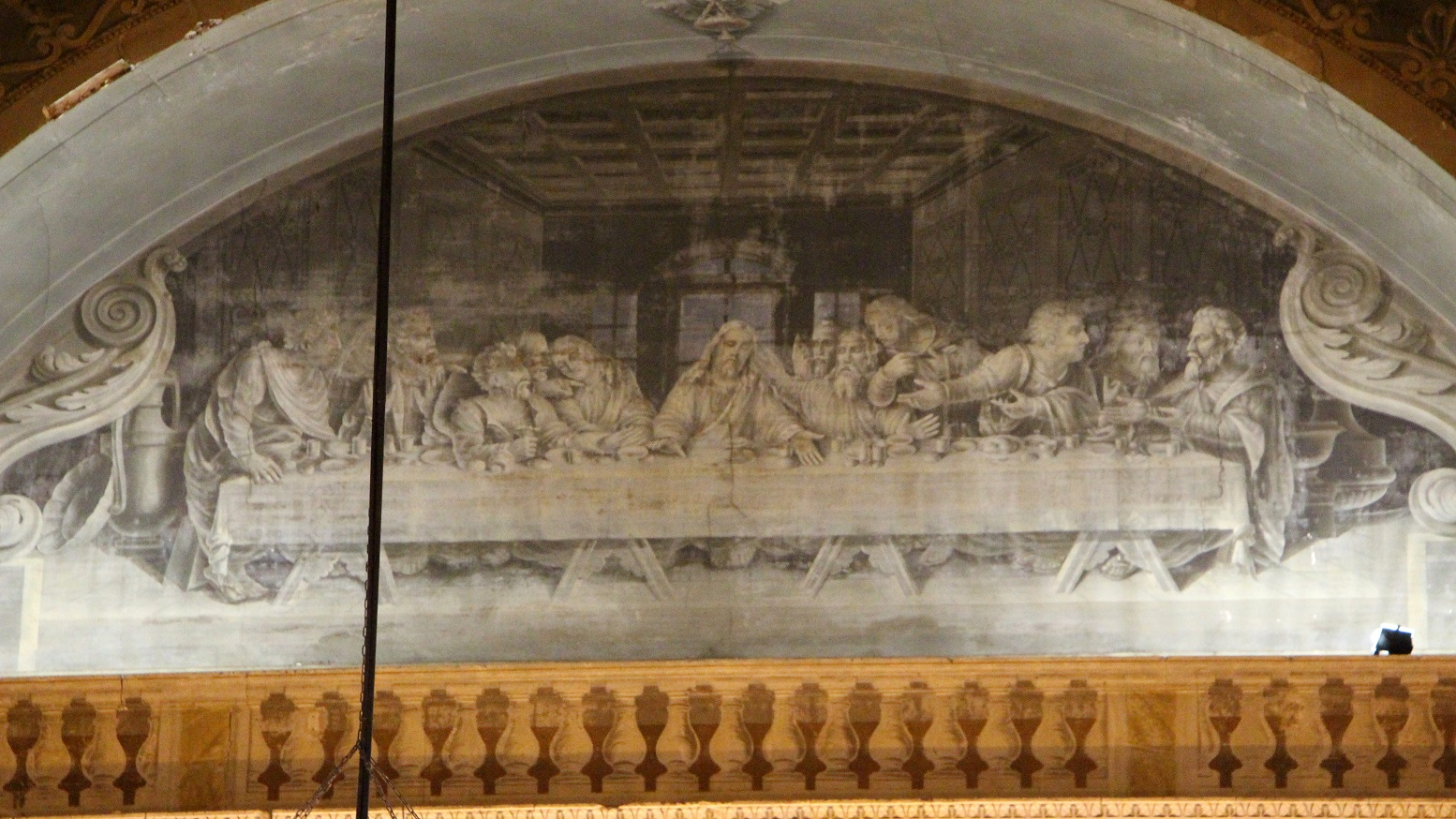
Tribune de la Cène, trompe-l’œil d'après Léonard de Vinci

### Les vitraux
Les vitraux commandés et réalisés de 1872 à 1875 apportent une note religieuse et colorée dans un bâtiment assez sobre et neutre. Les Parisiens Antoine Lusson (fils) et Léon Lefèvre réalisent vingt-trois verrières pour les bas-côtés et le chœur dans un style reprenant les codes de la peinture Renaissance avec un encadrement architectural des scènes par exemple. Les vitraux du chœur représentent saint Charles, saint Louis et saint Hilaire, tandis que quarante événements bibliques figurent dans les vingt baies des bas-côtés. La lecture des vitraux des bas-côtés se fait de la chapelle Saint-Joseph à la chapelle du Sacré-Cœur, dans un sens antihoraire.
Vitraux des bas-côtés

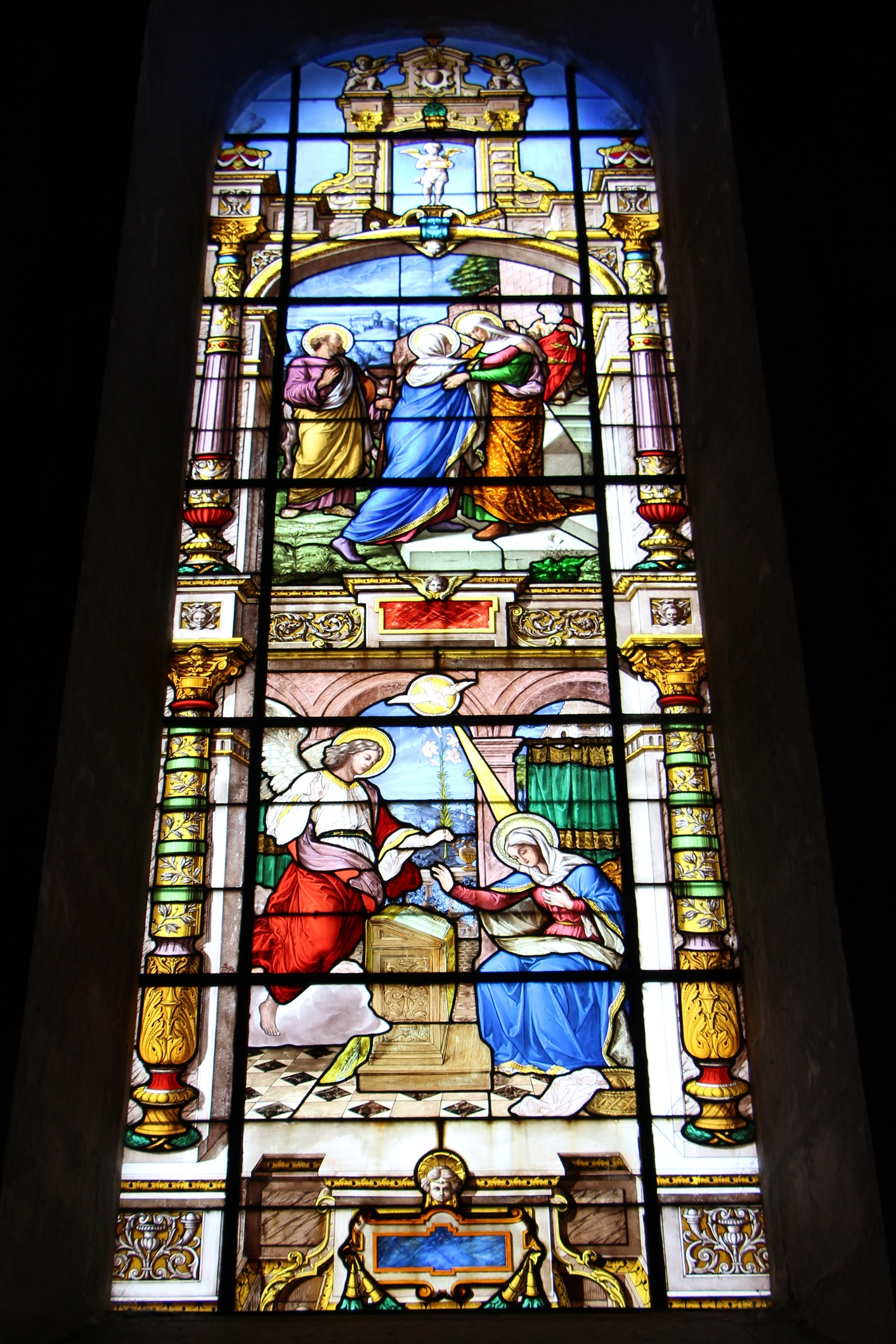
Visitation et Annonciation
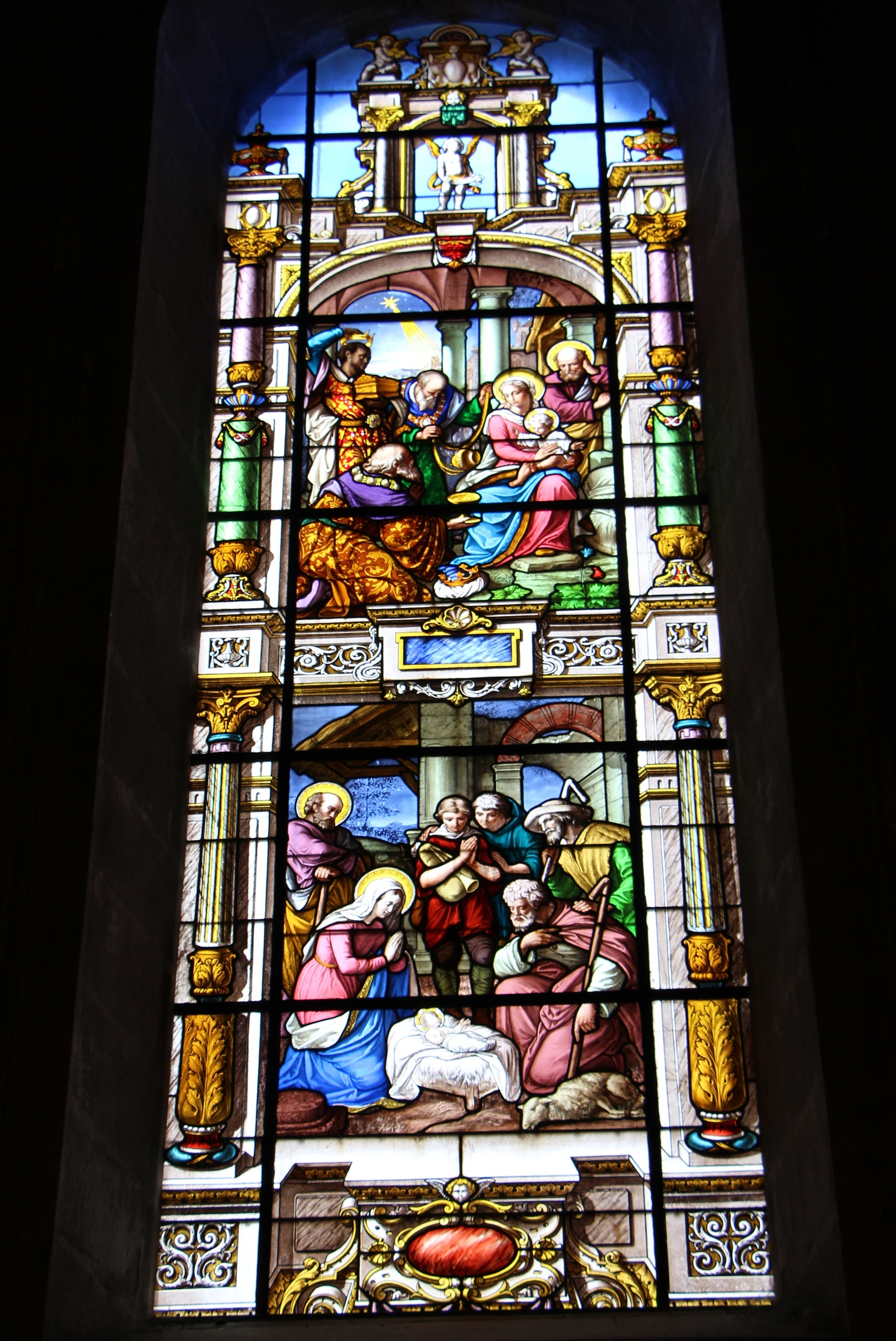
Adoration des bergers et des mages
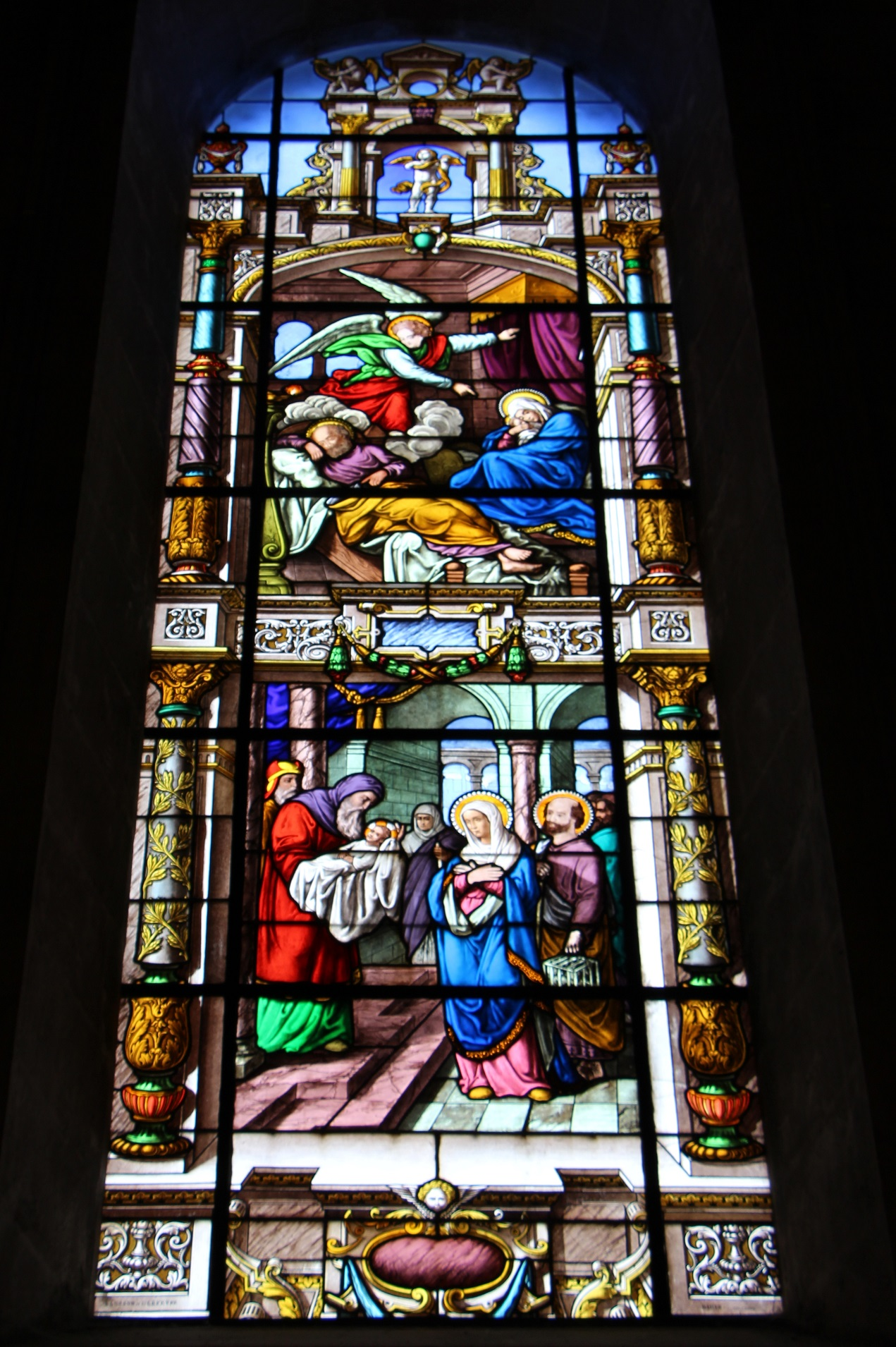
Songe de Joseph et Présentation au Temple
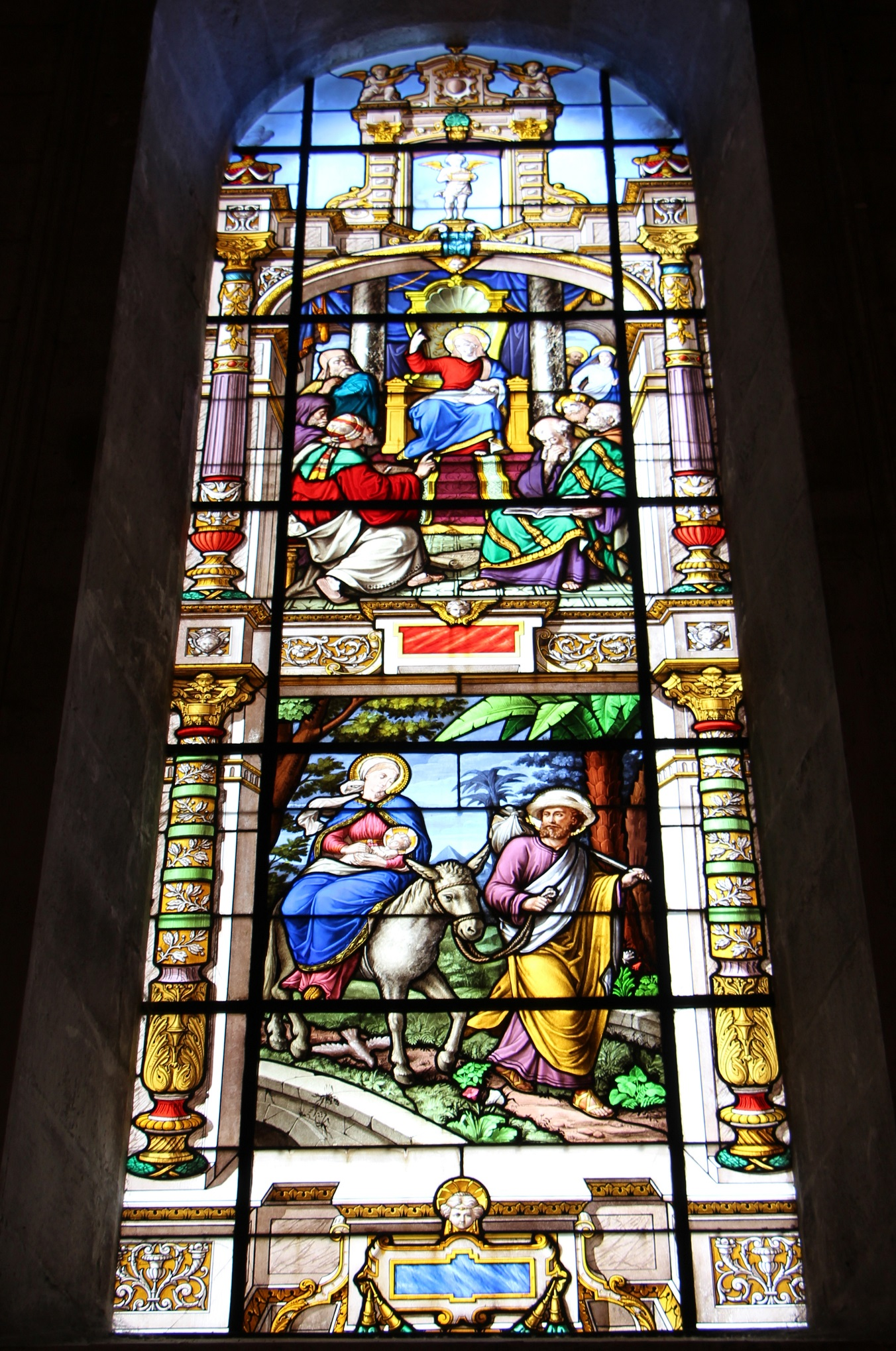
Jésus au milieu des docteurs de la Loi et Fuite en Égypte
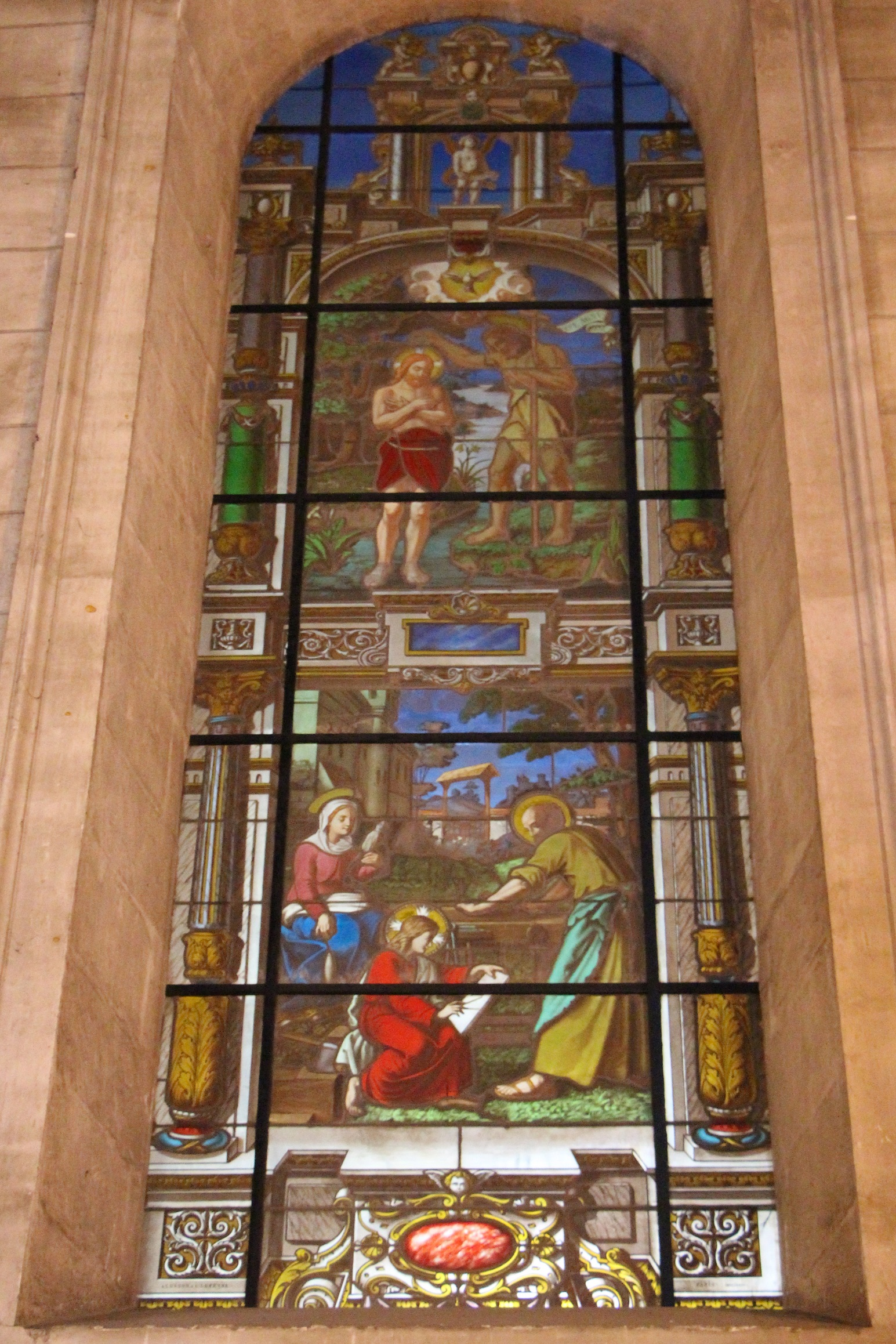
Baptême de Jésus et Enfance de Jésus à Nazareth
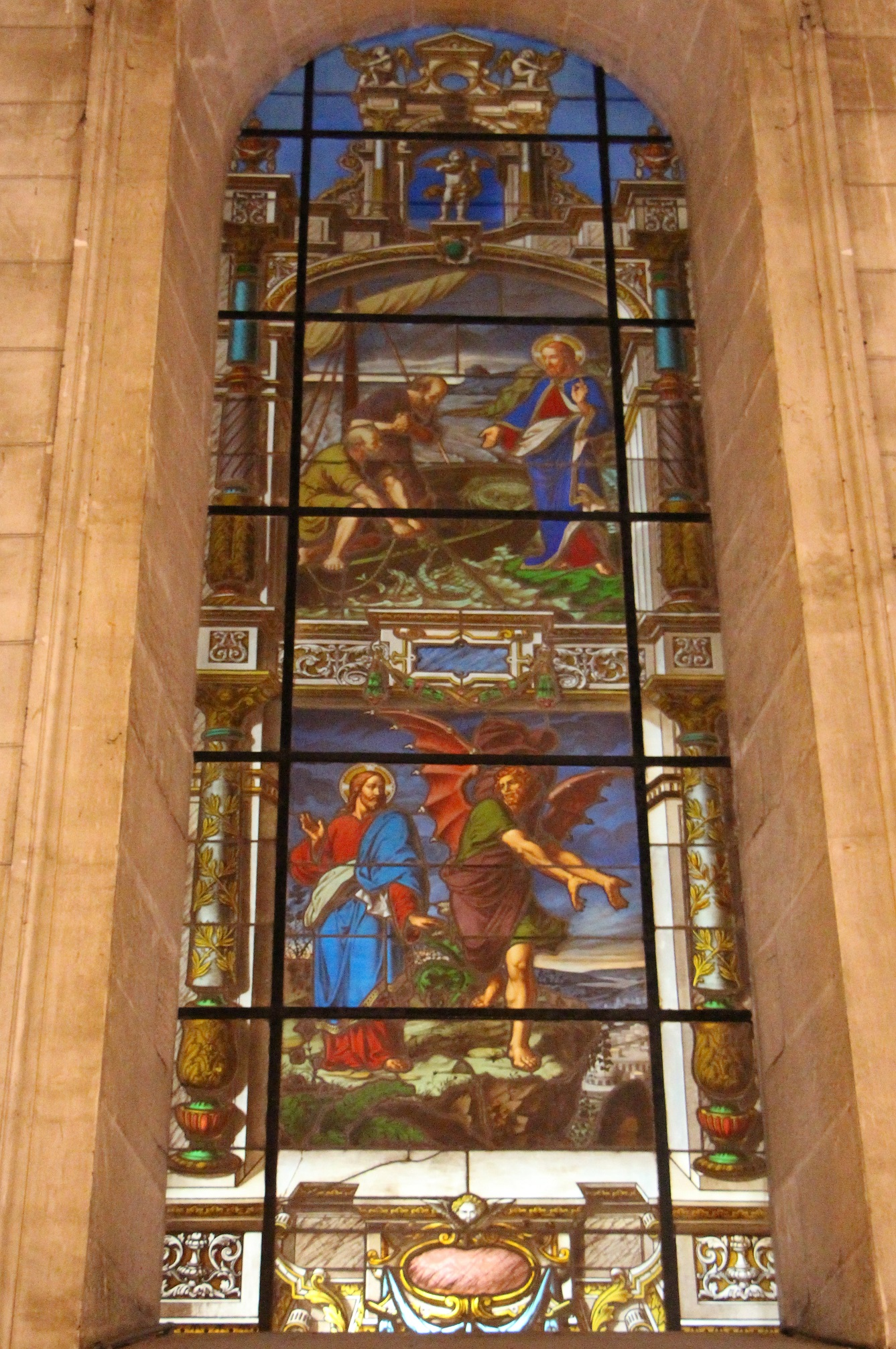
La pêche miraculeuse et Jésus tenté par le démon
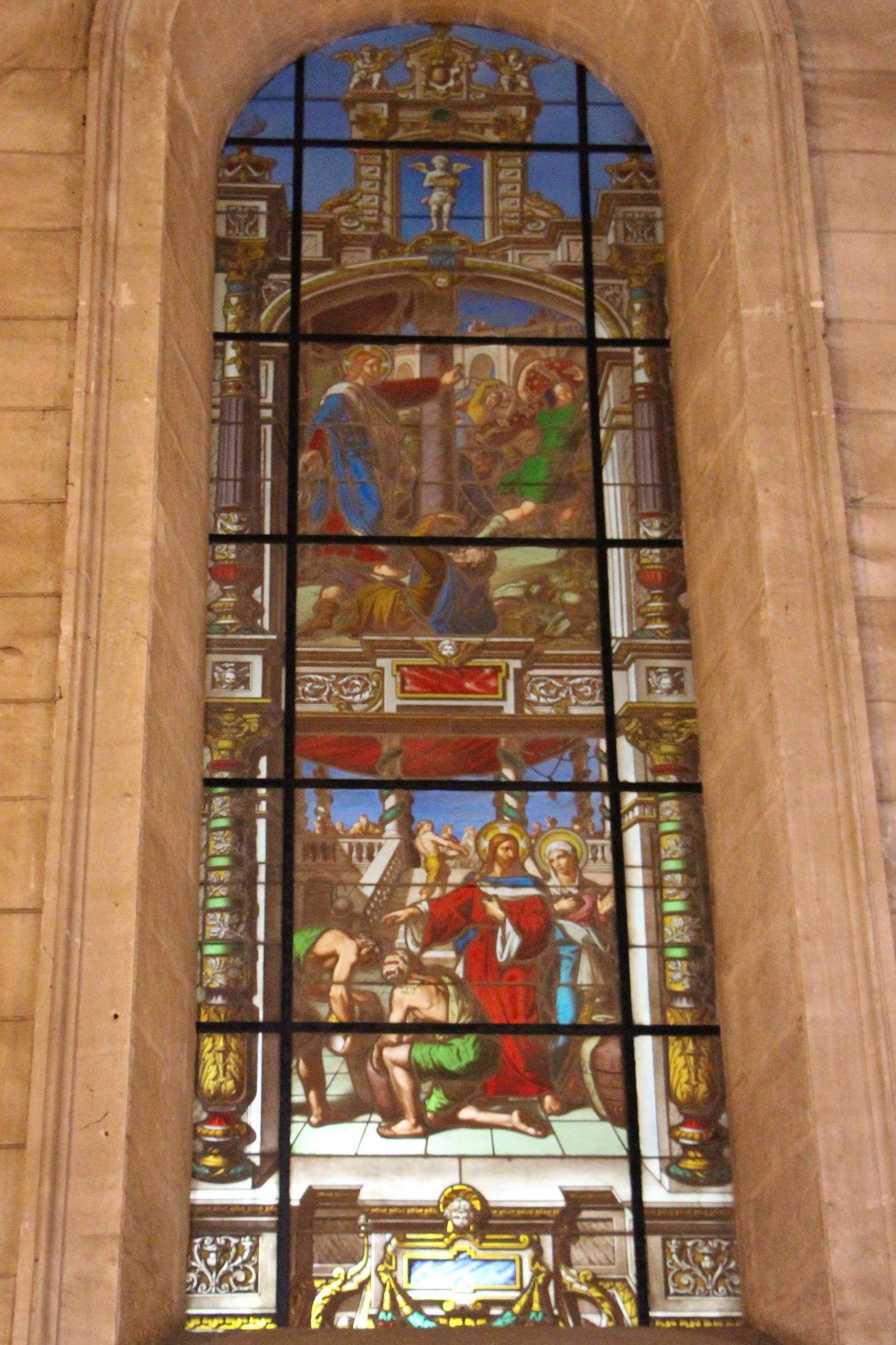
Jésus chasse les marchands du temple et Jésus change l'eau en vin
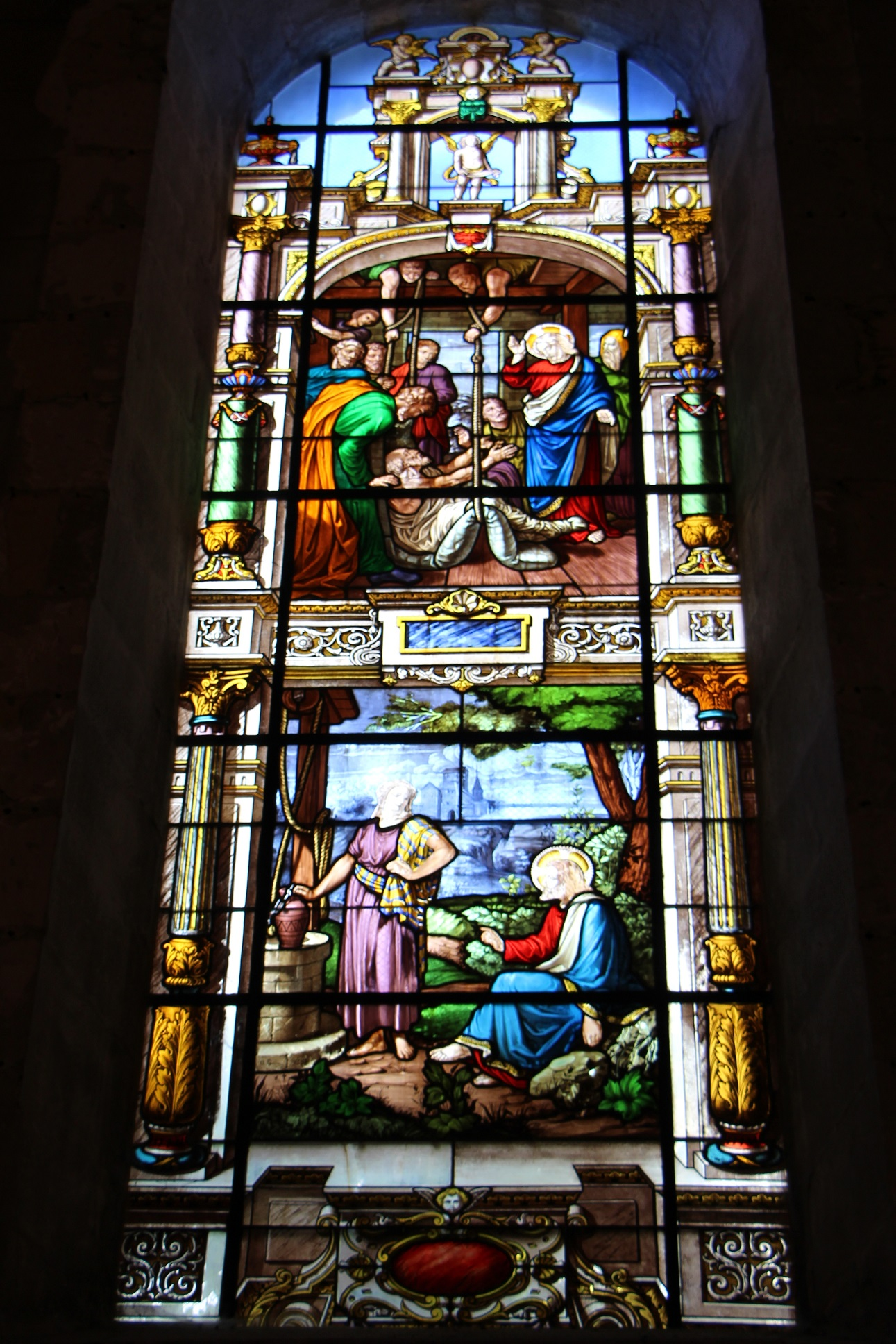
Guérison d'un paralytique et Jésus et la Samaritaine
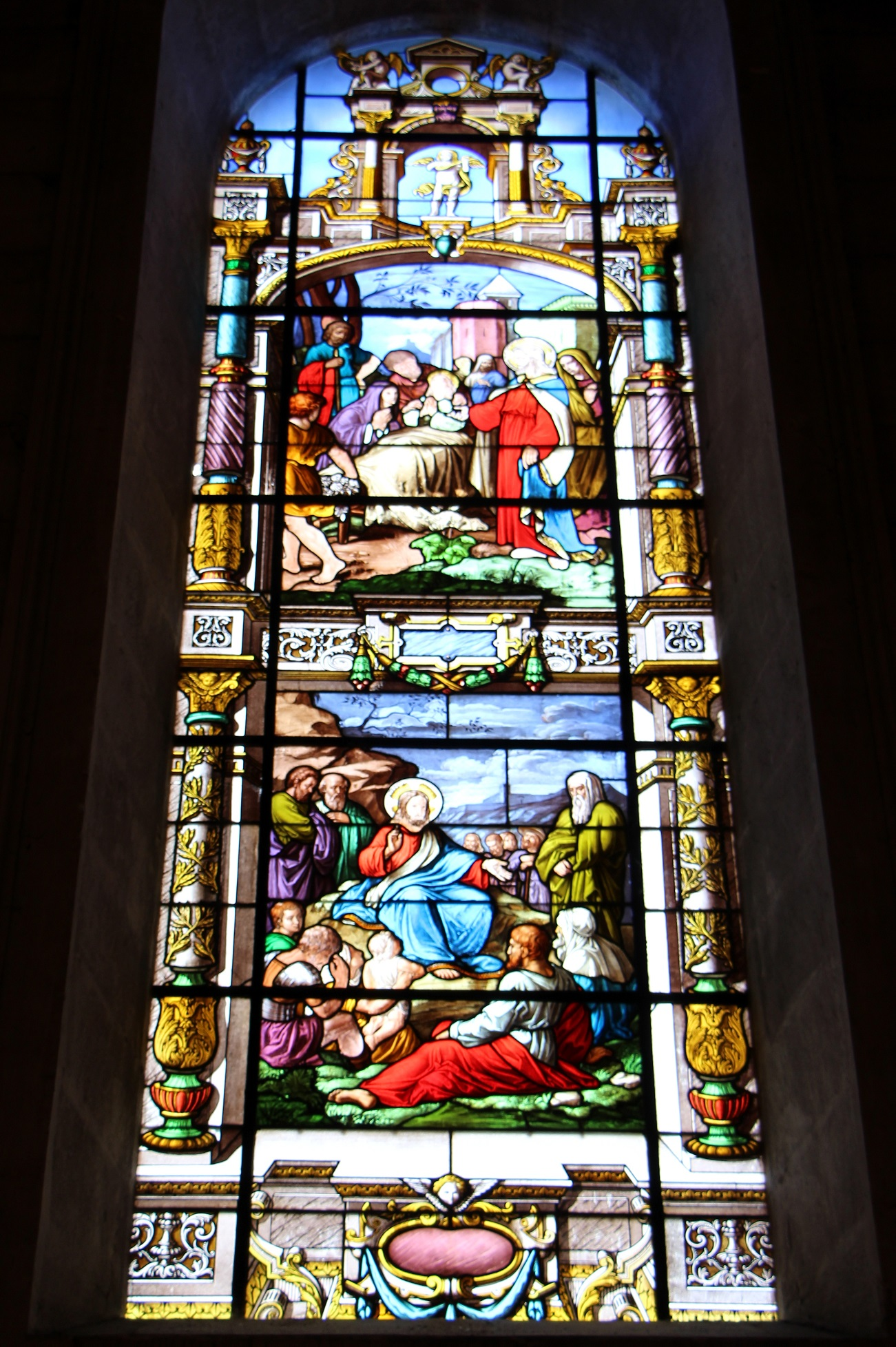
La fille de Jaïre revient à la vie et Sermon sur la montagne
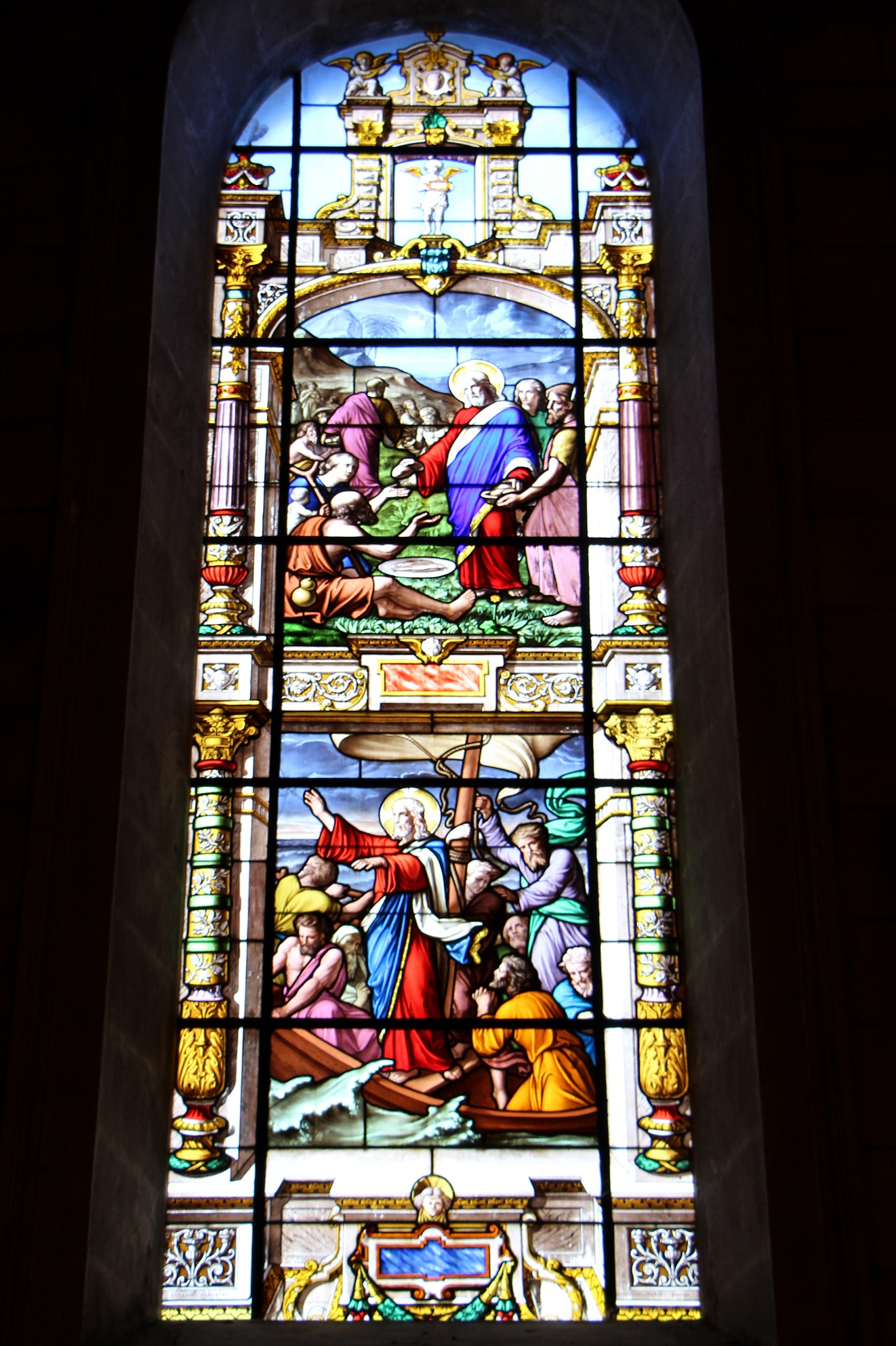
La multiplication des pains et la Tempête apaisée
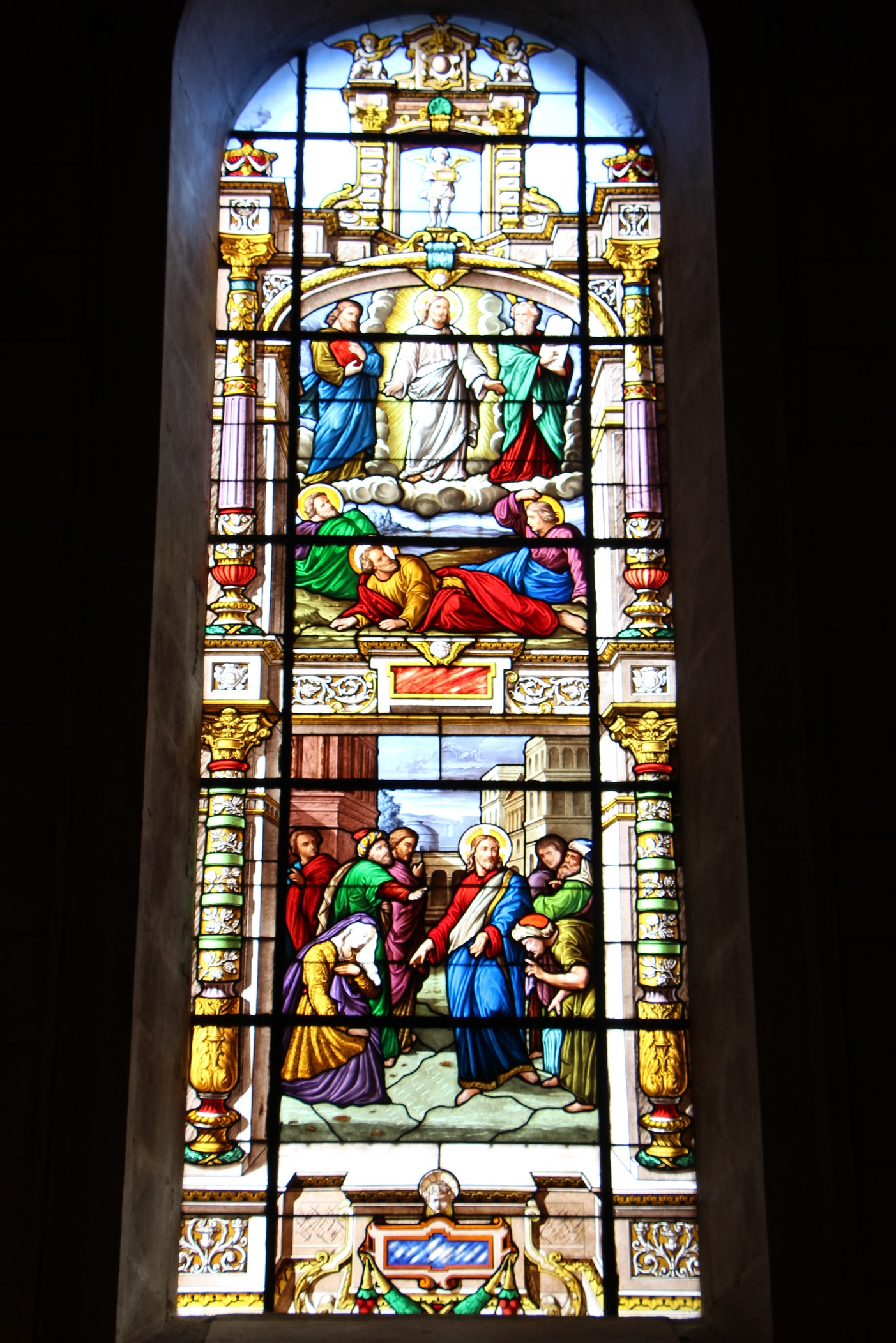
La Transfiguration et Jésus et la femme adultère
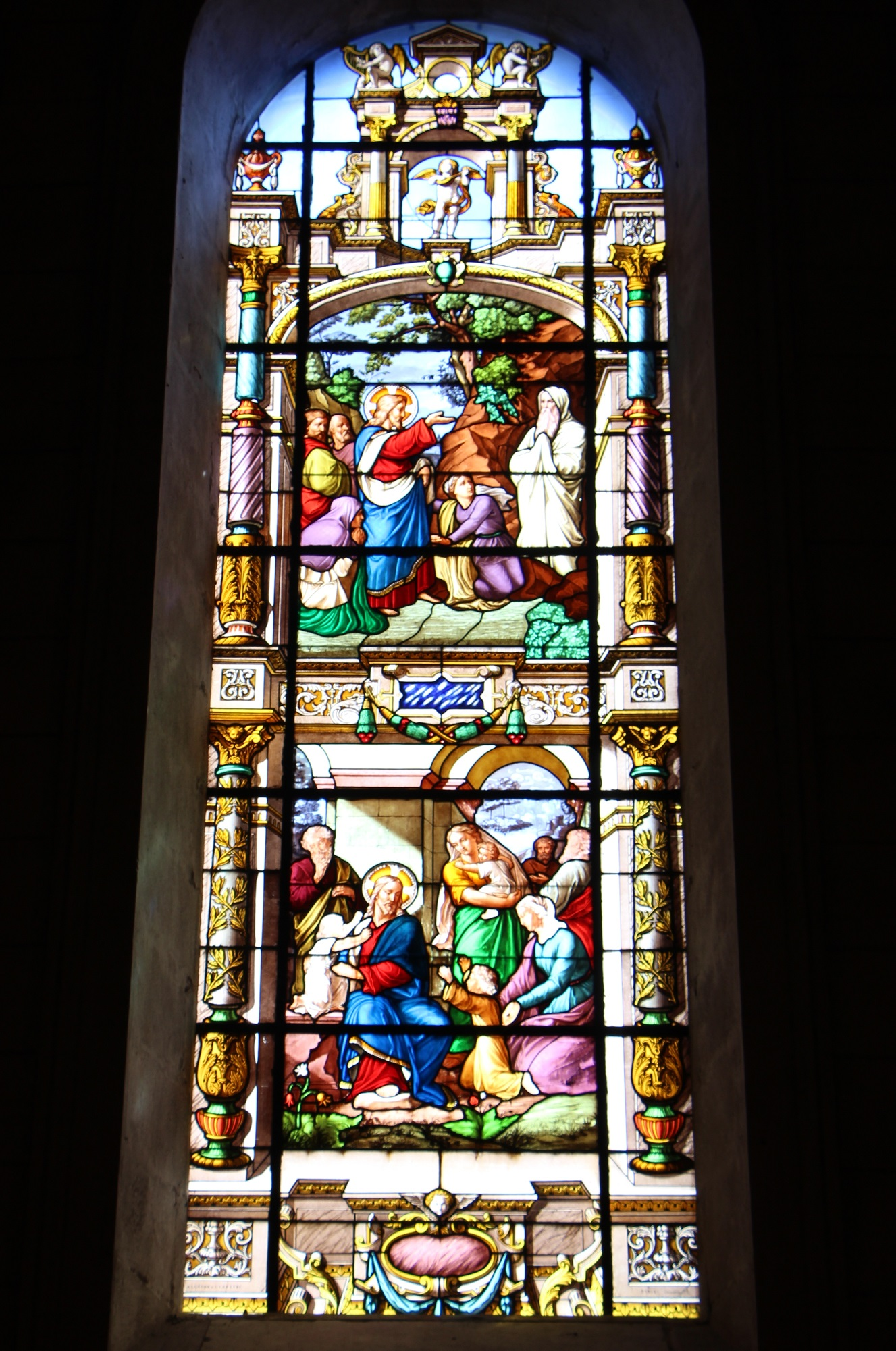
Résurrection de Lazare et « Laissez venir à moi les petits enfants »
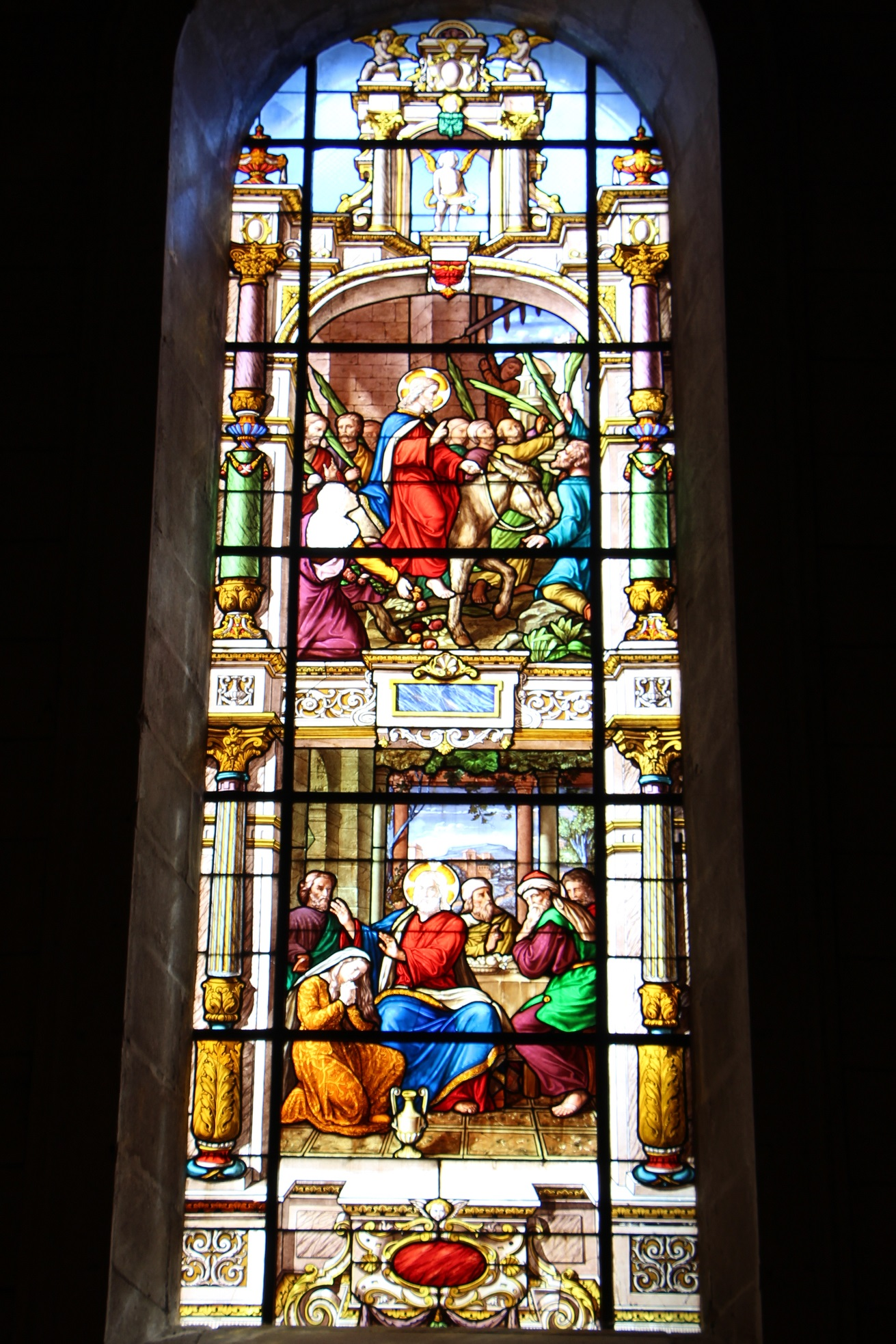
L'entrée à Jérusalem aux Rameaux et Marie verse du parfum sur les pieds de Jésus
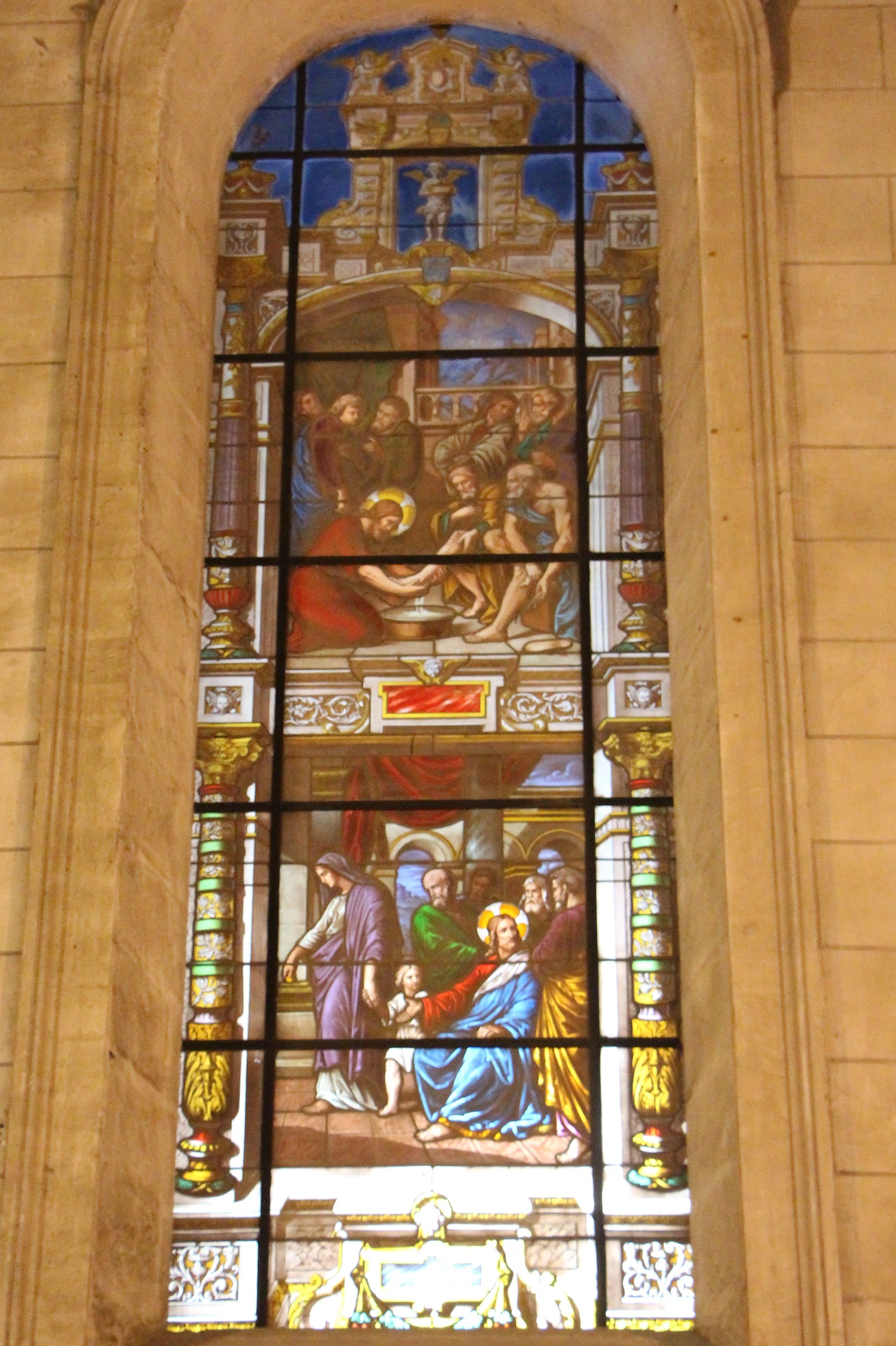
Le lavement des pieds et « Si vous ne devenez pas comme des enfants »
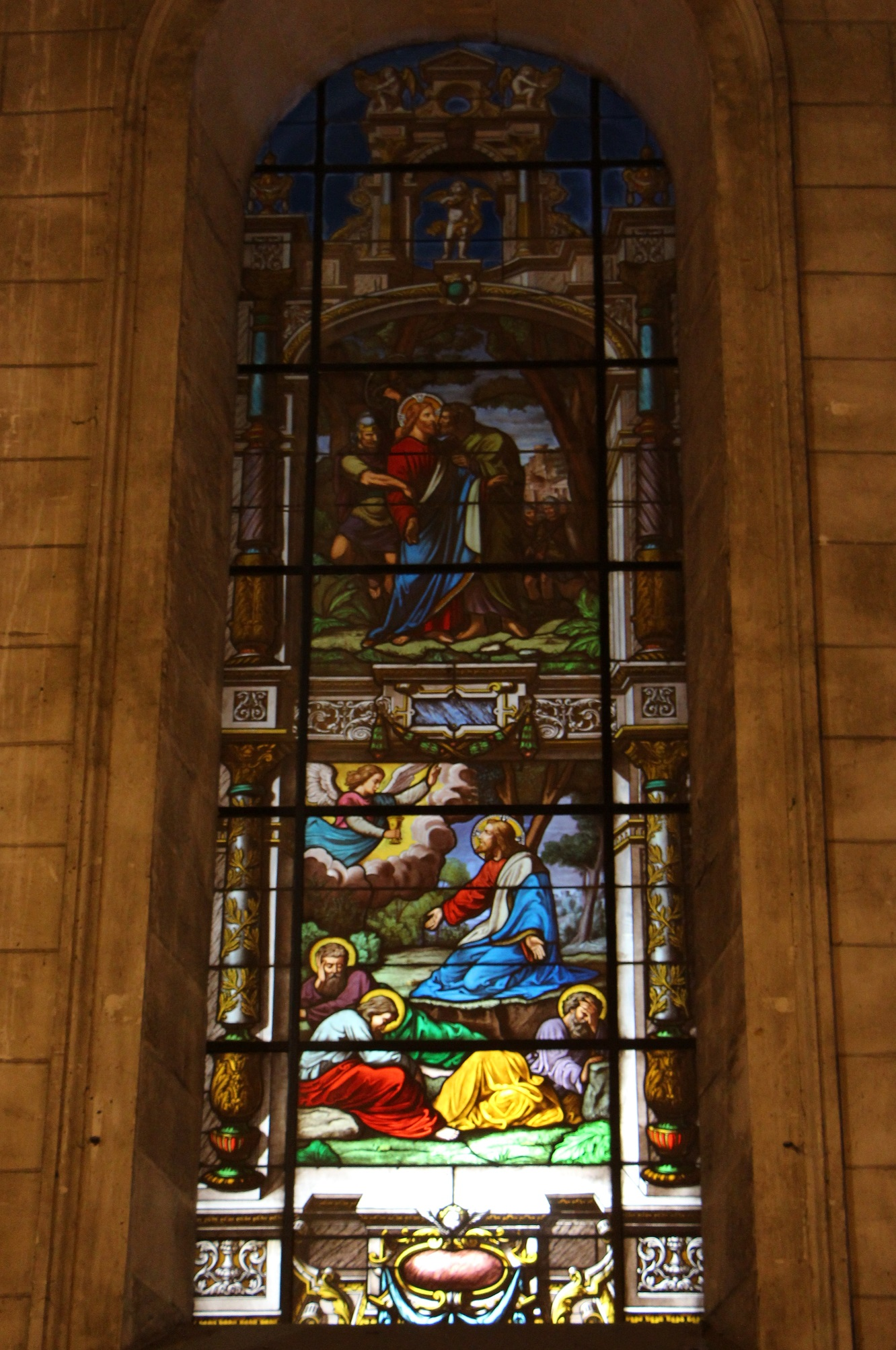
Le baiser de Judas et Jésus au Jardin des oliviers
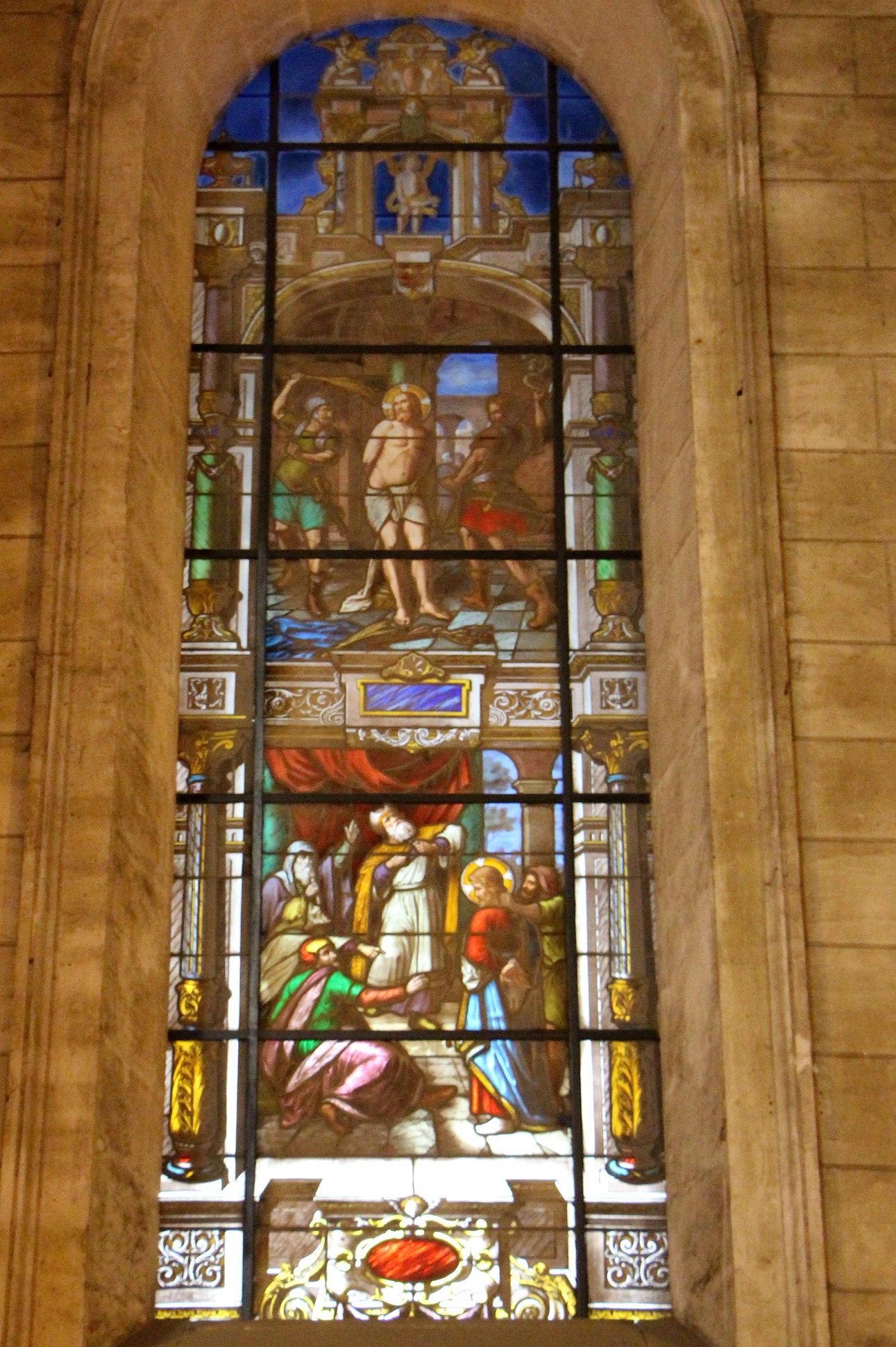
Jésus flagellé et La condamnation de Jésus
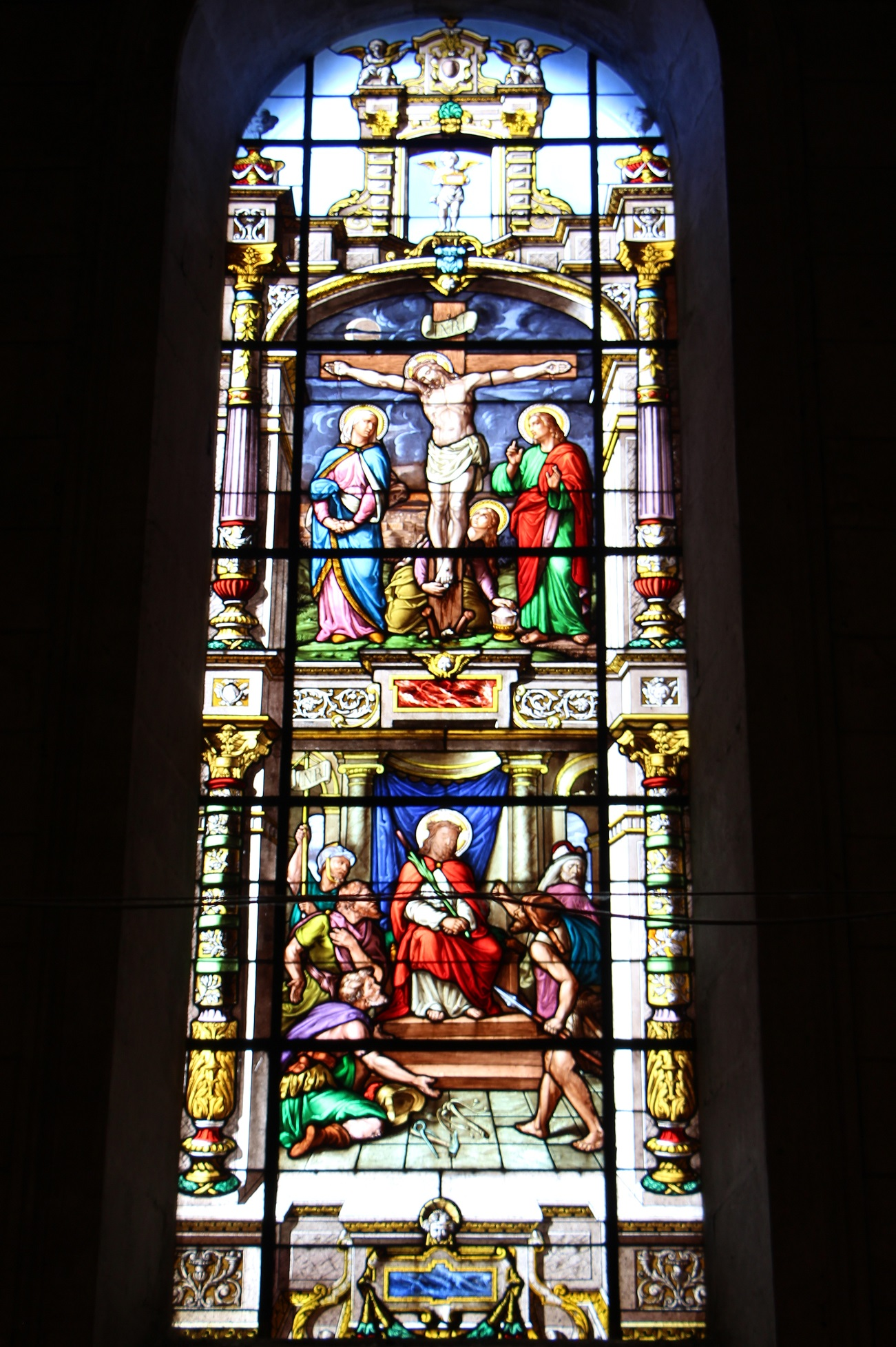
Jésus en croix et le Couronnement d'épines
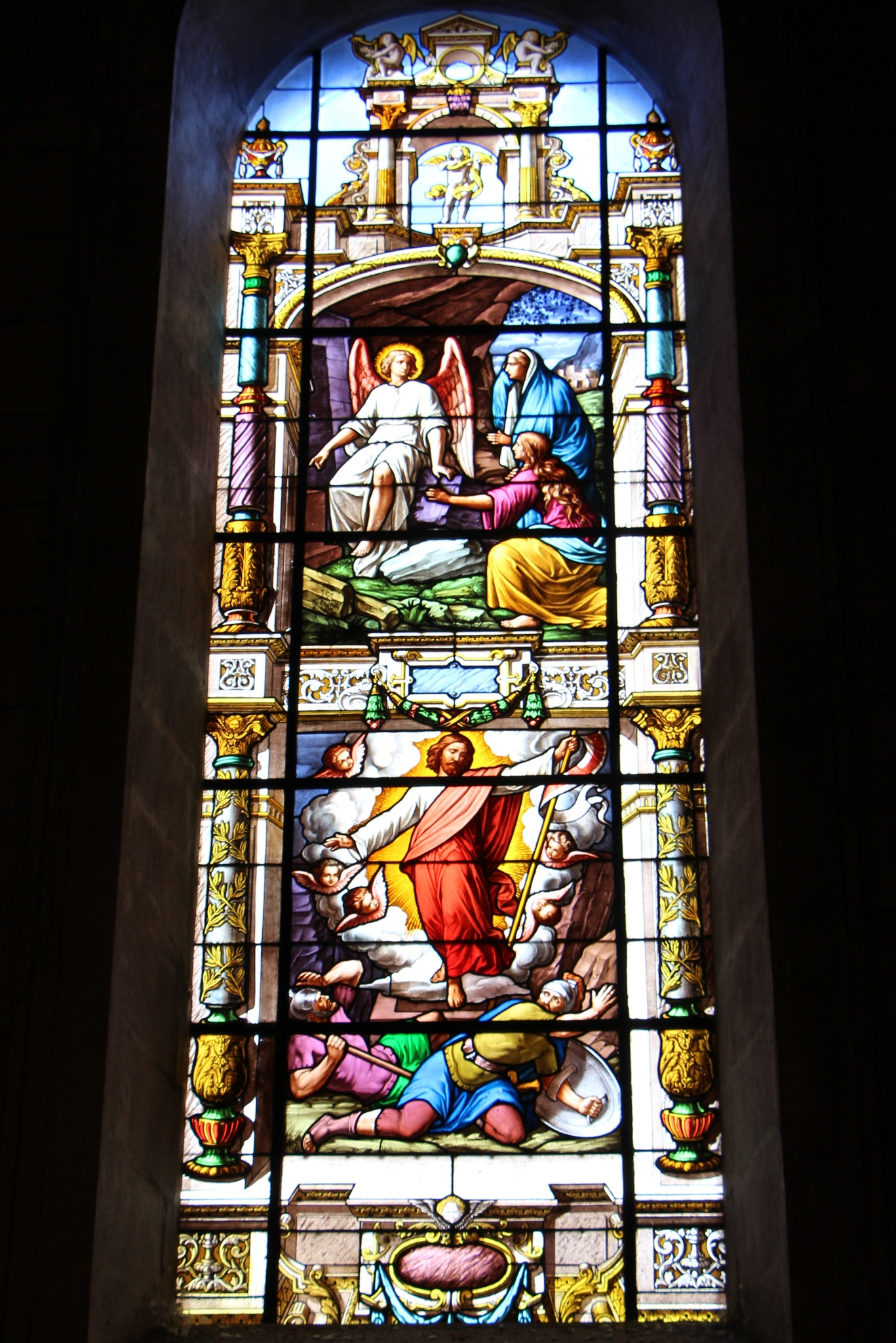
L'ange annonce la résurrection et le Chris ressuscité
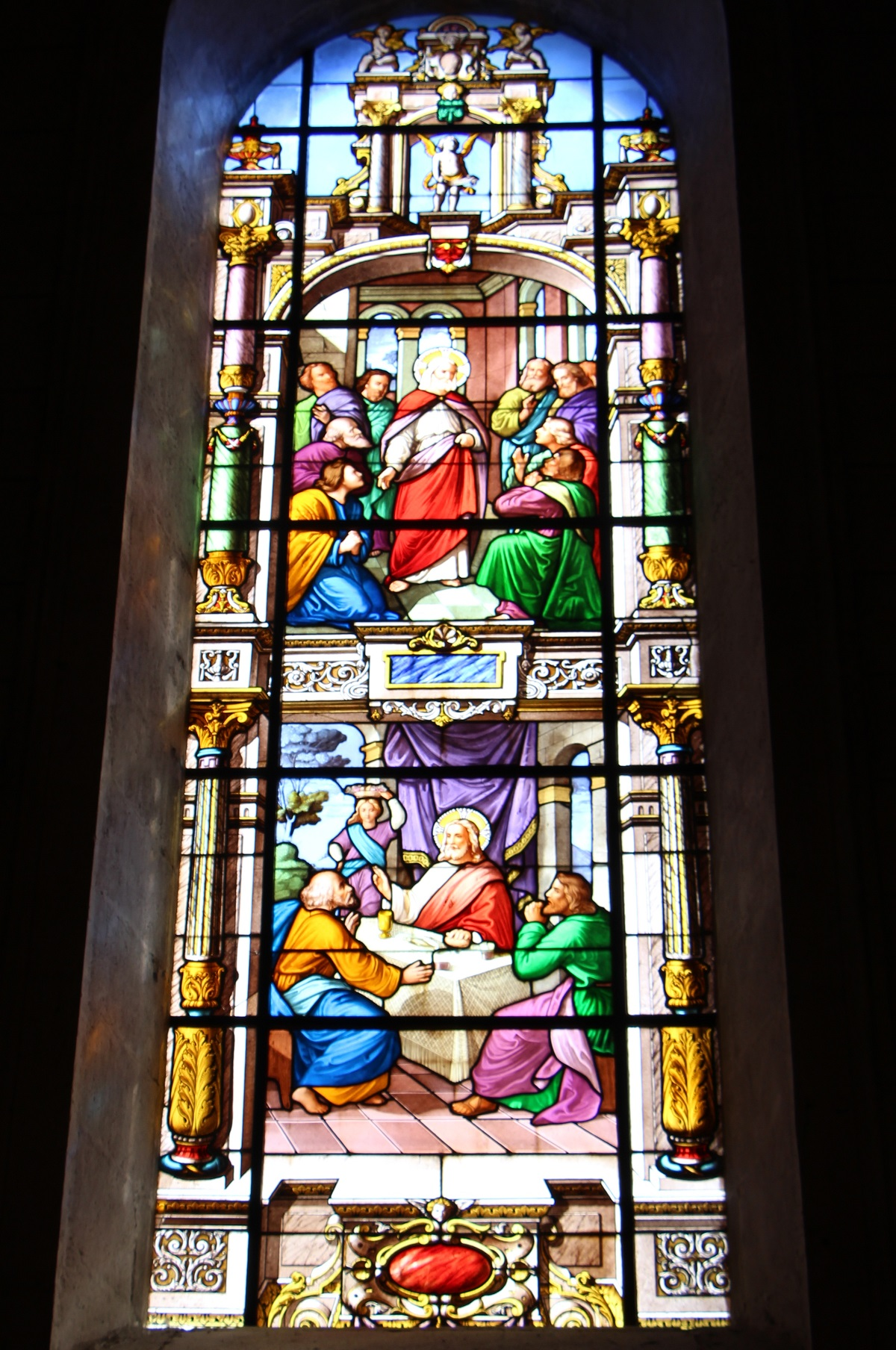
Le Christ ressuscité apparaît aux apôtres et les Disciples d’Emmaüs
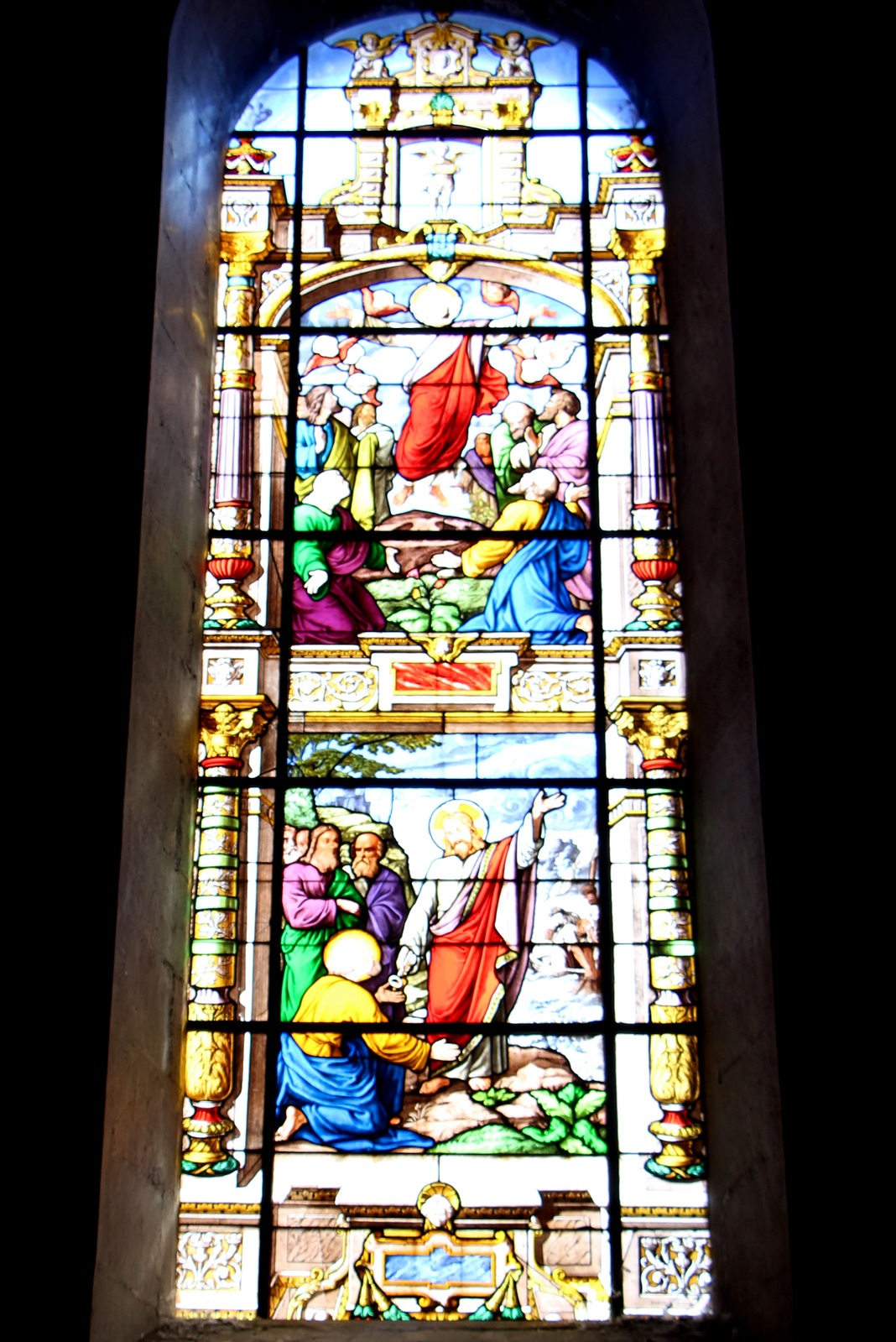
Ascension de Jésus et « Pierre je te donne les clés du Royaume des cieux »

### Le mobilier
À partir des dessins des ingénieurs (Jean-Hilaire Viollet notamment) et du travail des menuisiers, la chaire à prêcher et le tabernacle (en bois de noyer et en tilleul doré) ont été sculptés par Louis Grootaërs ; le maître-autel, la cuve baptismale et quelques bénitiers par René-Joseph Mazères. Le mobilier est sobre avec des ornements dans les styles Directoire et Restauration (pomme de pin, rinceaux, couronnes végétales, formes simples…).
Dans les années 1870, le chœur a connu le percement de trois verrières, la création de stalles, mais surtout la réalisation d’un baldaquin baroque en stuc et marbre. Une partie des travaux a été confiée au peintre Paul Pizzi.
De nombreuses statues sont présentes dans l'église dont : saintes Bernadette, Thérèse de Lisieux et Rita ; Notre-Dame de Lourdes, Notre-Dame des douleurs, l'Enfant Jésus de Prague, l'Enfant Jésus et le Sacré-Cœur.
Après le concile Vatican II, la réalisation du mobilier fut confiée à l’architecte municipal Bertrand Lavigne.

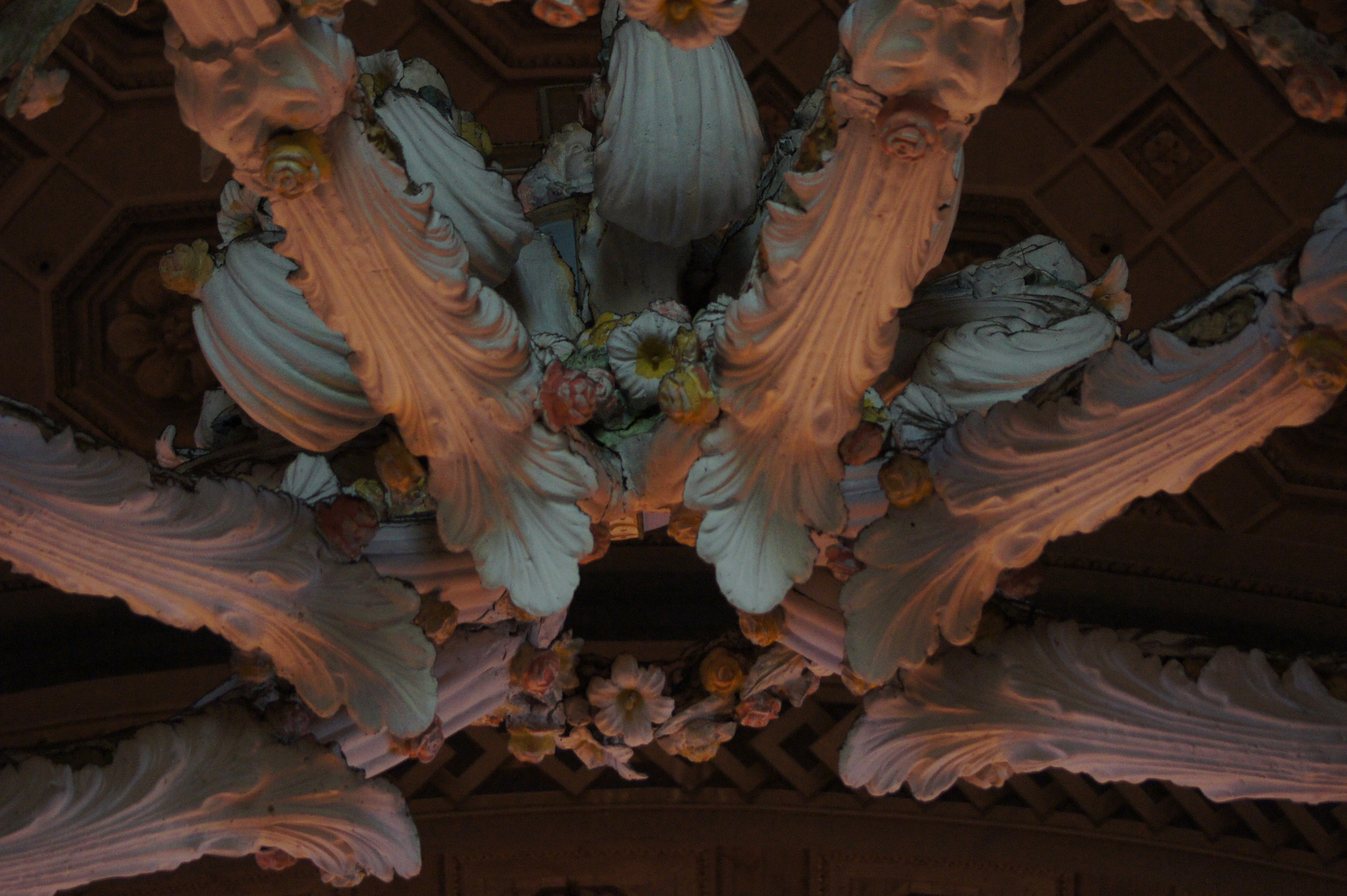
Détail du baldaquin baroque des années 1870;
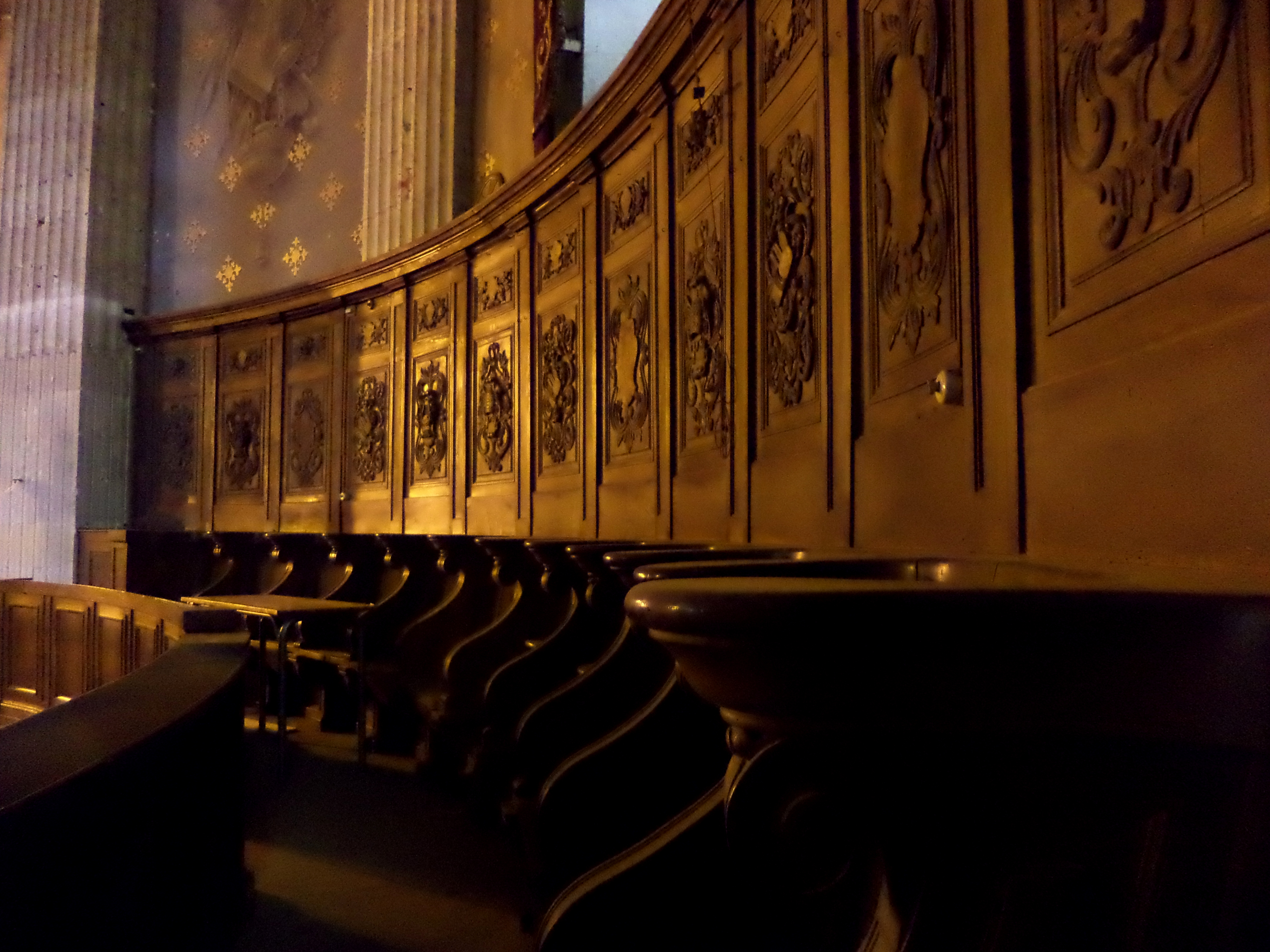
Stalles de l'ancien chœur;
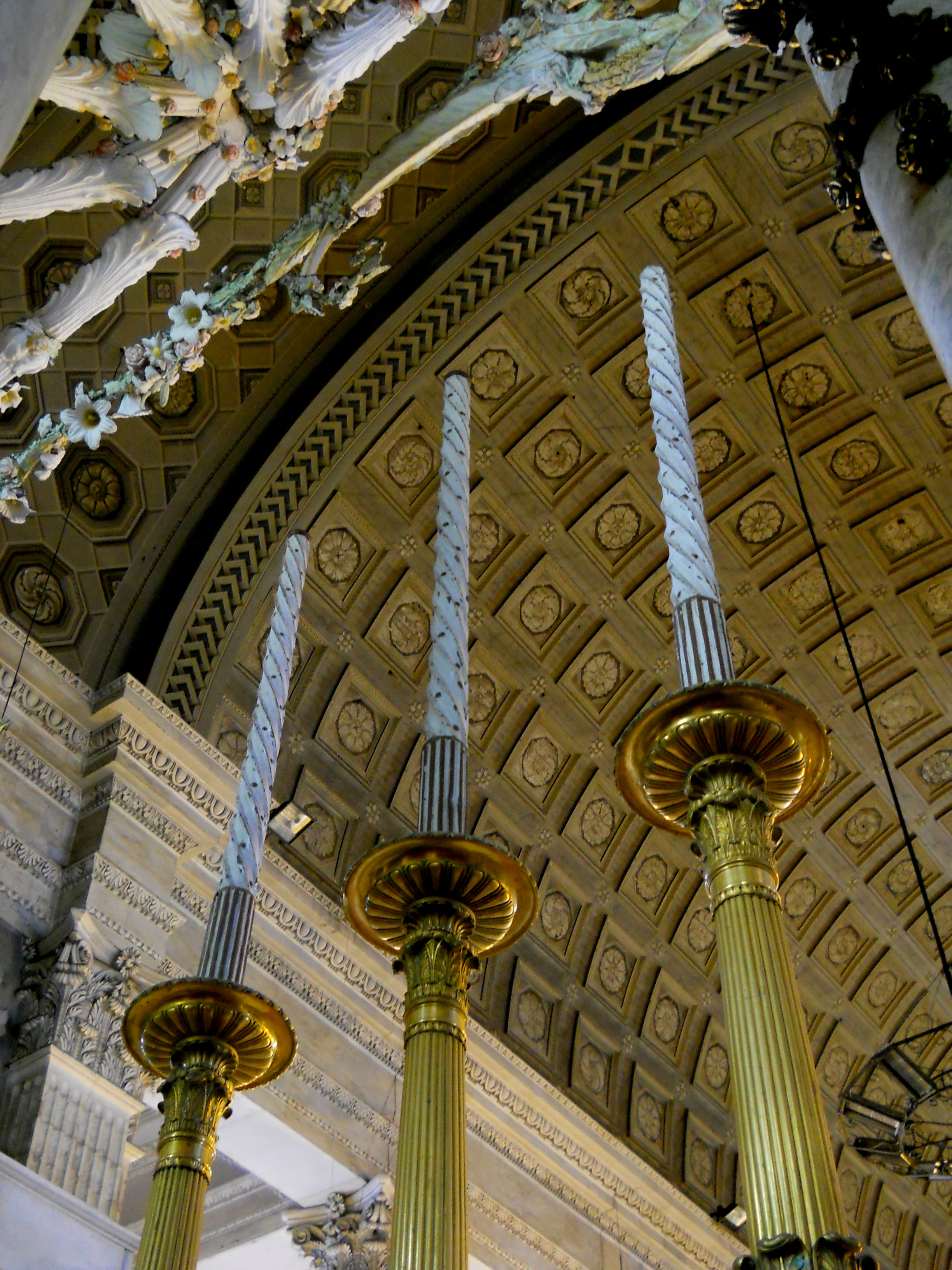
Voûte à caissons, chandeliers et baldaquin;
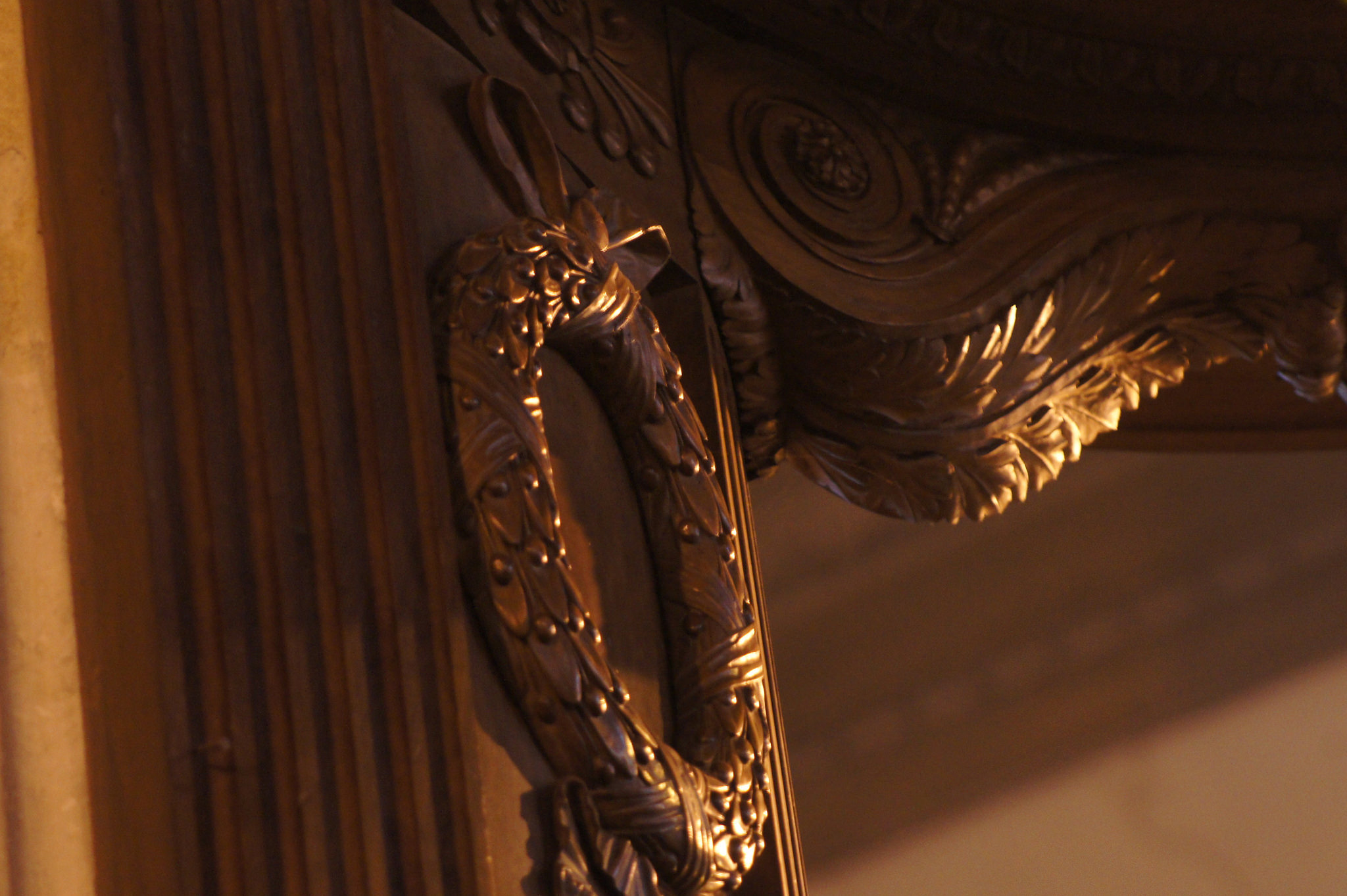
Détail de la chaire;
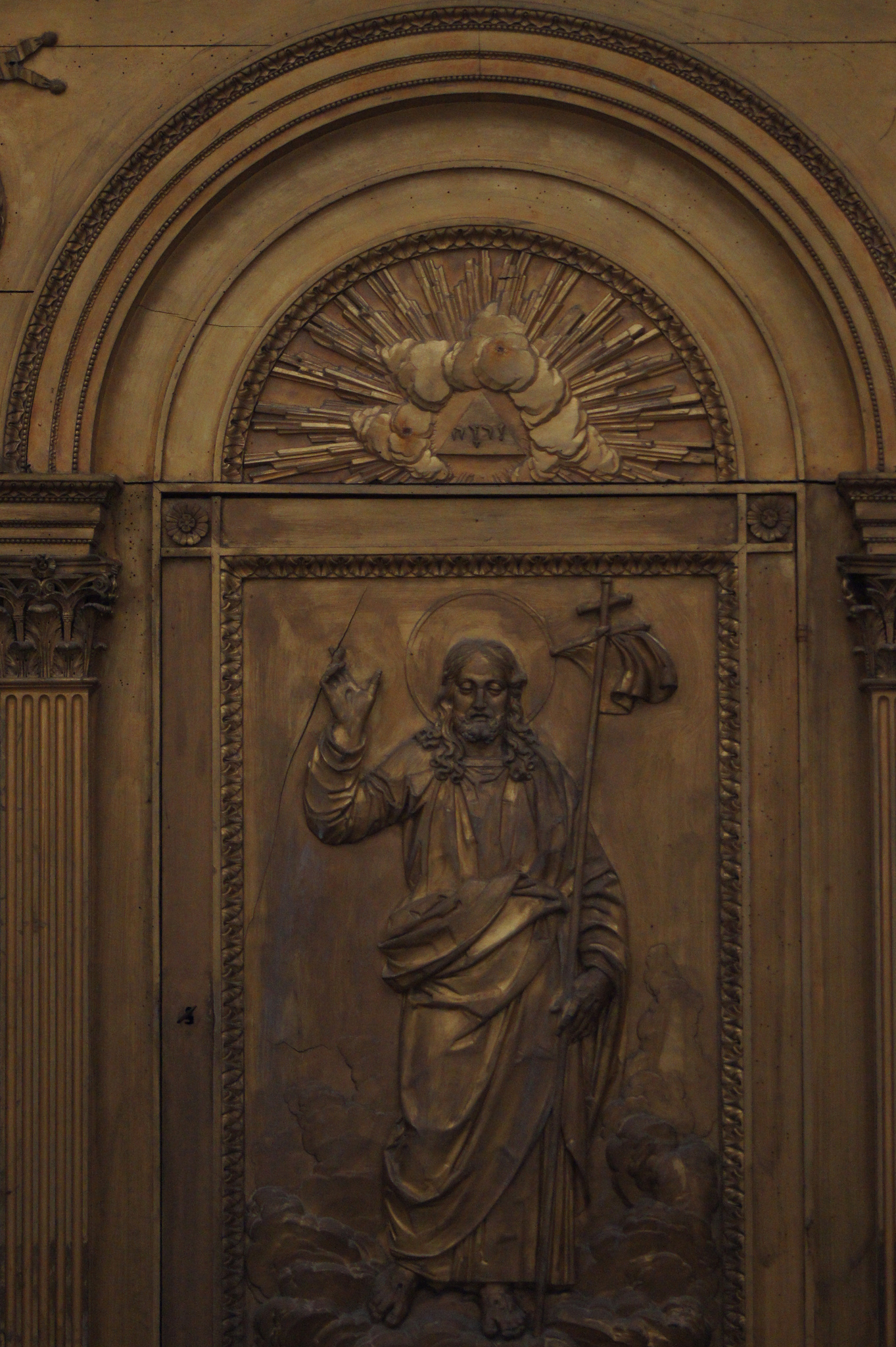
La porte du tabernacle.

### Les peintures
Le chemin de croix est imposant par sa taille (deux mètres par deux mètres environ), les quatorze huiles sur toile ont été restaurées par Patrick Buti. L'atelier de Lucien Chovet est à l'origine du chemin de croix.
Il convient d’ajouter le monument aux morts peint en 1926 par André Astoul. Sur presque six mètres de hauteur, le peintre a représenté l’ascension au ciel des poilus morts au combat.
D’autres toiles sont présentes : Saint Charles Borromée par Joachim Sotta, Sainte Madeleine par Aimé-Benoît Marquet, une Mise au tombeau par Ferdinand Birotheau d’après Titien, une Assomption par Antoine Sartoris, une Vierge au rosaire d’après Murillo.

## Les chapelles

### Chapelle de la Vierge
Aménagée après la consécration de l’église, la chapelle de la Vierge (chapelle latérale sud) abrite une Vierge à l’Enfant en bois polychrome du XIVe siècle. Et aussi des statues des saints Dominique, Jean-Baptiste, Jean l’Evangéliste et François d’Assise (Arthur Guéniot 1899 pour cette statue) de part et d’autre d’une statue de Notre-Dame des Victoires.
En grisaille, saints Louis de Gonzague, Bernard, Alphonse de Liguori, Anselme, Dominique et François d’Assise sont représentés, ainsi qu’une Assomption de la Vierge.
La chapelle est éclairée par trois vitraux, La Pentecôte (atelier Dagrant, 1900), l’Assomption et le Couronnement (atelier Lorin, 1905).

### Chapelle Saint-Lienne et reliques

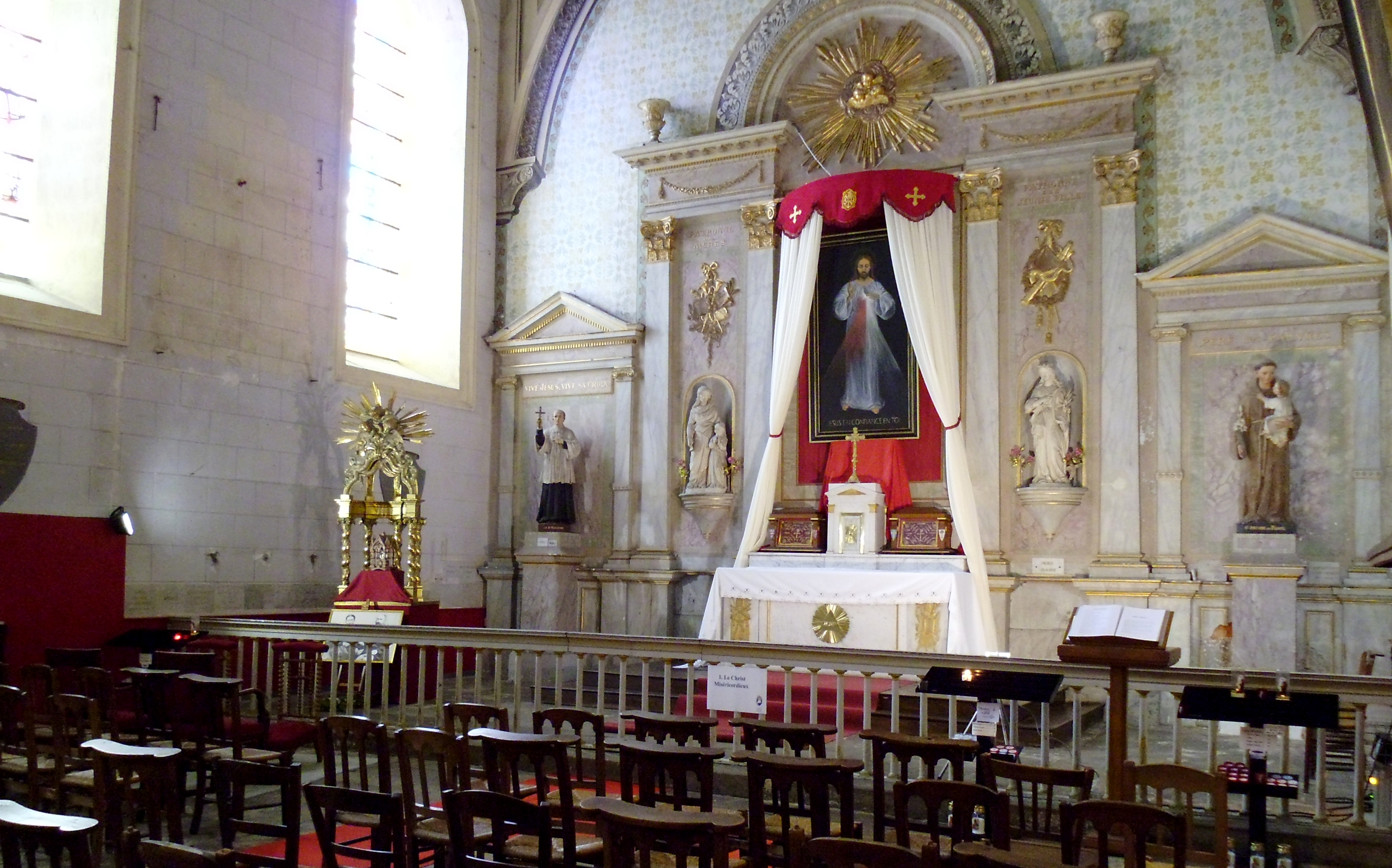
Chapelle Saint-Lienne.

Au nord de l'église et dédiée à saint Lienne disciple de saint Hilaire dont la dépouille fut vénérée à La Roche-sur-Yon, mais également à sainte Anne et sainte Philomène (statues au-dessus de l'autel), la chapelle abrite 183 reliques de saints au nombre desquels Louis et Zélie Martin, sainte Thérèse de Lisieux, sainte Bernadette Soubirous, saint Vincent de Paul, sainte Thérèse d’Avila, saint Louis-Marie Grignion de Montfort, saint Vivent, sainte Marie-Euphrasie Pelletier, saint Louis de Gonzague, saint Bénigne de Dijon, saint Paul Kohan, saint Thomas Tran Van Thien, saint Jean-Marie Vianney, sainte Radegonde,…
Les vitraux de sainte Anne, les saints anges et la consécration de la maquette de l’église du Sacré-Cœur ont été réalisés par l’atelier Lorin en 1925.
A noter dans cette chapelle la présence de statues de saint Antoine de Padoue et saint Louis-Marie Grignion de Montfort.
La chapelle Saint-Lienne est l'une des deux portes saintes du diocèse pour le jubilé de la miséricorde 2015/2016.

### Chapelles Saint-Joseph et du Sacré-Cœur

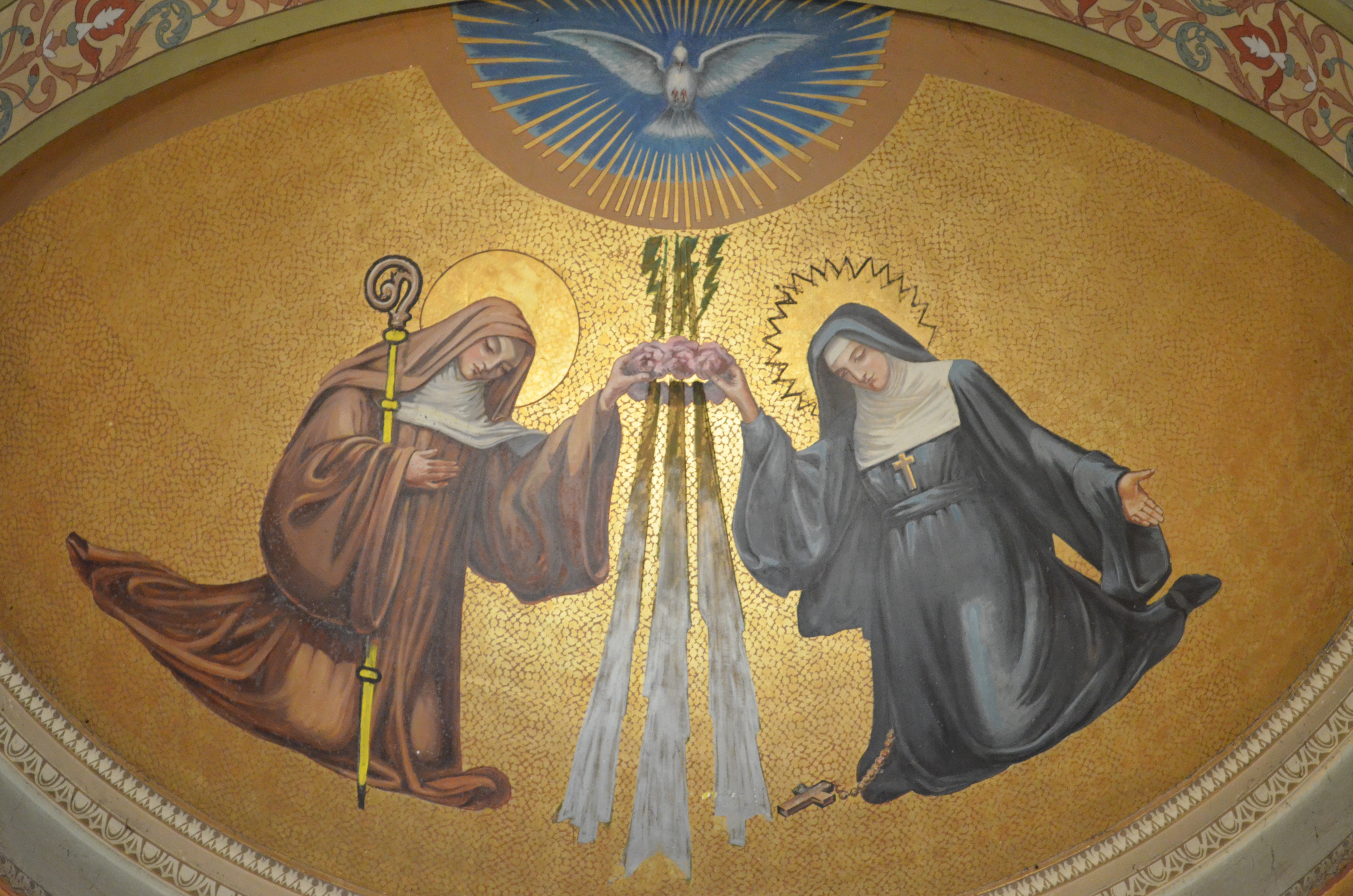
Chapelle absidiale collatérale nord.

Au niveau des absides secondaires, les deux chapelles dédiées à saint Joseph et au Sacré-Cœur présentent un aménagement qui remonte à la fin du XIXe siècle et au début du XXe siècle. Jusqu’alors, les deux lieux où sont à présent placés les autels étaient des sacristies; les chapelles absidiales existaient déjà mais étaient simplement plus avancées dans l'église.
Dans chacune des chapelles, une statue réalisée par Arthur Guéniot est placée dans une niche. Au nord, la chapelle Saint-Joseph possède un décor, imitant la mosaïque dorée, dans lequel des palmiers et des anges sont peints.
La même inspiration byzantine est visible dans la chapelle du Sacré-Cœur avec des représentations de sainte Gertrude de Helfta (probablement) et sainte Marguerite-Marie Alacoque (qui était alors bienheureuse). Dans un style différent, une peinture représentant l’église Saint-Louis de La Roche-sur-Yon et la basilique du Sacré-Cœur de Montmartre est signée par Othellaud Astoul.

## Les aspects républicains de l'église
La basilique républicaine d'inspiration antique en 1829 :
- Plan rectangulaire.
- Proportions importantes.
- 20 baies aux verres blancs.
- Dépouillement accru par l'absence, d'éléments mobiliers imposants.
- Style néoclassique en extérieur et intérieur.

Cette architecture est semblable à celle des basiliques civiles que l'on pouvait trouver sur le forum romain ou l'agora grecque. Dans l'antiquité, ces bâtiments étaient des lieux de rencontre à but politique judiciaire, commercial...
Ce modèle architectural est directement issu des idées des philosophes des lumières et d'urbanistes du XVIIIe siècle tels que Jean-Jacques Huvé et Pierre Patte.
Les symboles de la France après 1870 :
- Christ en tenue bleue/blanche/rouge sur une bonne part de vitraux (atelier Lefèvre et Lusson), commandés par la paroisse, postérieurs à la Nativité et antérieurs à la Crucifixion. Le choix des trois couleurs n'est pas justifié. Sans qu'il soit possible d'y voir une allusion républicaine, une symbolique religieuse de chaque couleur existe, la rareté de leur association et la fréquence (vingt représentations) sont à souligner[26].
- Drapeau français sur le clocher nord.
- Monument aux morts et huile sur toile (André Astoul, 1926) sur la guerre 14/18 (cocarde, coquelicots, drapeau français, soldats, champ de bataille, cimetière militaire).
- Députés et sénateurs associés aux membres du clergé sur le vitrail du Sacré-Cœur + drapeau français (cérémonie célébrée en 1917, le vitrail a été réalisé en 1925).

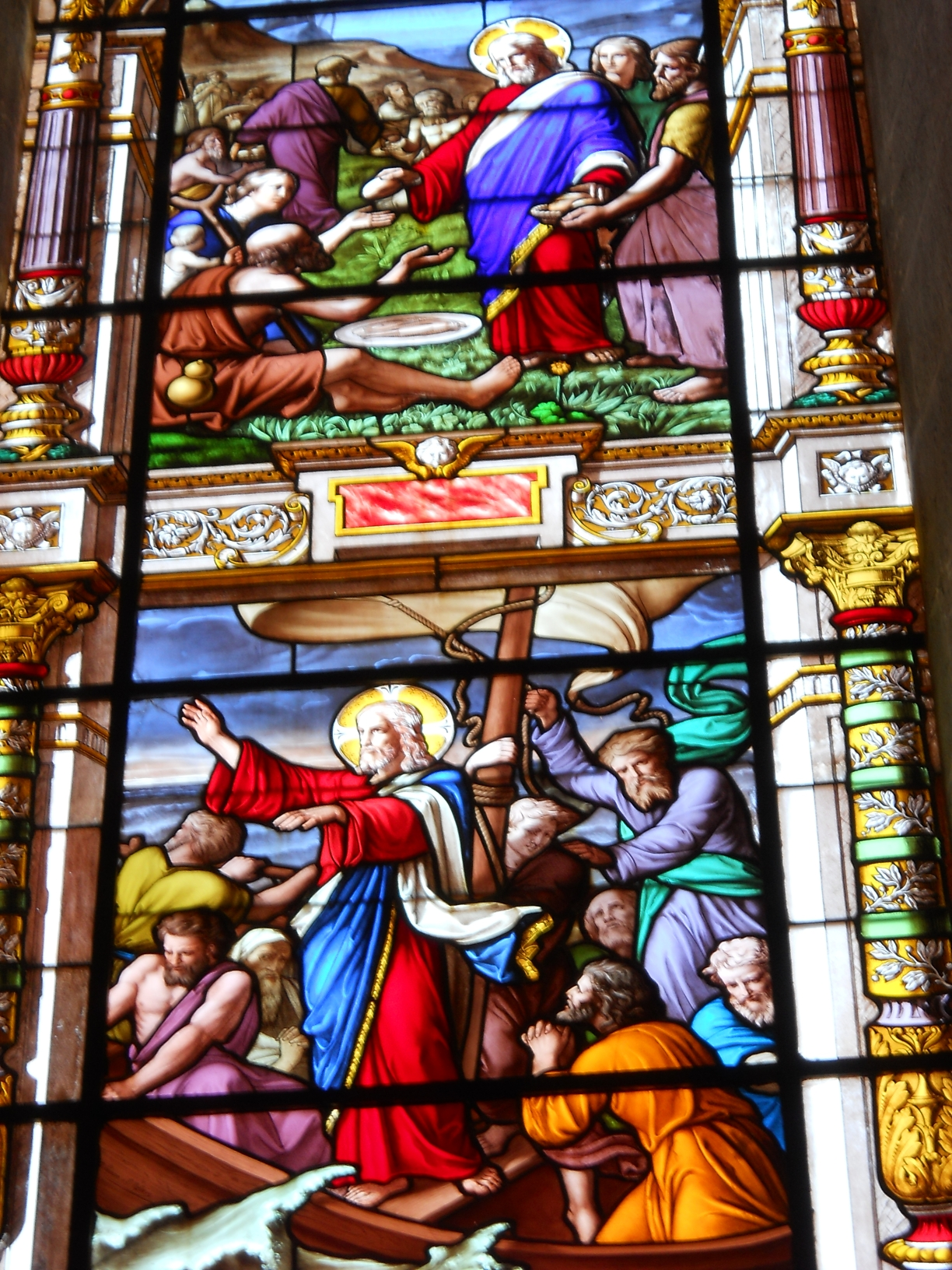
Le Christ tricolore sur les vitraux de l'église.
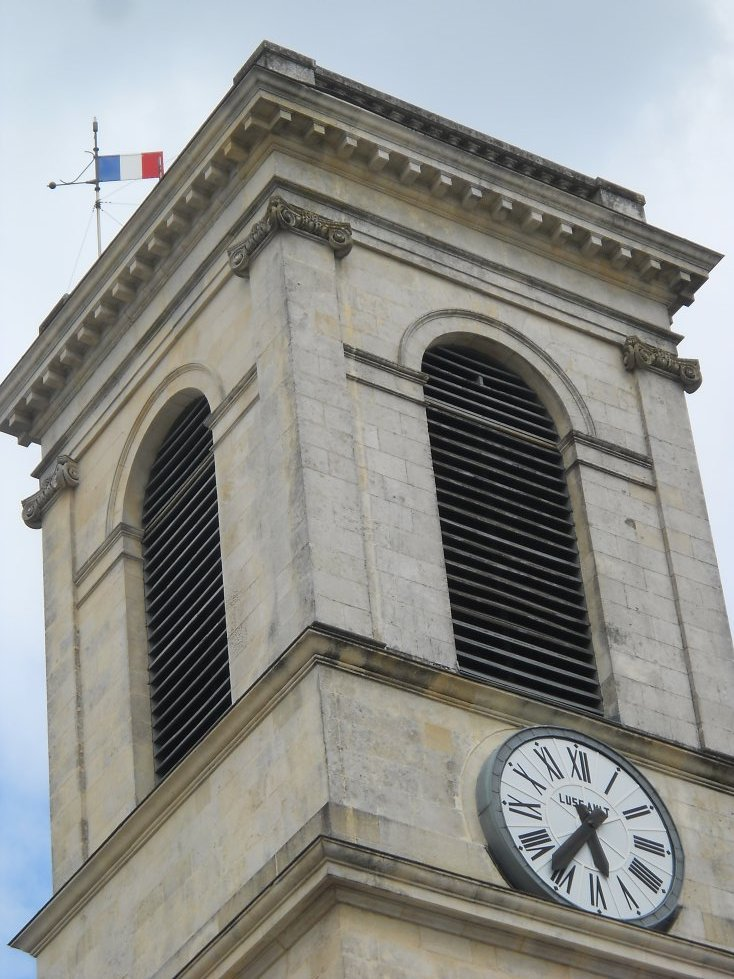
Clocher nord de l'église avec un drapeau français comme girouette.
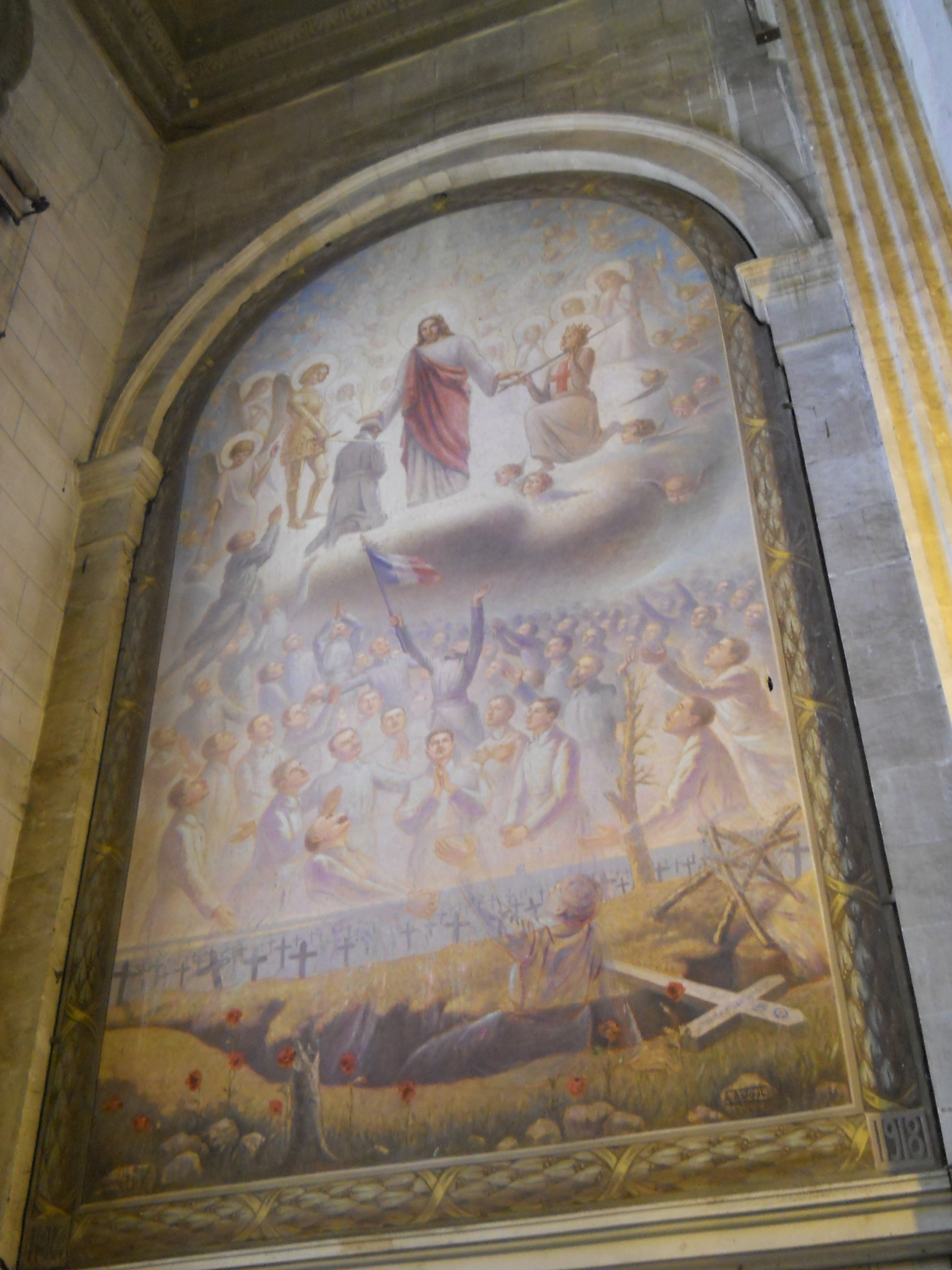
Toile d'André Astoul commémorant la Première Guerre mondiale (1924).

## Les orgues

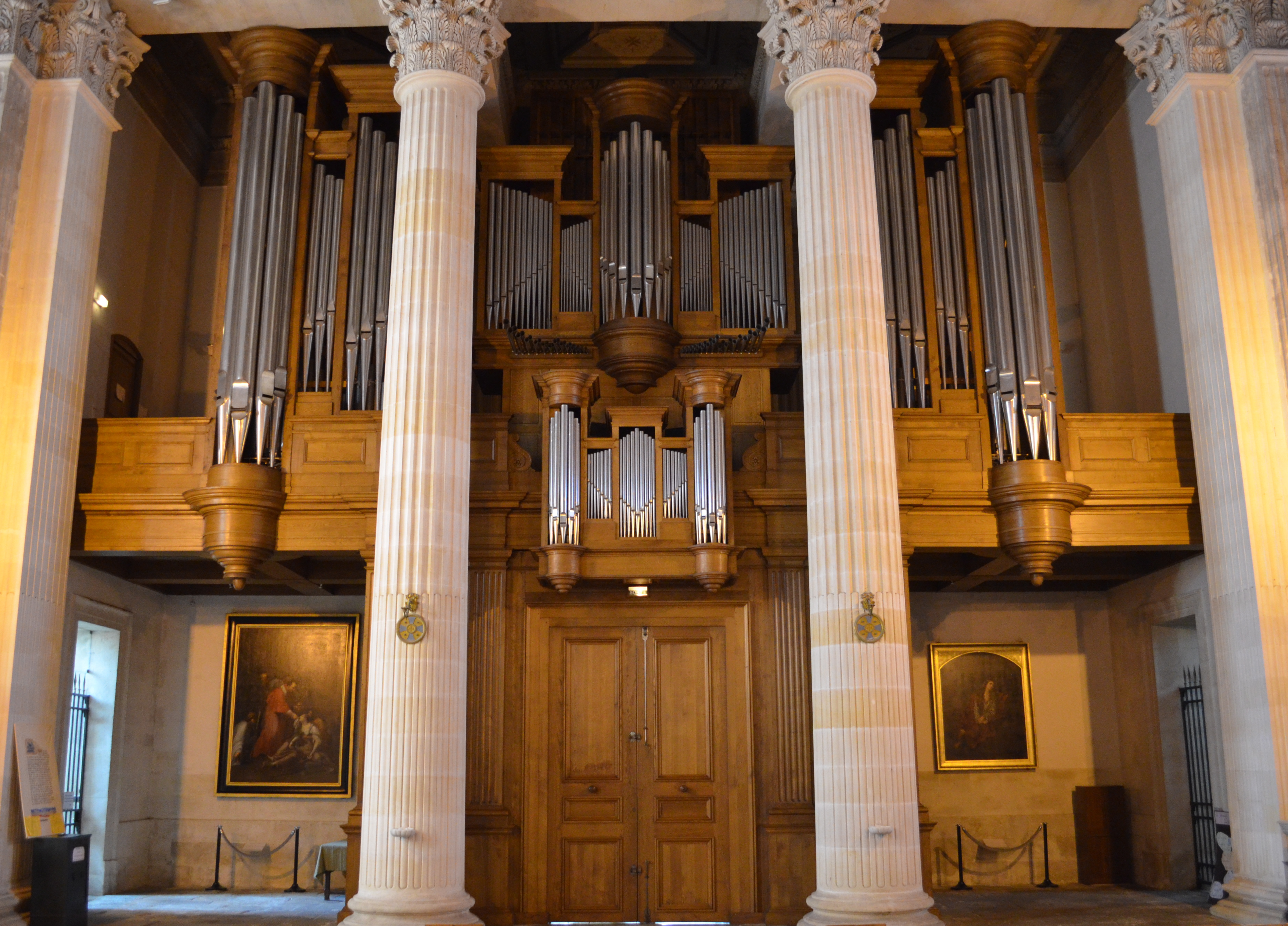
Orgue de Kœnig réalisé en 1989 sur la tribune de l'église.

Deux orgues existent, un Cavaillé-Coll à huit jeux et un bourdon dans le chœur et le grand orgue de tribune (Yves Koenig, 1989) à quarante jeux et 2856 tuyaux.

## Galerie de photos

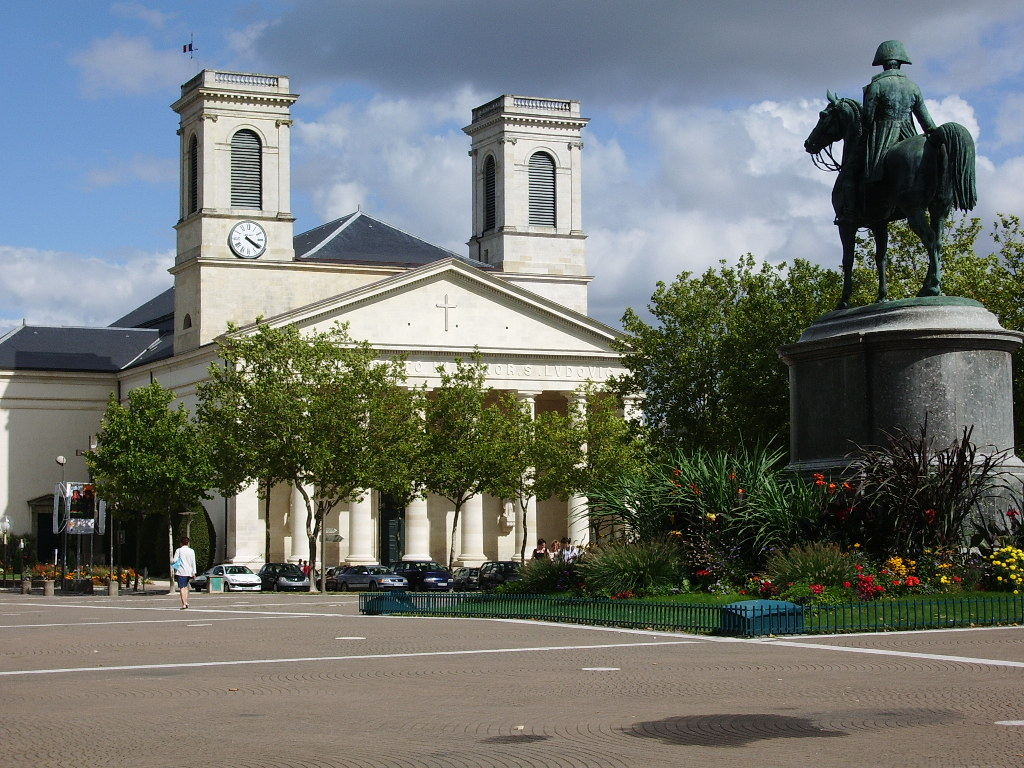
Vue depuis la place Napoléon.
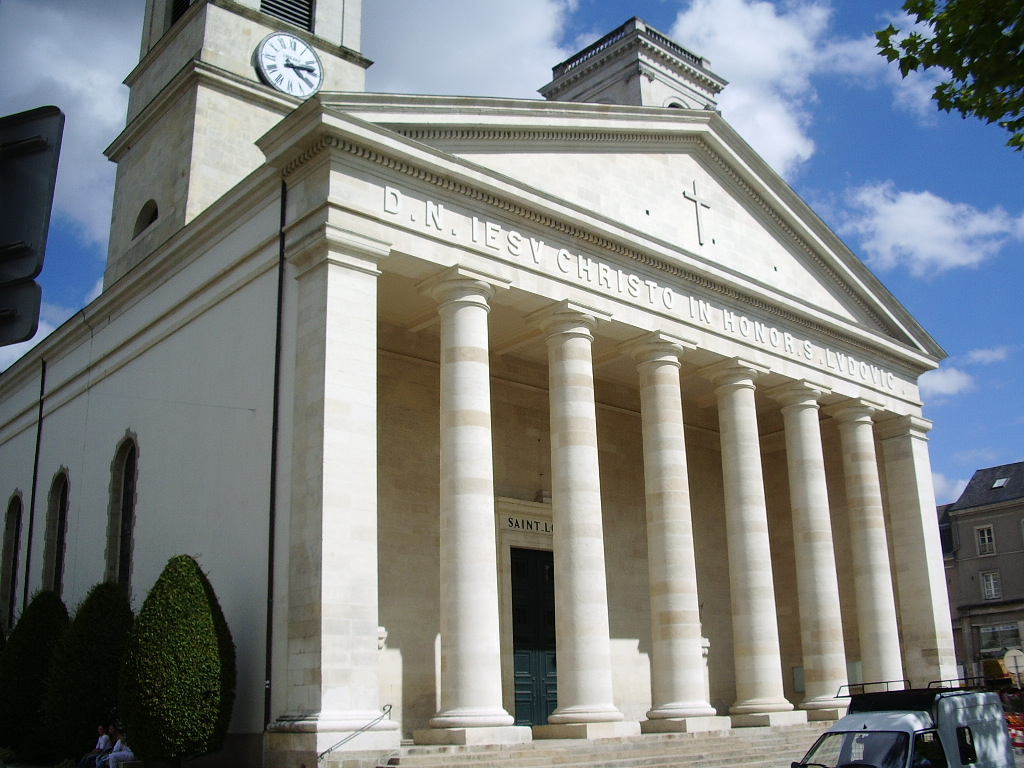
Détail du fronton avec l'inscription.
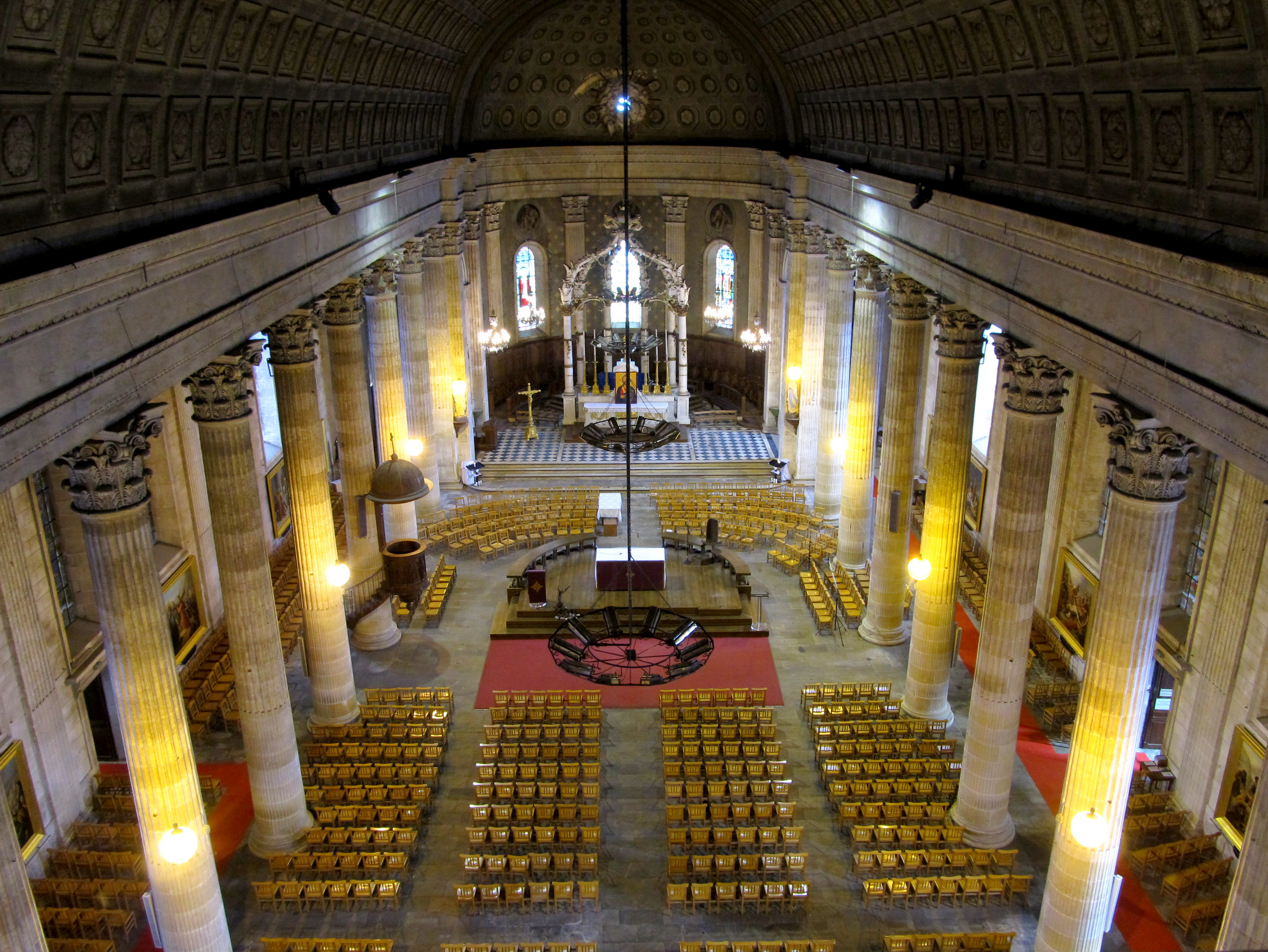
Eglise Saint-Louis depuis la tribune supérieure
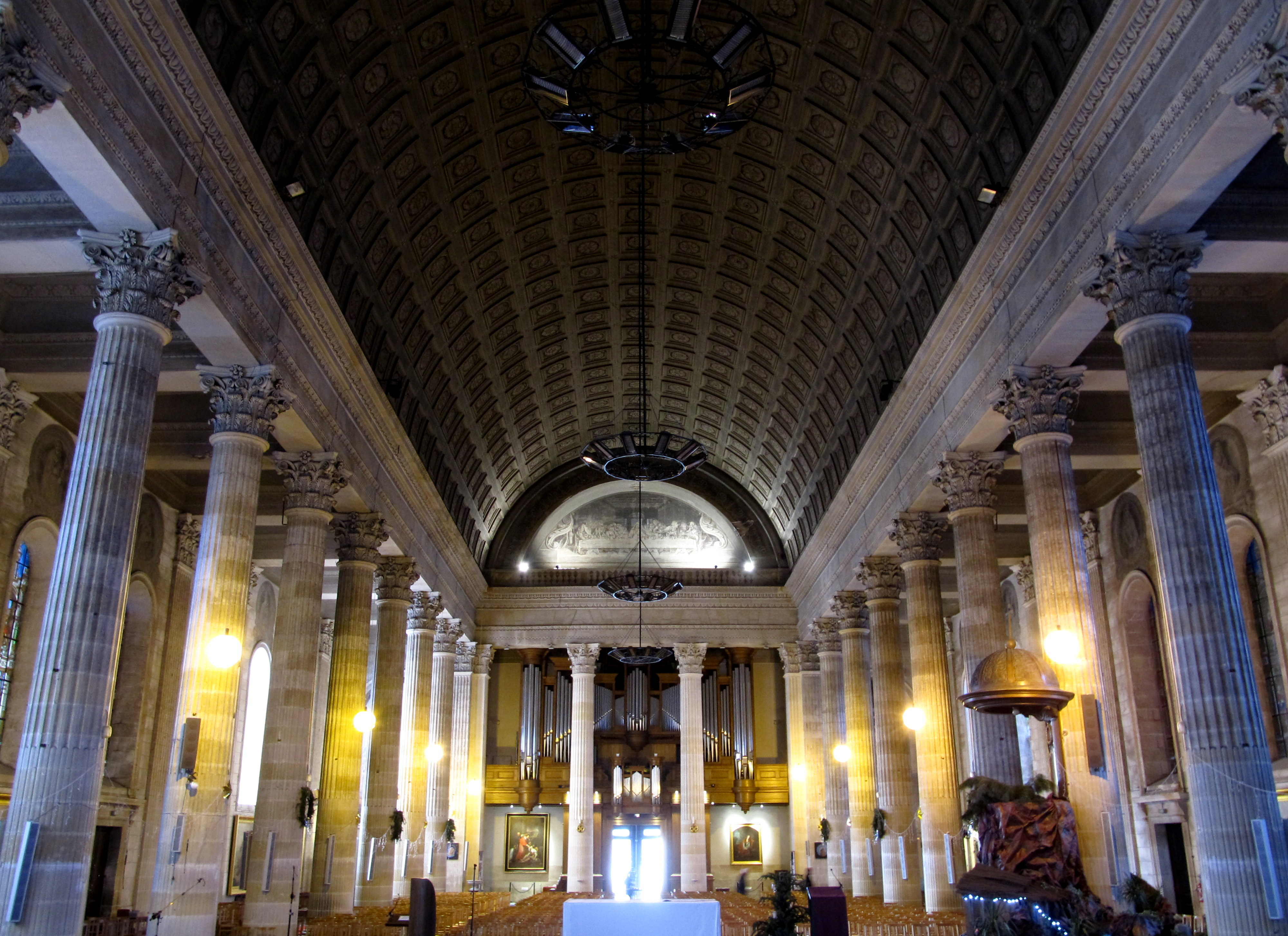
Eglise Saint-Louis depuis le chœur
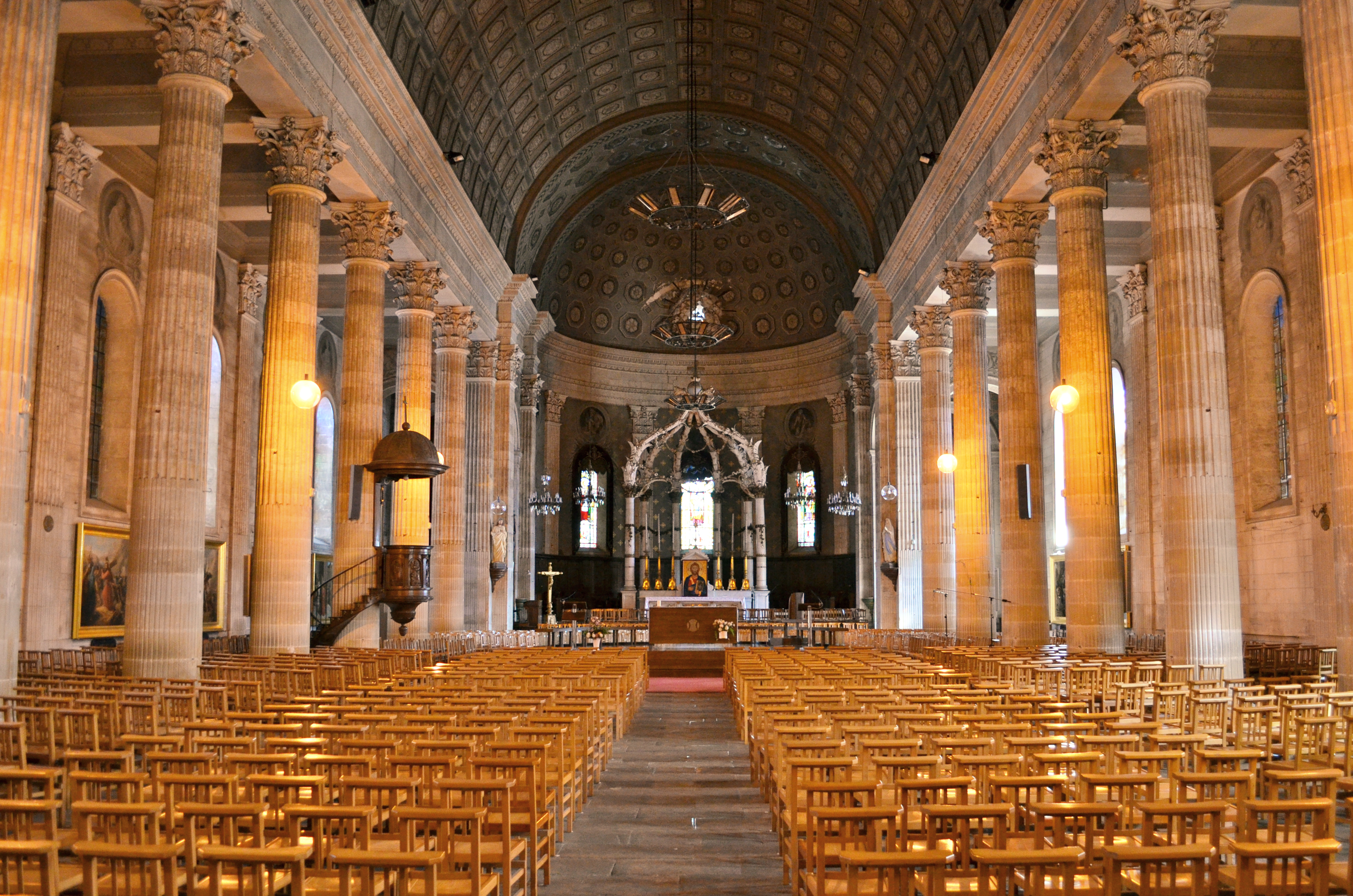
La nef et le chœur.
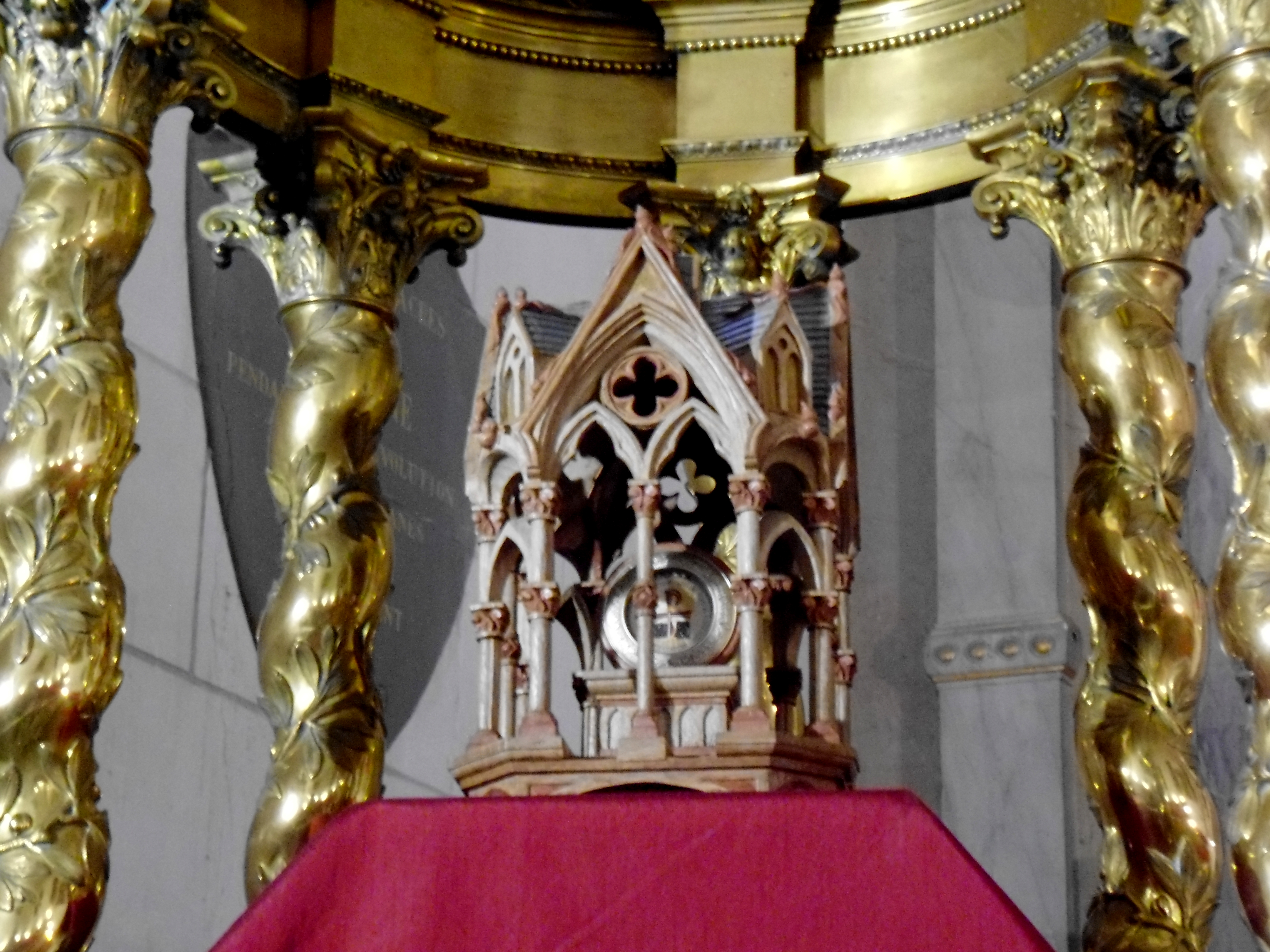
Reliquaire de Louis et Zélie Martin, chapelle Saint-Lienne.
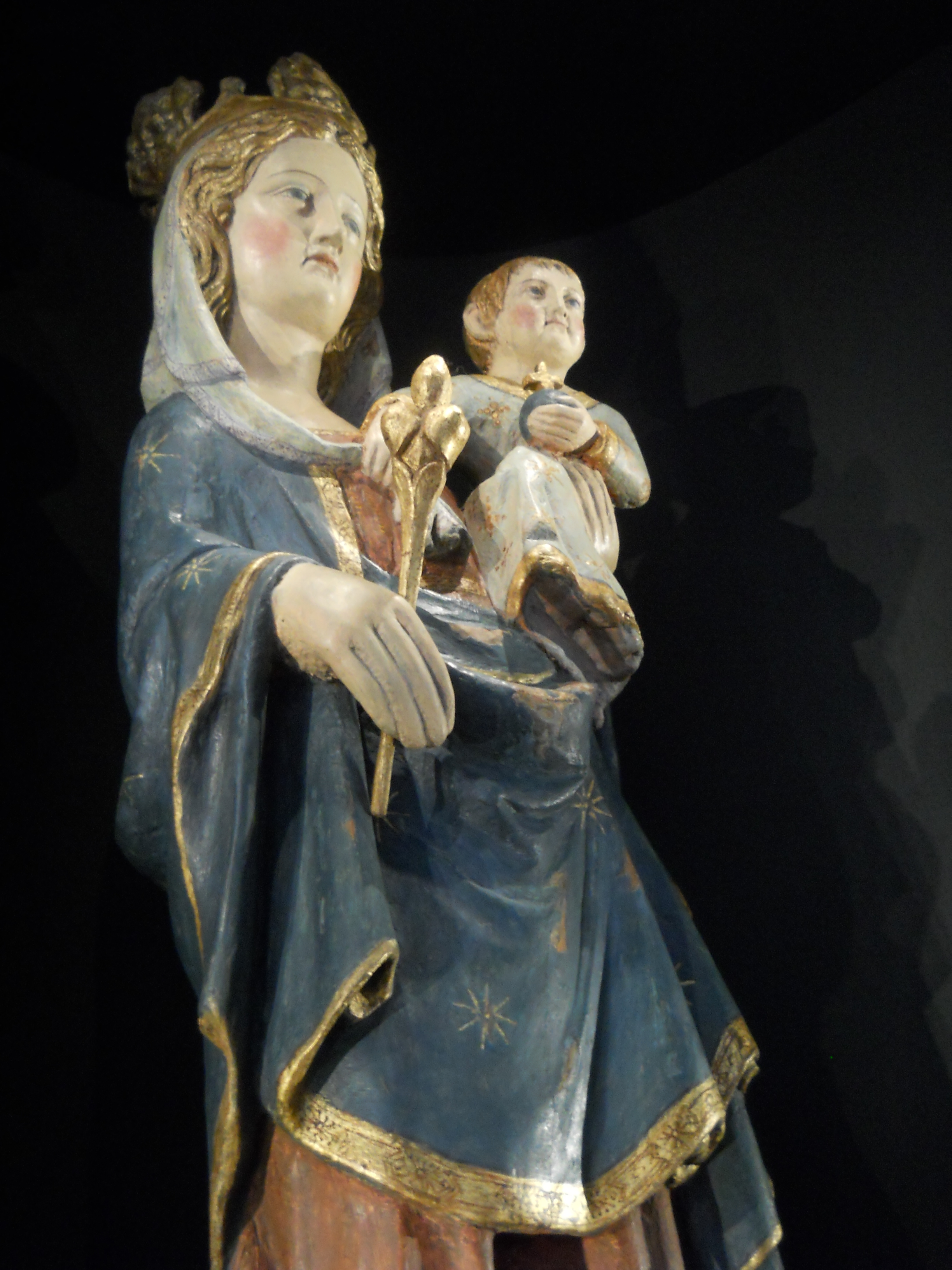
Vierge à l'enfant du XIVe siècle.
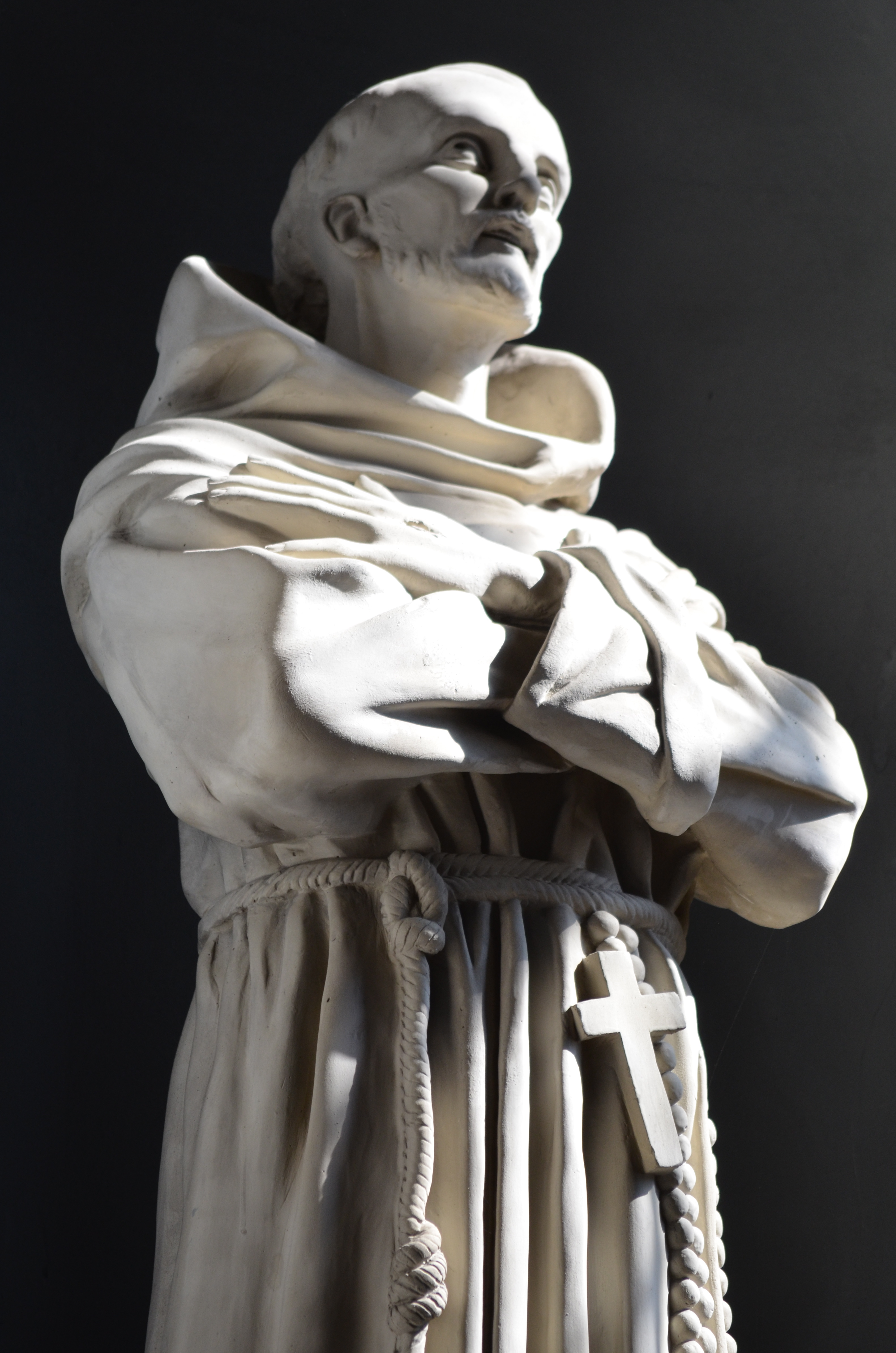
St François d'Assise
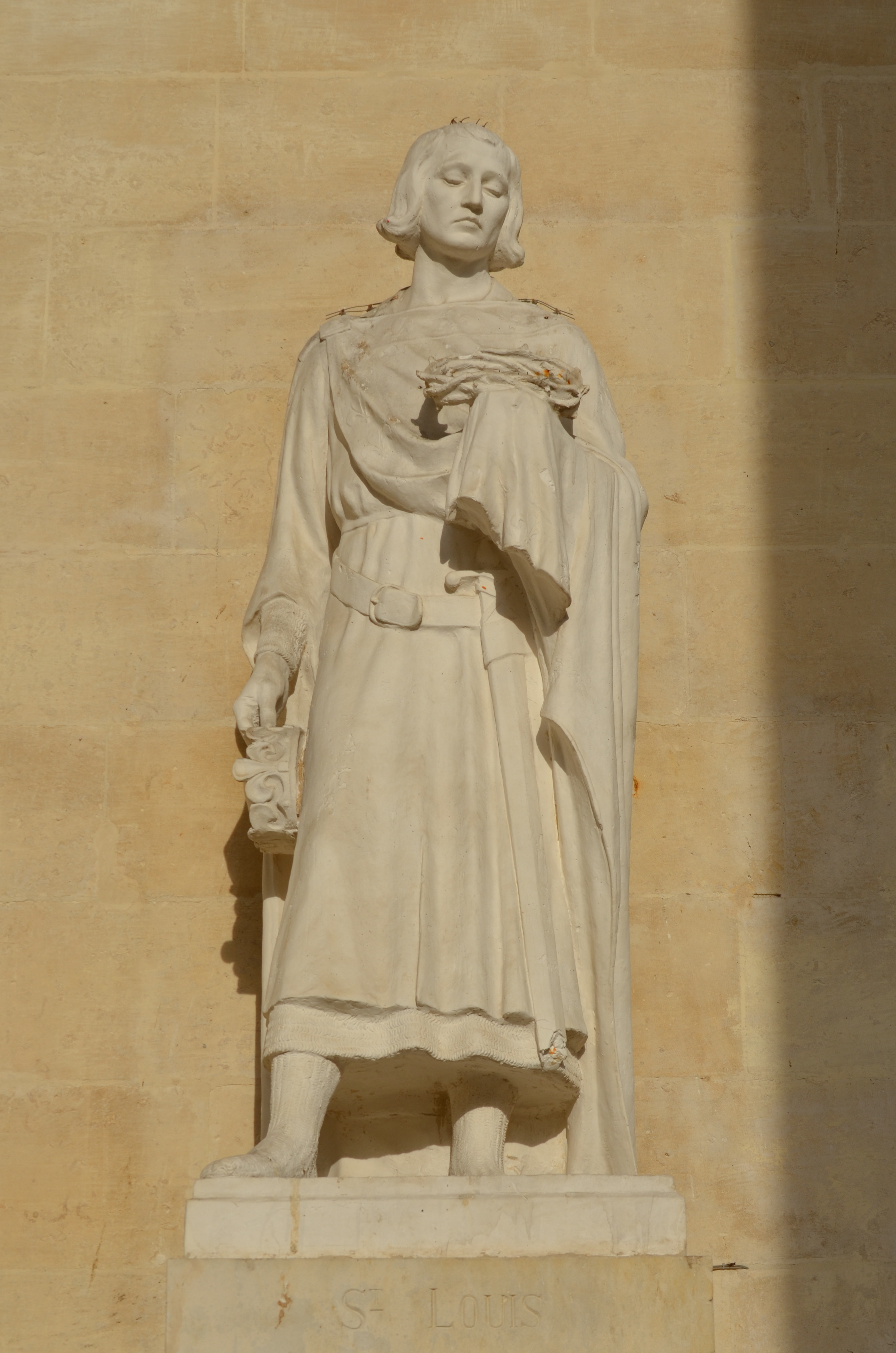
St Louis
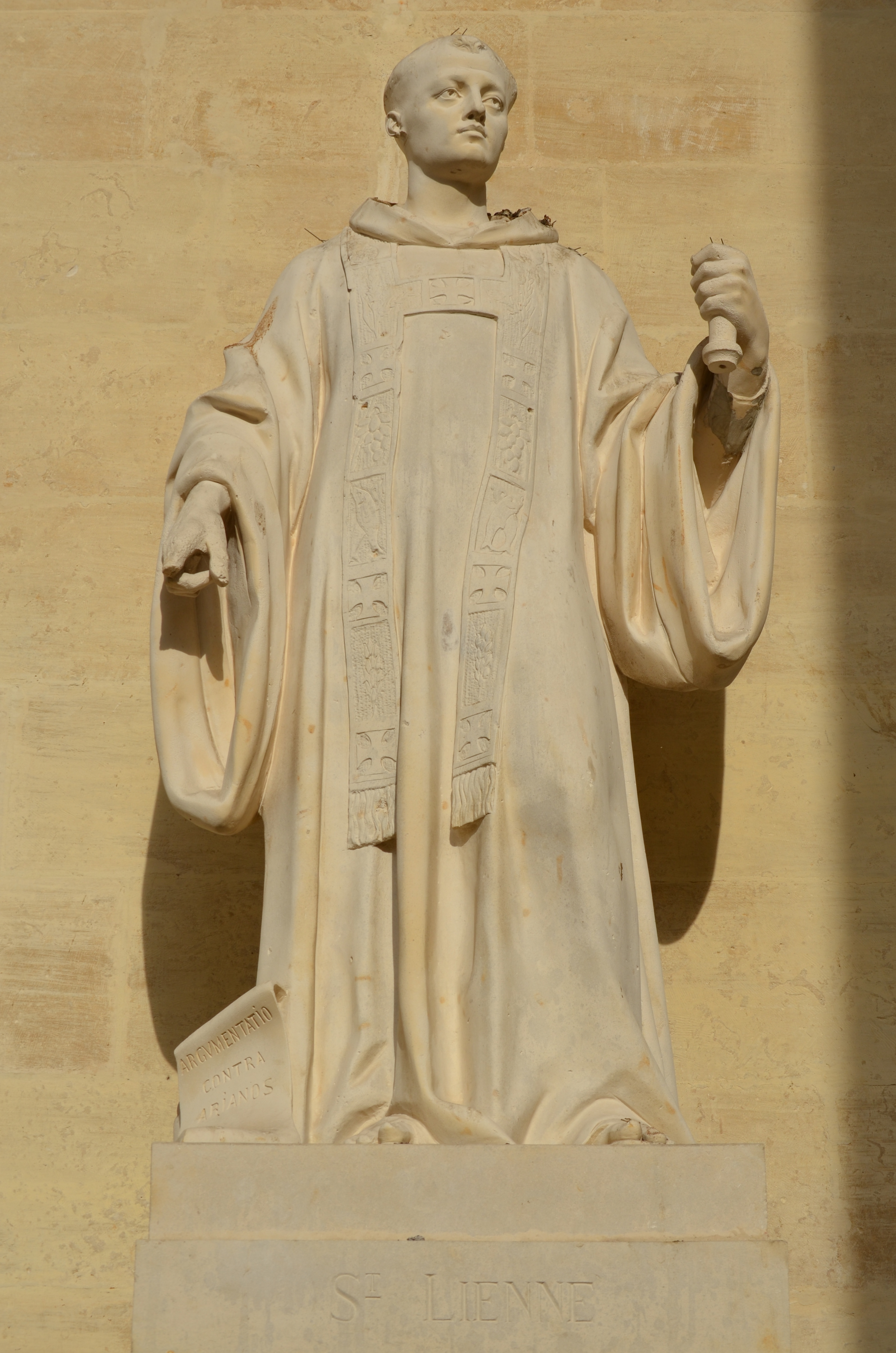
St Lienne